# Geschiedenis van Spijkenisse

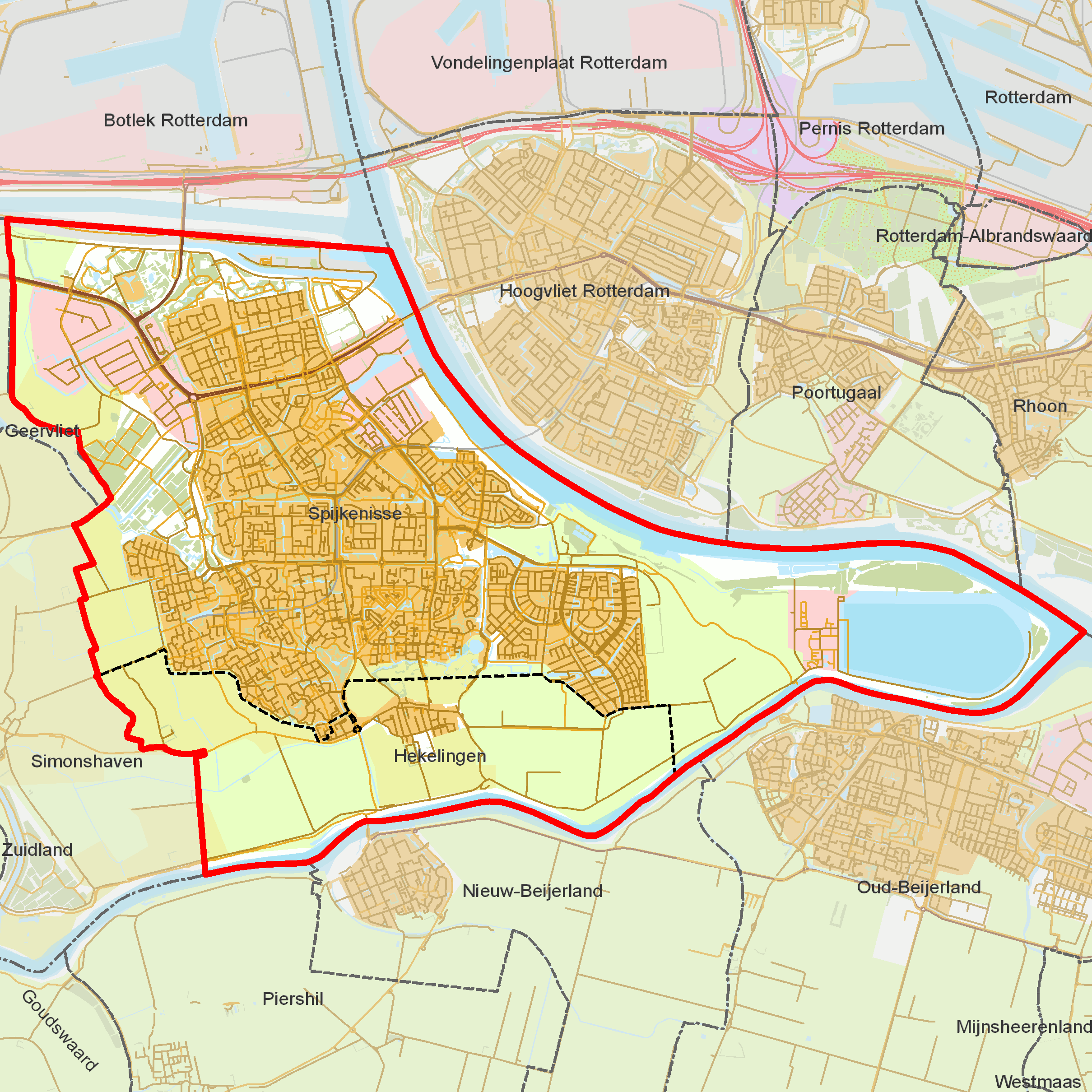
Spijkenisse in 2012 (incl. Hekelingen)

De geschiedenis van Spijkenisse, op het eiland Voorne-Putten, begint met een kleine nederzetting in het Neoliticum, in de huidige wijk Vriesland. Daarna wisselden lange periodes met onbewoonbaar moeras en drooggevallen landbouwgebieden elkaar af. Vanaf ± 880 was er permanente bewoning in het huidige gebied van Spijkenisse. Eind 12e eeuw werden de polders Spijkenisse en Vriesland bedijkt en ontstond bij de haven het dorp Spickenisse. In de 13e eeuw werd de polder Braband bedijkt. In 1231 werd Spijkenisse voor het eerst vermeld in een officieel document. Daarna volgden eeuwen met strijd tegen het water, zowel in de vorm van overstromingen als van te hoog grondwater. Ook werden nog enkele kleinere polders bedijkt. In 1521 was de Dorpskerk gereed, aanvankelijk als katholieke kerk, na de Reformatie, vanaf 1574, als protestantse. In de 17e en 18e eeuw had Spijkenisse te lijden van grote dorpsbranden, overstromingen en veepest, waardoor de bevolking verarmde. In de 19e eeuw werden een nieuw(e) korenmolen, gemeentehuis, school en stoomgemaal gebouwd en in 1856 kwam er een regulier overzetveer naar Hoogvliet. Dat veer werd overbodig toen in 1903 de Spijkenisserbrug gereed kwam. Enkele jaren later kwamen er tramverbindingen tussen Rotterdam en de rest van Voorne-Putten, en in 1934 de Groene Kruisweg. Al deze nieuwe verbindingen werden grote stimulansen voor meer bedrijvigheid in en forensisme van en naar Spijkenisse. In de loop van de 20e eeuw verdwenen enkele traditioneel aan Spijkenisse verbonden bedrijfstakken als de vlasteelt en de hoepmakerij. In vergelijking met de grote steden doorstond Spijkenisse de Tweede Wereldoorlog met relatief weinig verliezen, alleen ontstond aan het einde ervan een tyfusepidemie door slecht drinkwater en slechte riolering. Na de oorlog werd gezorgd voor drinkwaterleidingen en een rioolwaterzuiveringsinstallatie. Vervolgens werd Spijkenisse min of meer gedwongen te groeien om huisvesting te bieden aan duizenden arbeidskrachten die kwamen werken in het sterk uitgebreide Rotterdamse haven- en industriegebied: van 3500 inwoners in 1958 naar 70.000 inwoners in 1992, en verloor het zijn dorpse karakter. In 2015 werd Spijkenisse de hoofdplaats in de nieuwe gemeente Nissewaard.
| Jaar | Inwonersaantal |
| ---- | -------------- |
| 1231 | ±100?          |
| 1521 | ± 300          |
| 1796 | 734            |
| 1840 | 1123           |
| 1900 | 1994           |
| 1940 | 2506           |
| 1953 | 3000           |
| 1955 | 3125           |
| 1958 | 3562           |
| 1960 | 5500           |
| 1963 | 10.000         |
| 1965 | 15.000         |
| 1967 | 20.000         |
| 1970 | 25.000         |
| 1975 | 30.000         |
| 1980 | 40.000         |
| 1982 | 50.000         |
| 1985 | 60.000         |
| 1992 | 70.000         |
| 2019 | 71.830         |

## Prehistorie

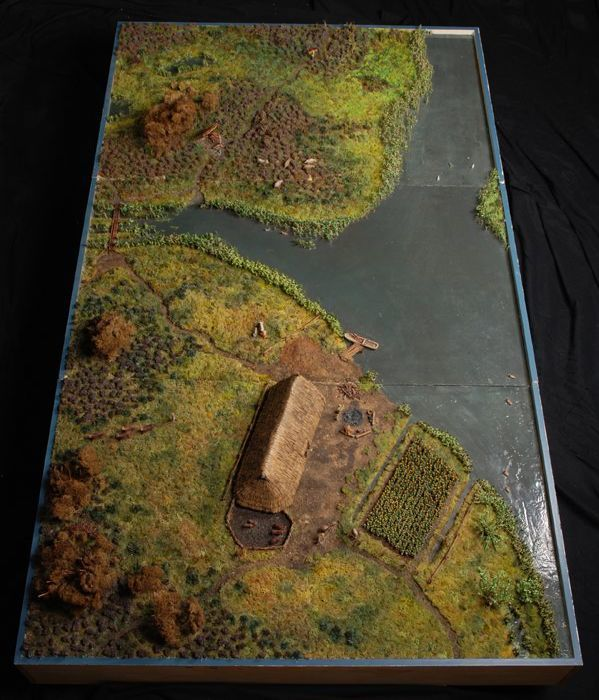
Maquette boerderij uit de IJzertijd op Voorne-Putten

### Jonge Steentijd en Bronstijd
De oudste resten van bewoning in het huidige grondgebied van Spijkenisse, stammen uit ± 2.900-1.800 v. Chr. Ze zijn gevonden in de voormalige polder Vriesland. Het gaat om enkele kleine woonplekken op de oever van een verdwenen kreek. Na 1.800 v. Chr. werd het gebied een moeras en onbewoonbaar.

### IJzertijd
Vanaf ± 700 v. Chr. gingen er boeren wonen in het huidige gebied van Spijkenisse. Uit de IJzertijd zijn resten van talloze boerderijen gelokaliseerd: van het noorden bij het Hartelkanaal tot het zuiden in de huidige wijken Vogelenzang en Waterland. De pioniers kozen hoge en droge plekken uit, in de buurt van waterstroompjes. Hun voornaamste middel van bestaan bestond uit het houden van vee. Daarnaast werden er ambachten uitgeoefend, zoals metaalbewerking en pottenbakken, en waren er contacten over langere afstanden, zoals blijkt uit vondsten als maalstenen, glazen armbanden, kralen en barnsteen. In de 3e eeuw v. Chr. werden ook deze mensen verdreven door het water.

## Romeinse tijd

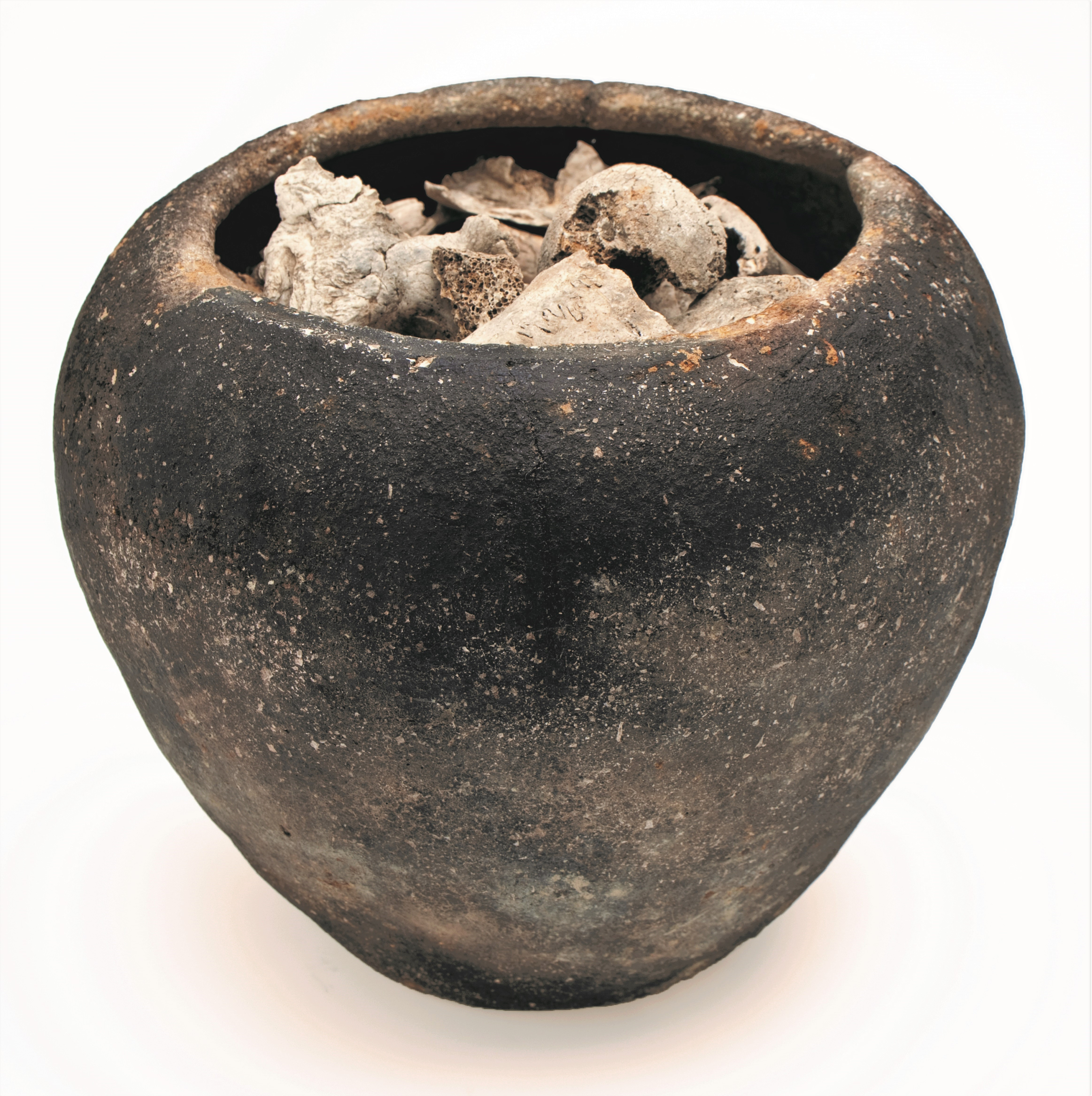
Urn uit grafveld - bodemvondst Romeinse tijd

In de Romeinse tijd kwam ook het gebied van het huidige Voorne-Putten bij het Romeinse Rijk. Door Romeinse historici werd het gebied destijds omschreven als een vrijwel onbewoonbare natte wildernis. Toch vestigden zich vanaf de 2e eeuw na Chr. in en rond Spijkenisse opnieuw veehoudende boerengezinnen, op de oevers van de kreken, onder andere in het noorden bij het huidige Hartelkanaal en in het zuidwesten in de huidige wijk Vogelenzang. Er zijn in Spijkenisse meer dan 45 vindplaatsen uit de Romeinse tijd bekend, bij de meeste gaat het om boerderijen. De woonerven en landbouwgronden waren omringd door slootjes en greppels om het land te ontwateren. Ook waren er houten sluisjes en duikers om het waterrijke land droog te houden en het water in goede banen te leiden. Uit de vondsten en het grote aantal boerderijen valt af te leiden dat het destijds een relatief dichtbevolkt en welvarend gebied was. Op de boerderijen werden schapen en koeien gehouden. Koeien en koeienhuiden waren gewilde ruil- en belastingmiddelen bij de Romeinse bezetter.
De belangrijkste vondsten waren op twee plekken in het noorden:
1. een villa-achtig gebouw dat omstreeks de tweede eeuw moet zijn gebouwd (aan de huidige Groene Kruisweg tussen Spijkenisse en Geervliet[10])
2. een grafveld (zo'n halve kilometer ten westen van de huidige begraafplaats De Ommering[11]).

Als gevolg van de veenontginningen tijdens de Romeinse periode klonk de bodem in. Bovendien overstroomde het gebied rond 270 na Chr. De bevolking werd zo van twee kanten verdreven door het water. Het zou tot ± 880 duren voordat er weer bewoning mogelijk was.

## Middeleeuwen

### Vroege Middeleeuwen (450-1000)

Fibula bodemvondst Spijkenisse, 850-1075

Gedurende de vroege Middeleeuwen (450-1000) was Putten voornamelijk een moerasgebied en daardoor vrijwel onbewoonbaar. In dit gebied zijn de vroegste sporen uit de Middeleeuwen gevonden in de latere polders Oud- en Nieuw Markenburg (in het noorden van het huidige Spijkenisse, ten westen van de Borgtweg, grenzend aan het Hartelkanaal). Daar zijn vondsten vanaf de Karolingische tijd en bewoningssporen vanaf de 10e eeuw aangetroffen. Ook het oudste huis dat in Spijkenisse is opgegraven, stamt uit die tijd, namelijk uit ± 880. Het is tegelijk ook het oudst bekende middeleeuwse gebouw van heel Voorne-Putten.
Vanaf 900 gingen boeren de wildernis ontginnen en groeven zij sloten om het water af te voeren. Door deze afwatering ging de veenbodem inklinken en werd het land kwetsbaar voor overstromingen. Het land was immers nog niet bedijkt. Alleen de hogere en stevigere kreekruggen hadden niet of nauwelijks last van inklinking vanwege hun zandige of zavelige bodem.

### 1000-1200
Ook elders in het huidige Spijkenisse kwamen nederzettingen en zijn sporen van economische activiteiten gevonden. In de 11e en 12e eeuw leefde men er van de wolopbrengst van duizenden schapen en van de "moer- en selnering" (turf- en zoutwinning). Tijdens de bouw van de wijken Waterland en De Akkers (1974-1981) en in de oude polders van Hekelingen en Braband zijn vele veenvergravingen uit die tijd teruggevonden.
In de 12e eeuw overstroomde het gebied rond de Maasmond meerdere malen, ook het gebied van Spijkenisse. Vooral in de winters van 1163-1164 en tijdens de Allerheiligenvloed (1170) richtte het water grote schade aan: de nederzetting in Markenburg werd volledig weggevaagd. Ook elders op Putten gingen weidegronden en akkers verloren, werden de huizen en boerderijen verwoest, werd het gebied bedekt met een laag klei en slibden de sloten dicht. De mensen moesten weer helemaal opnieuw beginnen.
Toch werd Putten opnieuw tot woongebied verkozen. Aan het einde van de 12e eeuw werden (ring)dijken van ongeveer één meter hoog aangelegd en won men het verloren land terug. Er kwamen nieuwe nederzettingen, die elk afzonderlijk bedijkt werden en van sloten voorzien voor de afwatering. Ook Spijkenisse en Vriesland werden toen bedijkt. De oudste sporen van bedijking en permanente bewoning in Spijkenisse dateren rond 1180, ín het Hartelkanaal.

### 13e eeuw

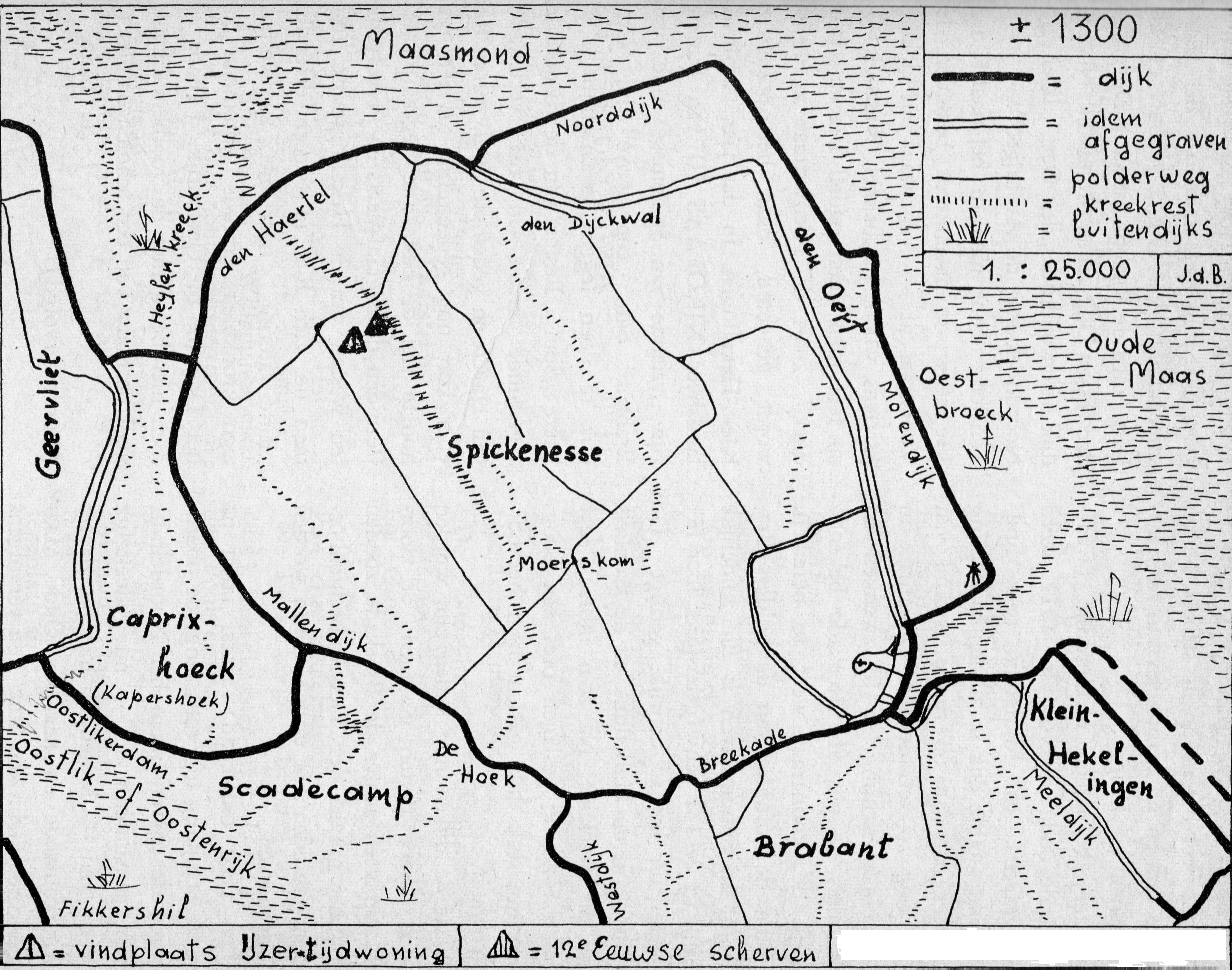
Polder Spickenesse ±1300

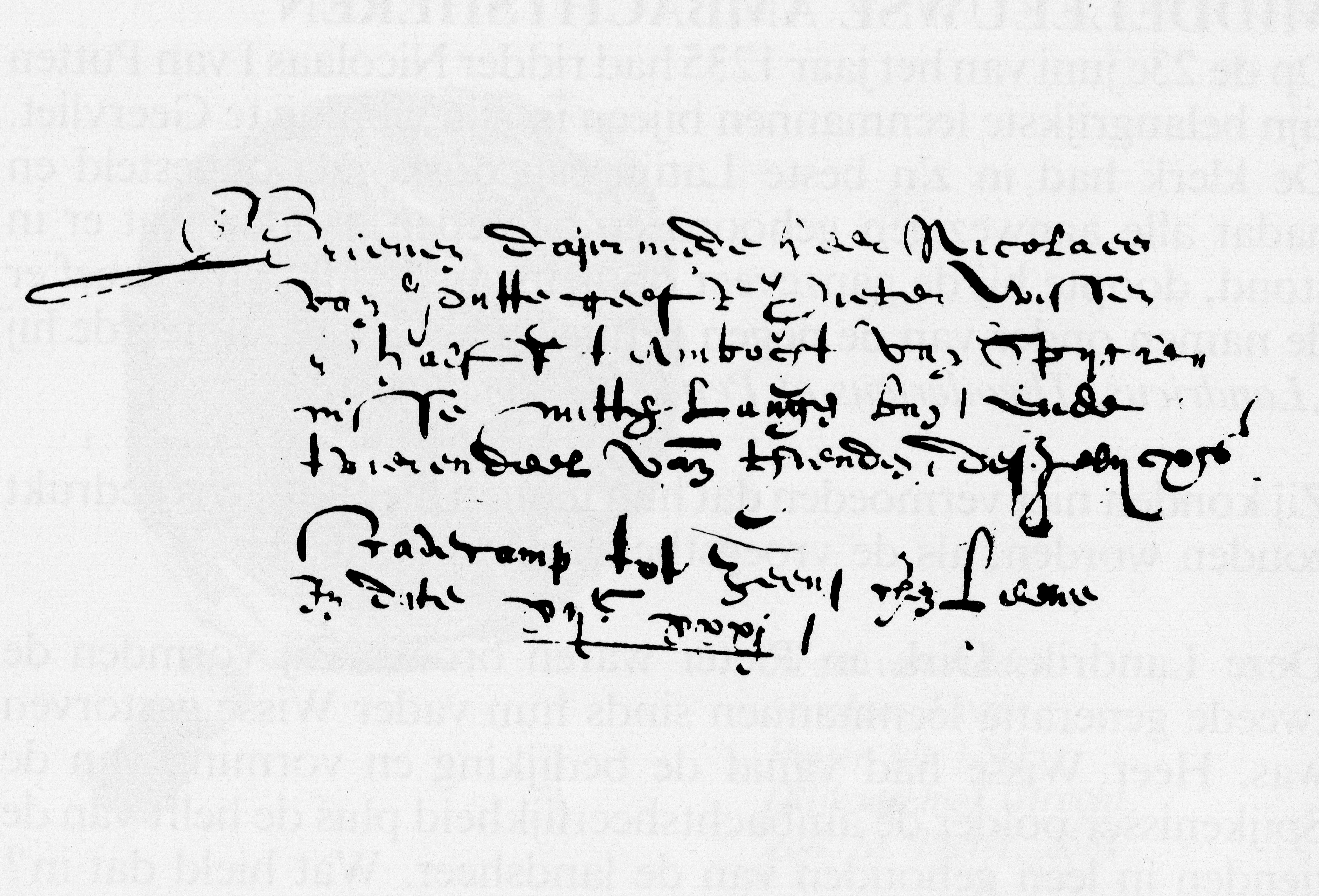
Eerste vermelding Spijkenisse (1231)

De polder "Spickenesse" omvatte de huidige wijken Hoogwerf-Schiekamp in het noorden, werd in het westen begrensd door de Mallendijk en in het zuiden door de huidige Vierambachtenboezem en de haven van Spijkenisse. Pal ten zuiden daarvan lag de polder Braband, in het zuiden begrensd door de polders Vriesland en Hekelingen. Het dorp Spickenisse ontstond in de zuidoostelijke hoek van de gelijknamige polder, langs een kreek die in de Oude Maas uitmondde. Deze kreek diende ook als haven. En aangezien bijna alle vervoer destijds over water ging, vestigde men zich hier langs die kreek/haven en niet langs een dijk of midden in de polder. De eerste huizen stonden aan de noordkant van de kreekoeverwal, de huidige Voorstraat; aan de andere kant, de havenkant, stammen de oudste resten uit de 14e eeuw, ruim een eeuw later. Deze kreekoever werd verhoogd en verzwaard en later bestraat. De Voorstraat vormde eeuwenlang het centrum van het dorp, tezamen met de later aangelegde dijken Noordeinde en Nieuwstraat en de huisjes rond de later gebouwde Dorpskerk. In dit centrum woonden boeren (akkerbouw en schapen), vissers en ambachtslieden, later ook winkeliers en een pastoor.
Putten werd destijds bestuurd door de Heer van Putten, die dezelfde heerlijke rechten bezat als elders in Holland en bovendien vergunningen gaf om te bedijken. Drie jaar nadat bedijkte gronden geschikt waren als landbouwgrond, moest men tienden van de opbrengsten gaan betalen aan de Heer. Ook de eerste "Spickenisser" boeren zullen een tiende van hun lammeren, graanoogsten en andere opbrengsten als belasting hebben moeten afstaan. Polders waren bestuurlijk gezien ambachten, en werden namens de Heer bestuurd door een ambachtsheer, tevens leenheer. De ambachtsheer inde de tienden voor de Heer en mocht een deel daarvan zelf houden. Ook Spijkenisse had al vroeg een ambachtsheer.
In 1231 werd Spijkenisse voor het eerst vermeld in een officieel document. Het betreft een samenvatting die in 1552 is gemaakt van een oude leenbrief uit 1231 van Heer Nicolaas I de Putten. Hieruit blijkt dat er toen een tweede generatie ambachtsheren in Spijkenisse was; zij woonden op de Hoge Werf. De originele leenbrief is verloren gegaan.

### 14e en 15e eeuw
Al in de 13e eeuw waren de Spijkenissers begonnen met het bouwen van een stenen toren bij hun houten kapel, op de plek van de huidige Dorpskerk. In 1304 kwam de eerste kerkklok daarin te hangen. Wellicht was deze klok een hulde van heer Nicolaas III van Putten voor het aandeel van Spijkenissers in de oorlog die hij dat jaar voerde.
Eind 14e eeuw verdronk de polder Spijkenisse bijna. Door inklinking van de bodem binnen de dijk en aanslibbing erbuiten (waardoor het land buiten de dijken hoger kwam te liggen dan er binnen) konden de Spijkenissers hun overtollige polderwater zelfs bij eb niet meer lozen; van watermolens was toen nog geen sprake. Door deze wateroverlast hadden de boeren al moeten overschakelen van akkerbouw naar veeteelt (die minder opbracht), anderen waren vertrokken. De Spijkenissers dienden jarenlang verzoeken in om dit op te lossen bij twee opeenvolgende heren van Putten. In 1401 gaf Willem van Abcoude (voogd van de toenmalige minderjarige Jacob van Gaasbeek) eindelijk een vergunning af waardoor de Spijkenissers het polderwater voortaan mochten lozen naar het Oostenrijk en vandaar naar de Bernisse. Die vergunning gaf hij gedeeltelijk ook af uit eigenbelang: om te voorkomen dat de goederen van zijn neef Jacob "te niete souden gaen".
In 1438 werd Nieuw Markenburg (in het noordwesten van Spijkenisse) bedijkt en in 1478 het poldertje Oostbroek (in het noordoosten van Spijkenisse, waar nu de sportvelden langs de Groene Kruisweg/Oude Maas liggen). Daarna volgden ten zuiden van de haven de langgerekte buitenpolders Oud- en Nieuw-Hongerland (nu onder andere de wijken De Elementen en Schenkel).

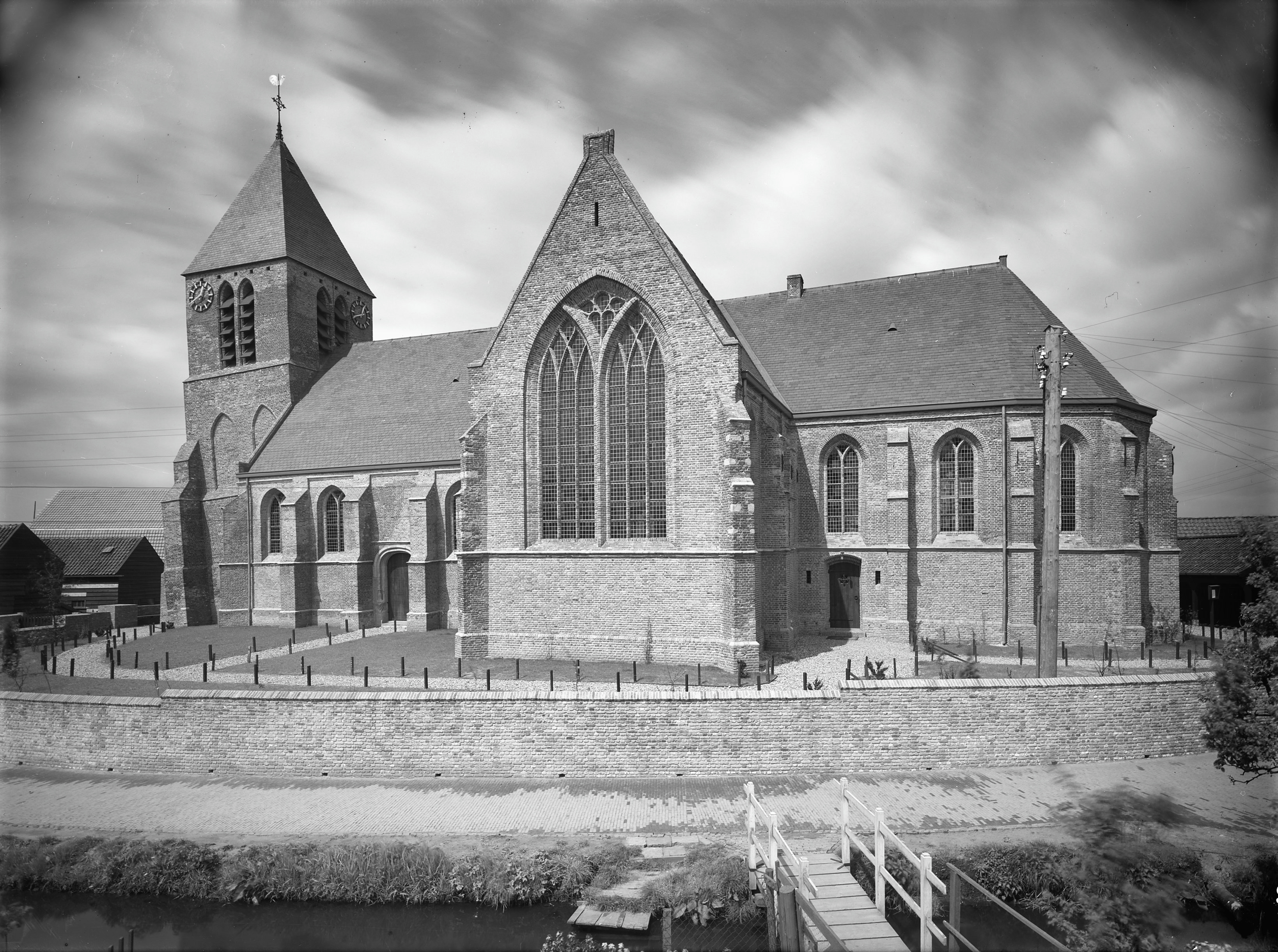
Dorpskerk voltooid in 1521

## 16e eeuw
In de 13e eeuw was het onderste deel van de kerktoren gebouwd, vanaf midden 15e eeuw de rest van de huidige Dorpskerk en in 1521 was hij gereed.

Kaart van Putten uit 1542: onderaan Spij-kenisse, links van het midden het Verdronken Land van Putten; NB noorden is onderaan

Op 5 november 1530 braken de dijken, overstroomden de polders en verdronken vele bewoners met de veestapel. Een nog ernstiger stormvloed vond plaats in de nacht van 1 op 2 november 1532, waardoor opnieuw grote stukken dijk op Putten werden weggeslagen. Door het doortastend optreden van Andries van Bronckhorst werden de dijken hersteld. In 1534 verschenen de eerste watermolens in Putten. Aanvankelijk bleef de uiterste oosthoek, waar het dorp Putten was verdronken, onbedijkt. Nadat de verdronken gronden voldoende waren opgeslibd, werden die in fasen weer herdijkt en teruggewonnen: in 1558 werd de Oude Uitslag en in 1565 de Nieuwe Uitslag van Putten herdijkt. Later werd de uiterste oosthoek opnieuw van kaden voorzien en kreeg de naam Wolvenpolder. Deze drie polders hadden vruchtbare landbouwgronden waarop o.a. koren en bieten werden verbouwd.
Vanaf 1564 werd de Vierambachtenboezem gegraven om het water uit de Putse polders via windmolens naar de haven van Spijkenisse en vervolgens in de Oude Maas te lozen. Daarvóór werd dit polderwater op de Bernisse geloosd, maar die was inmiddels verland.
Tijdens de Allerheiligenvloed van 1 november 1570 overstroomden alle Putse gronden opnieuw. Het Grote Wiel bij de Gatdijk/Gaddijk (in het zuiden van Spijkenisse, op de grens van de wijken Waterland en Maaswijk) is toen ontstaan, de Gaddijk is er naar vernoemd (een gat in de dijk). De dijken werden opnieuw hersteld.
In het voorjaar van 1572 kwamen de Watergeuzen uit Den Briel ook op plundertocht naar Spijkenisse. Uit voorzorg waren de oude altaarkan en -bel uit de kerk al heimelijk begraven. Die hele eeuw uit bleven de oorlogslasten voor de Tachtigjarige Oorlog zwaar drukken. Spijkenisse ging vervolgens mee met de Reformatie; de eerste hervormde kerkdienst was er in 1574. De bevolking was inmiddels zo verarmd dat zij vanaf 1583 een predikant moest gaan delen met Hekelingen.

## 17e eeuw
In de nacht van 13 op 14 juni 1648 woedde er een zware dorpsbrand, die in totaal meer dan 80 huizen, schuren en hooibergen verwoestte. Bijna een vijfde deel van de bevolking werd in één nacht dakloos. De kerk bood tijdelijk onderdak en de predikant en de schoolmeester liepen stad en land af om geld in te zamelen. Na vier jaar was er ongeveer ƒ 8000 ingezameld. Na aftrek van reiskosten en "quade duyten" (vals geld) konden hiervan 21 huizen op de Voorstraat herbouwd worden, zeven langs de Kerkstraat (nu Torenstraat), waar ook het schoolhuis en schoolmeesterswoning werden herbouwd. Deze herbouw was in steen en met pannen gedekt. De predikant verantwoordde elke penning in zijn kerkboek. Na deze brand was er een dorpsverordening ingesteld die verbood om daken met stro en riet te bedekken.
Op 16 januari 1682 werd Putten (en de rest van het deltagebied van Zuidwest Nederland) opnieuw getroffen door een stormvloed, op Putten vooral de buitenpolders, in Spijkenisse Oostbroek en Nieuw-Markenburg. Het hoogheemraadschap van Putten legde in 1682 dan ook zware lasten op om de zeedijken te herstellen, te verhogen en te verzwaren. In april 1682 was de klus geklaard. Inmiddels waren er ook andere maatregelen genomen om de kans op herhaling van deze catastrofe te verminderen: strenger controleren, strengere eisen aan vee dat wel en niet op de zeedijken mocht grazen.

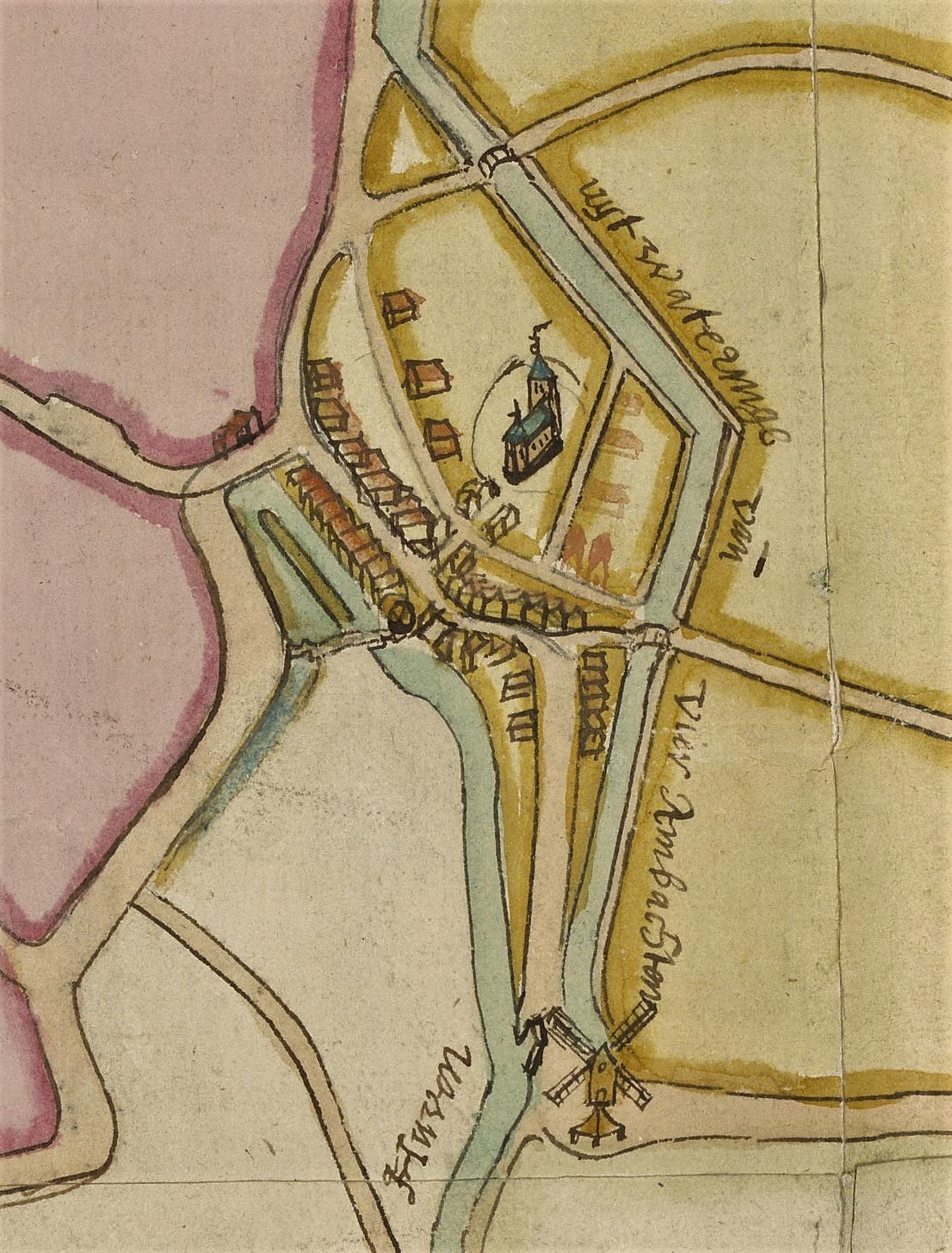
Spijkenisse in 1617; NB noorden is rechtsonder
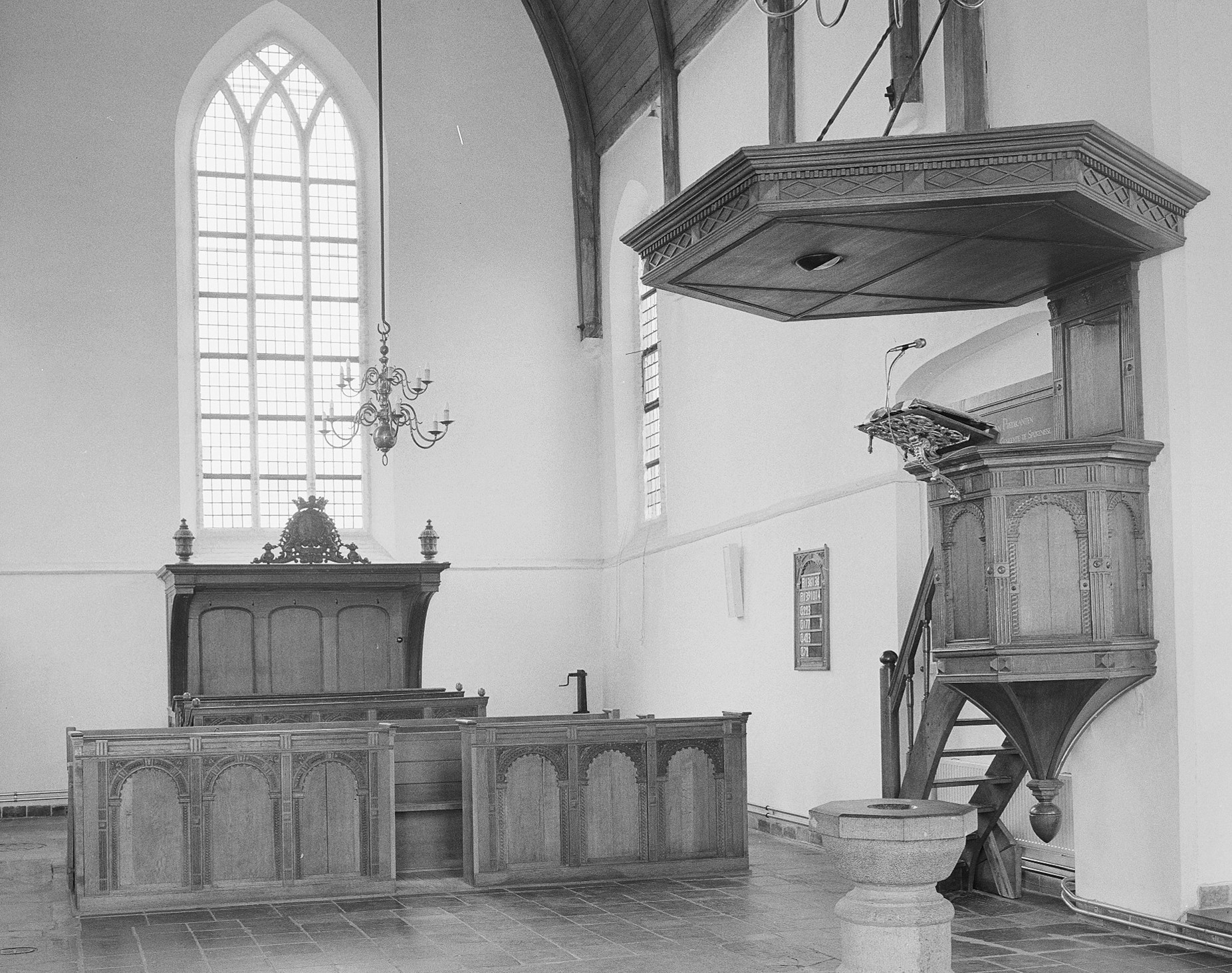
Kerkeraadsbanken en preekstoel Dorpskerk uit 1618
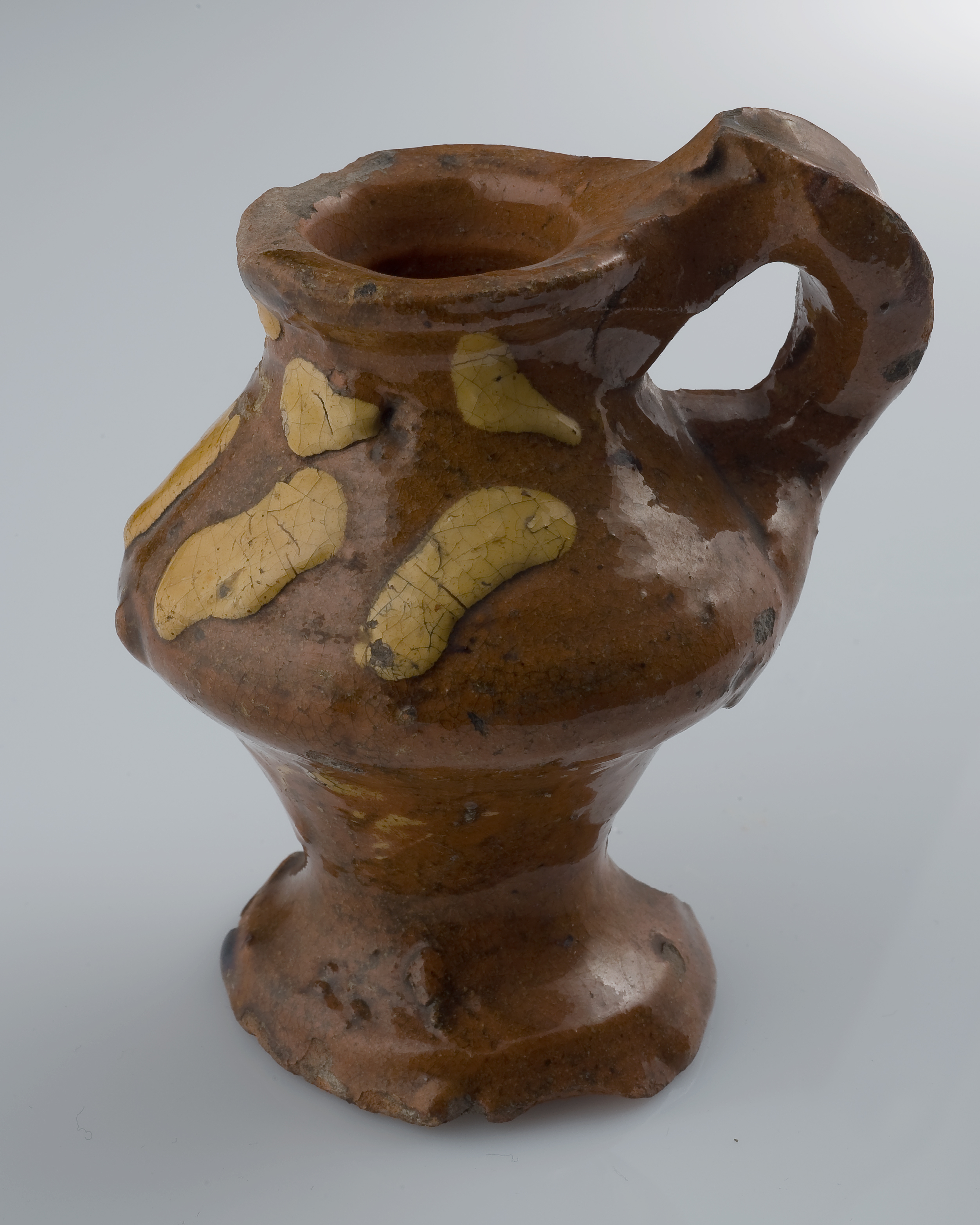
Aardenwerk kan - bodemvondst Spijkenisse 1600-1650

## 18e eeuw

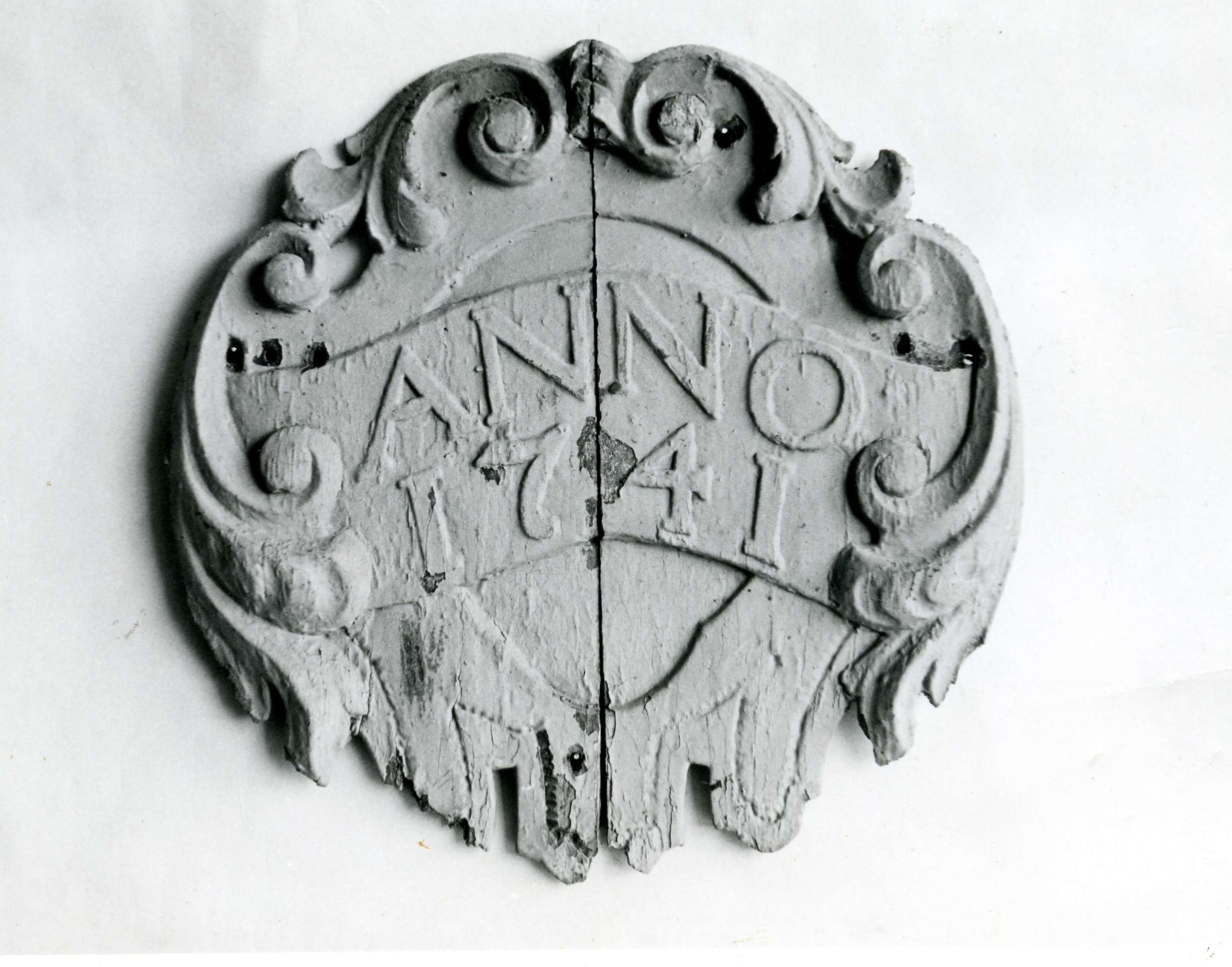
Houten herinneringsbord brand 1741

### Rampspoed
Op 14 april 1741 brak er opnieuw een grote dorpsbrand uit, deze keer langs de oostzijde van de Voorstraat (met de oneven nummers) en de Nieuwstraat. In één uur gingen 21 huizen en 14 boerenschuren in vlammen op. Tijdens een hevige najaarsstorm op 27 november 1747 werden 10 huizen en 21 schuren met graan en vlas in de as gelegd, nu langs de westzijde van de Voorstraat (de even nummers). Daarnaast werden 11 andere woningen onbewoonbaar. Bovendien heerste er deze 18e eeuw vele malen veepest onder het rundvee, die een groot deel van de kudden runderen vernietigde. Alles bij elkaar veroorzaakte dit voor veel huisgezinnen bittere armoede. Men moest opnieuw zijn toevlucht nemen tot een collecte in de steden en dorpen van Holland en West-Friesland. Met Pasen 1748 vloog een groot deel van het Noordeinde in brand doordat een kleermaker een zelfgemaakt kanon afschoot, bij wijze van Paasschot. Deze branden verklaren waarom Spijkenisse zo weinig echt oude woningen kent. (En wat toen niet door brand werd verwoest, ging rond 1970 wel onder de sloophamer.)

### Ambachtsheren
De Staten van Holland waren in 1581 de bestuurders van Putten geworden, inclusief de ambachtsheerlijkheden. Zij deden dat via een plaatsvervanger, de ruwaard. In de 18e eeuw hadden de Staten geld nodig en hielden daarom veilingen van hun ambachtsheerlijkheden. Zo werd in 1731 Hendrik Braats (1702-1741) "Ambachtsheer van Spijkenisse en Braband". Hendrik werd opgevolgd door zijn zoon Jacob Adriaan Braats (1732-1780) en in 1768 door Margareta Backus (1747-1783). Zij trouwde in 1769 met de Dordtse Pieter Pompe(j)us Repelaer (1736-1782) en zo kwam (en bleef) deze ambachtsheerlijkheid bij de familie Repelaer. Eén daarvan, Maria Jacoba Repelaer (1802-1862), schonk diverse kostbaarheden aan de Dorpskerk.
De rechten van de ambachtsheren stelden op Putten niet veel voor, daar zorgde het college van dijkgraaf en hoogheemraden wel voor. In dat college werden alle belangrijke beslissingen genomen en daaruit weerden zij de opeenvolgende ambachtsheren. Twee van de rechten die de ambachtsheren wel hadden, waren: (1) een titel voeren en (2) (tot 1851) nieuwe burgemeesters voordragen, maar de kandidaat moest daarvoor wel een "geldelijke opoffering" brengen, waardoor niet altijd de meest geschikte kandidaat de post kreeg. De heren en vrouwen hielden hun titel en privileges tot 1795 (Franse bezetting); na de Franse tijd, in 1815, werden hun rechten weer in ere hersteld. In 1851, toen de Gemeentewet werd ingevoerd, vervielen de privileges van de ambachtsheren definitief en verwaterde de titel.

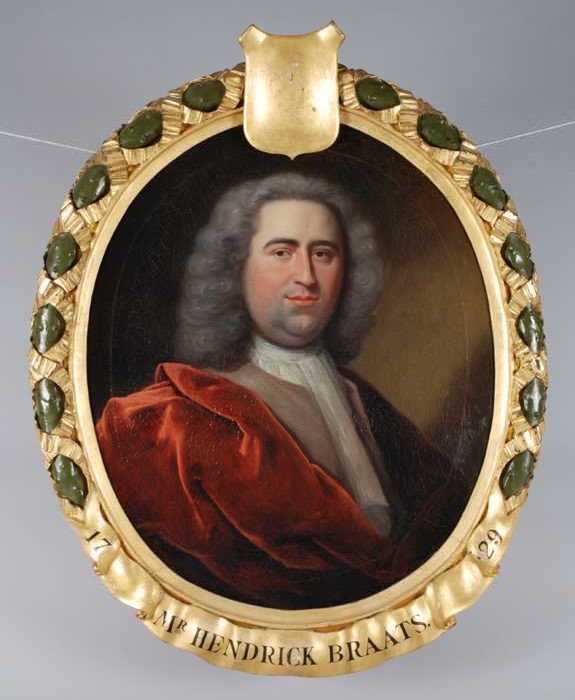
Hendrik Braats, eerste ambachtsheer in 1731
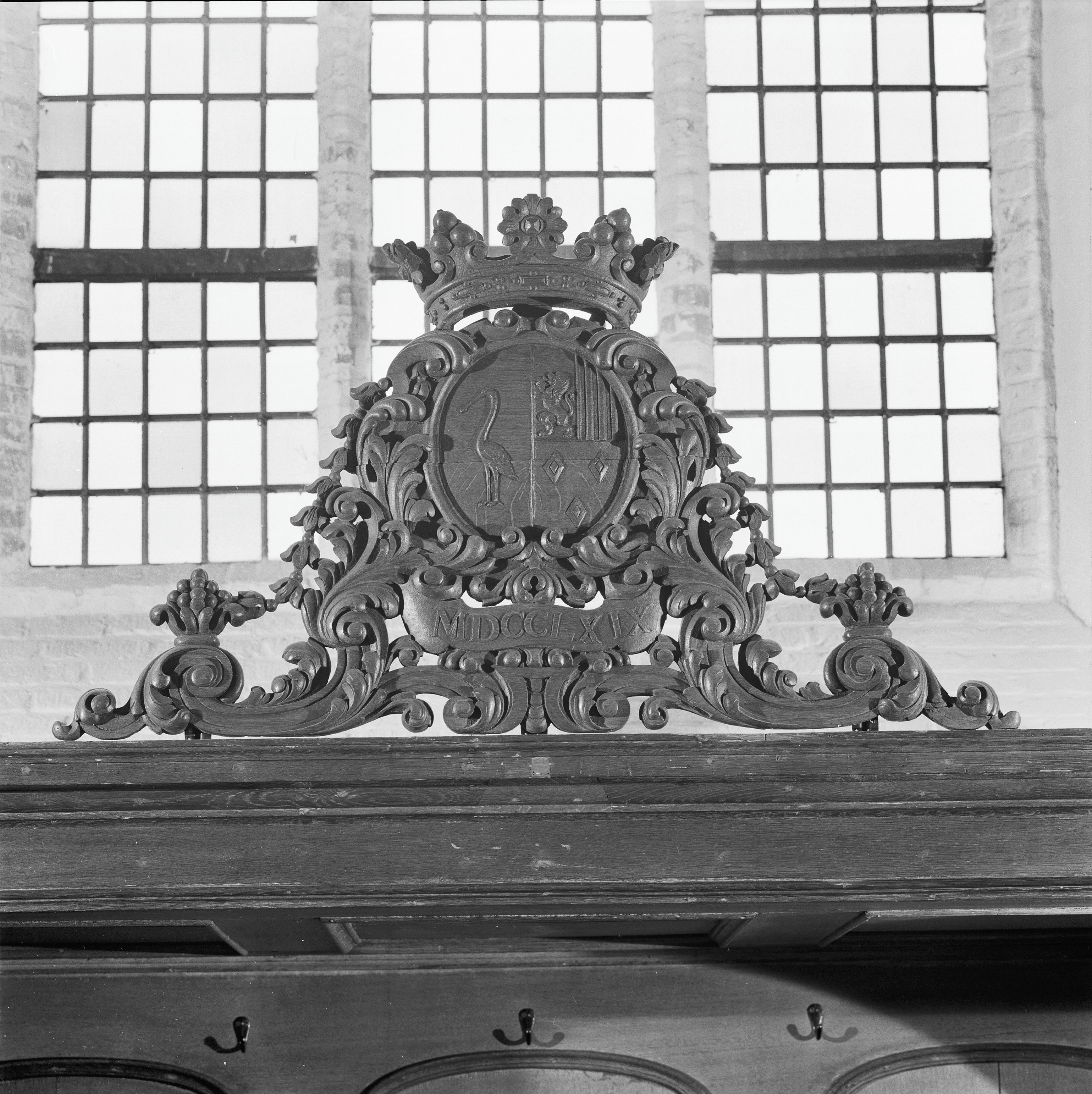
Wapen Backus en Repelaer op herenbank Dorpskerk (1769)
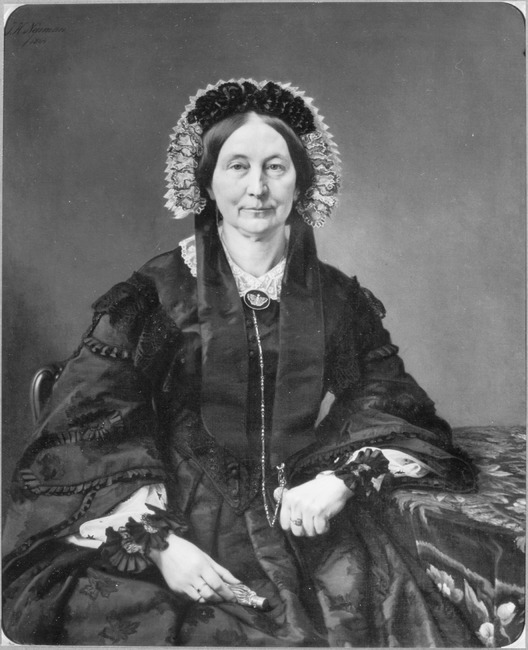
Maria Jacoba Repelaer (1802-1862), weldoenster Dorpskerk

### Situatie in 1798

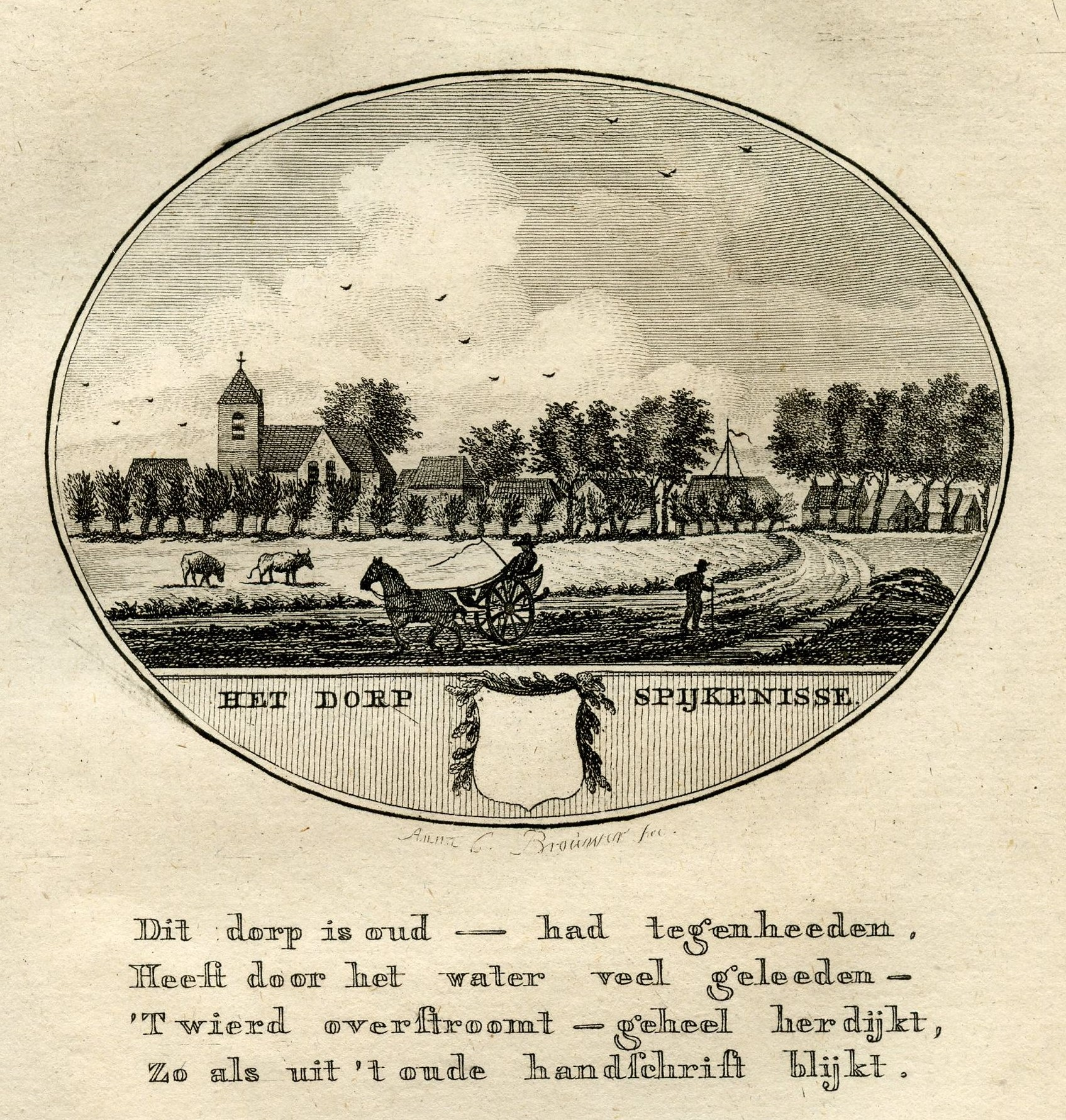
Spijkenisse getekend door A.C. Brouwer in de Dorpbeschrijver

Eind 18e eeuw bezocht de heer Lieve van Ollefen vele dorpen en steden van Holland om er een serie boeken over te schrijven. Deel VI van De Nederlandsche stad- en dorpbeschrijver gaat over Voorne-Putten, met ook een hoofdstuk over Spijkenisse en Braband. Hier een korte impressie van zijn kijk op het Spijkenisse van omstreeks 1798:
Het dorp ligt zeer aangenaam ten zuidwesten van de Maas en is overal zeer sierlijk met bomen beplant. Door de omliggende tuinen en boomgaarden werd het zeer verfraaid, hetgeen vooral van de zijde van Hekelingen een zeer schoon aanzien geeft. Wat het dorp veel gemak toebrengt is dat alle goederen en koopmanschappen langs de rivier de [Oude] Maas zeer gemakkelijk af en aan kunnen worden vervoerd.
Het kerkgebouw [de Dorpskerk] is een alzins ruim en luchtig gebouw, die van buiten met een fraaie kapelgevel is opgetrokken en van binnen zeer netjes is. De woningen van de predikant en de dorpsschoolmeester zijn beide goede en aan het oogmerk zeer voldoende gebouwen. Zij werden ook zeer goed in order onderhouden. Ook werd hier nog een gebouw gevonden die dient voor vergaderingen of kerk voor de Doopsgezinde gemeente. De regering [schout, schepenen en secretaris] houdt haar vergadering in een ordinaire herberg [De Keijzer].
De middelen van bestaan zijn hier voornamelijk de landbouw- en granenteelt. Spijkenisse heeft goede en vruchtbare gelegenheid voor landbouw. Ook worden de nodige winkels gevonden en de onontbeerlijke handwerken en ambachten uitgeoefend.

Reismogelijkheden: Alle zondagen vaart er een marktschip op Rotterdam, dingsdags en vrijdags op Schiedam en vandaar weer terug.

## 19e eeuw
Men leefde nog steeds voornamelijk van de landbouw: de teelt van aardappelen, diverse soorten granen, peulvruchten, meekrap en vlas, de veeteelt (koeien, paarden, schapen en pluimvee), tuinbouw en griendwerk. In 1865 kwam er straatverlichting (met petroleumlampen, in 1891 waren er 13), een hulppostkantoor èn de eerste fabriek met een stoommachine voor het malen van granen en verwerken van vlas. Het personenvervoer over water beperkte zich tot een wekelijks beurtschip op Rotterdam en stoomschepen naar Oud-Beijerland en Middelharnis. Alle goederenvervoer was nog steeds per vrachtschip.

### De Franse tijd
De moderne tijd begon in Spijkenisse met de komst van de Fransen. Op 12 januari 1795 kwamen 120 Franse militairen per pontveer aan in Spijkenisse, waarvan het grootste deel doorreisde naar de steden Brielle en Hellevoetsluis. Spijkenisser boeren leverde hen vervolgens hooi, stro, hout, graan en runderen. Maar de betaling liet 2 jaar op zich wachten. Spijkenisse moest enige tijd inkwartiering dulden van 85 soldaten. Bovendien kregen ze torenhoge gemeentelijke belastingen opgelegd, ruim drie maal zoveel als gewoonlijk. Naar aanleiding daarvan kwam er een bezwaarschrift en op 18 november 1802 een gemeentelijk reglement, met daarin onder andere de eisen die aan raadsleden werden gesteld, minimale voorzieningen (zoals een vroedvrouw, veldwachter, nachtwaker, dorpsbode (dorpsomroeper) en schoolmeester), reglementen voor ligplaatsen van vrachtschepen, havengelden, kermis, toezicht op vleeshouwers, bakkers en korenmolenaars. Naast de hierboven beschreven afschaffing van de ambachtsheerlijke rechten, werden ook de oude ambachten zelf afgeschaft en omgevormd tot moderne gemeenten. En Hekelingen werd in 1812 per decreet bij de gemeente Spijkenisse gevoegd, wat na de Franse tijd weer werd teruggedraaid. Wel deelden Spijkenisse en Hekelingen vanaf 1825 gezamenlijk één burgemeester.

### Nieuwe gebouwen
Korenmolens - Het graan werd vanaf de Middeleeuwen gemalen door een getijdenmolen pal aan de haven. Twee keer per dag, bij eb, werd hij in werking gezet door het spuien van het water naar de Oude Maas. Tijdens de Sint-Elisabethsvloed van 1421 werd deze getijdenmolen ernstig beschadigd en daarna vervangen door een windkorenmolen. Waarschijnlijk ook omdat die getijdmolen toch al onvoldoende meel kon malen om alle monden te voeden en een windmolen dat wel kon. De molen kwam aan het einde van het Noordeinde te staan, boven op de dijk om onbelemmerd wind te kunnen vangen. De eerste windmolen was van hout, maar die brandde in 1839 af. In 1840 werd een nieuwe molen gebouwd, nu van steen. In 1860 werd deze molen weer afgebroken en in hetzelfde jaar weer opgebouwd. Deze korenmolen Nooitgedacht maalde tarwe, maïs, haver, gerst, rogge voor de bakkers en de boeren uit de omgeving. Hij staat er nog steeds en maalt af en toe nog koren.
Gemeentehuis en schoolgebouw - Door de groei van de bevolking moest er een gemeentehuis en een groter schoolgebouw komen. In 1843 werd aan het begin van het Noordeinde (huidige nummer 7) een gebouw neergezet waarin school, schoolmeesterswoning en raadhuis waren gecombineerd.  Hier vonden voortaan de raadsvergaderingen plaats, zodat het vergaderen in de dorpsherberg "De Keijzer" tot het verleden behoorde. In die herberg werden tot die tijd ook de archiefkisten van het dorp en het polderbestuur bewaard. De hele administratie werd overigens eeuwenlang telkens door één persoon verzorgd: soms door een afzonderlijke secretaris, in andere tijden deed de schout het erbij, later de burgemeester. In 1883 werd de school verplaatst naar een nieuw schoolgebouw aan de Vredehofstraat. In 1885 werd het oude gebouw afgebroken en vervolgens werd er op dezelfde plaats, en gedeeltelijk met het oude materiaal, een nieuw gemeentehuis gebouwd, met aan de achterkant een veldwachterswoning. In 1934 kwam er een gevangenisgebouw achter. Het bleef gemeentehuis tot 1958, daarna kreeg het andere bestemmingen. Sinds 1977 is dit gebouw bekend als 't Oude Raadhuys.
Gereformeerde kerk - Vanaf halverwege de 19e eeuw vonden er afscheidingen plaats binnen de Hervormde kerk, ook in Spijkenisse. De Dorpskerk bleef van de Hervormde gemeente, de Gereformeerden bouwden in 1890 een eigen kerkgebouw, aan het eind van de Voorstraat, bij de kruising met huidige Marrewijklaan. In 1962 is dit gebouw afgebroken, nadat de Ontmoetingskerk in gebruik was genomen.
Begraafplaats - In 1829 werd het verboden om overledenen in de kerk te begraven, dat mocht alleen nog op het kerkhof rond de kerk. In 1880 kwam er een begraafplaats, aan de huidige Vredehofstraat, net buiten het toenmalige dorp.
Stoomgemaal "De Leeuw van Putten" - In 1891 werd het stoomgemaal "De Leeuw van Putten" voltooid. Het verving de vele windmolens die het overtollige polderwater van de Vierambachtenboezem naar de haven pompten.

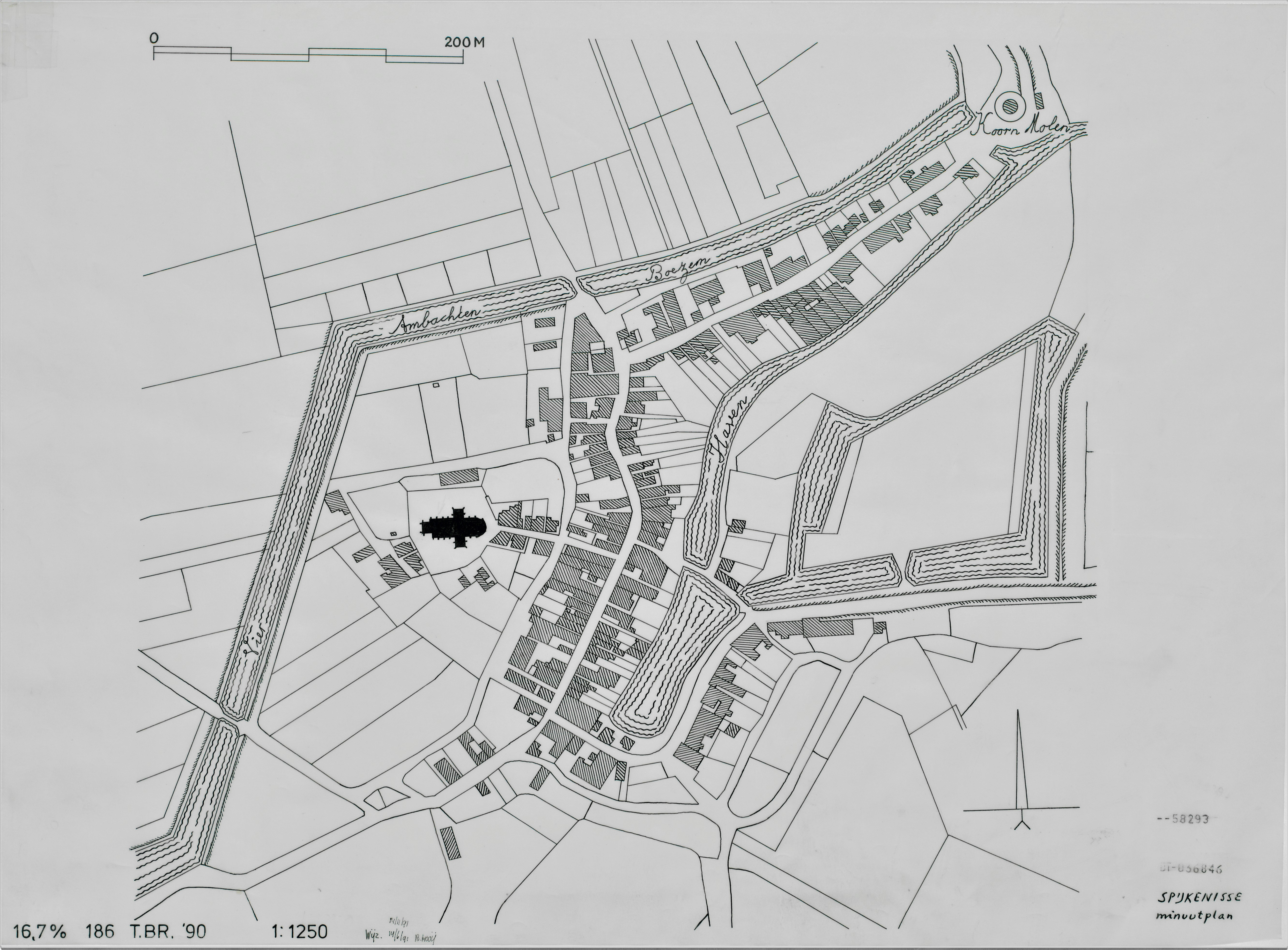
Spijkenisse in 1817
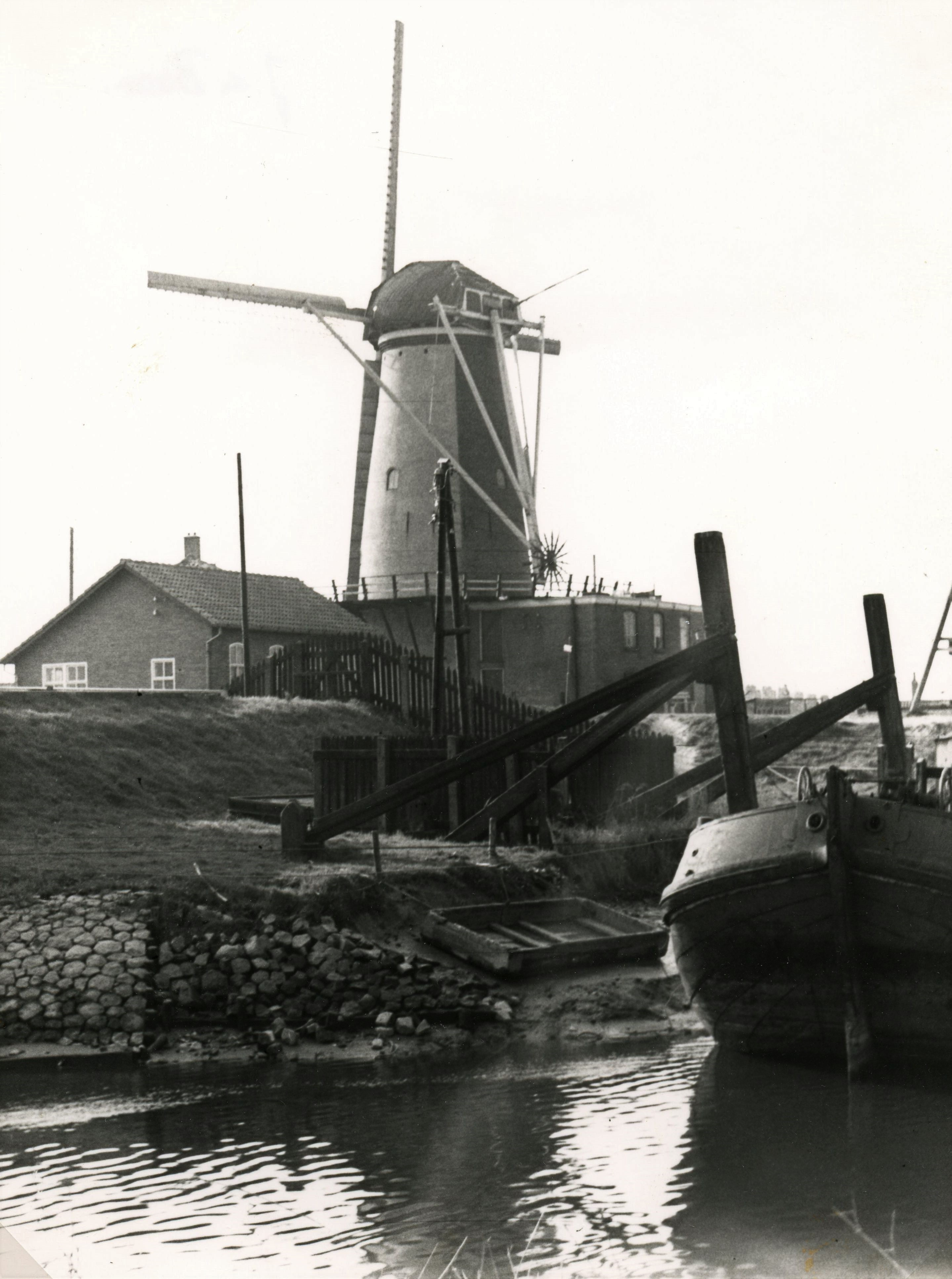
Molen Nooitgedacht bij haven op dijk (in 1962)
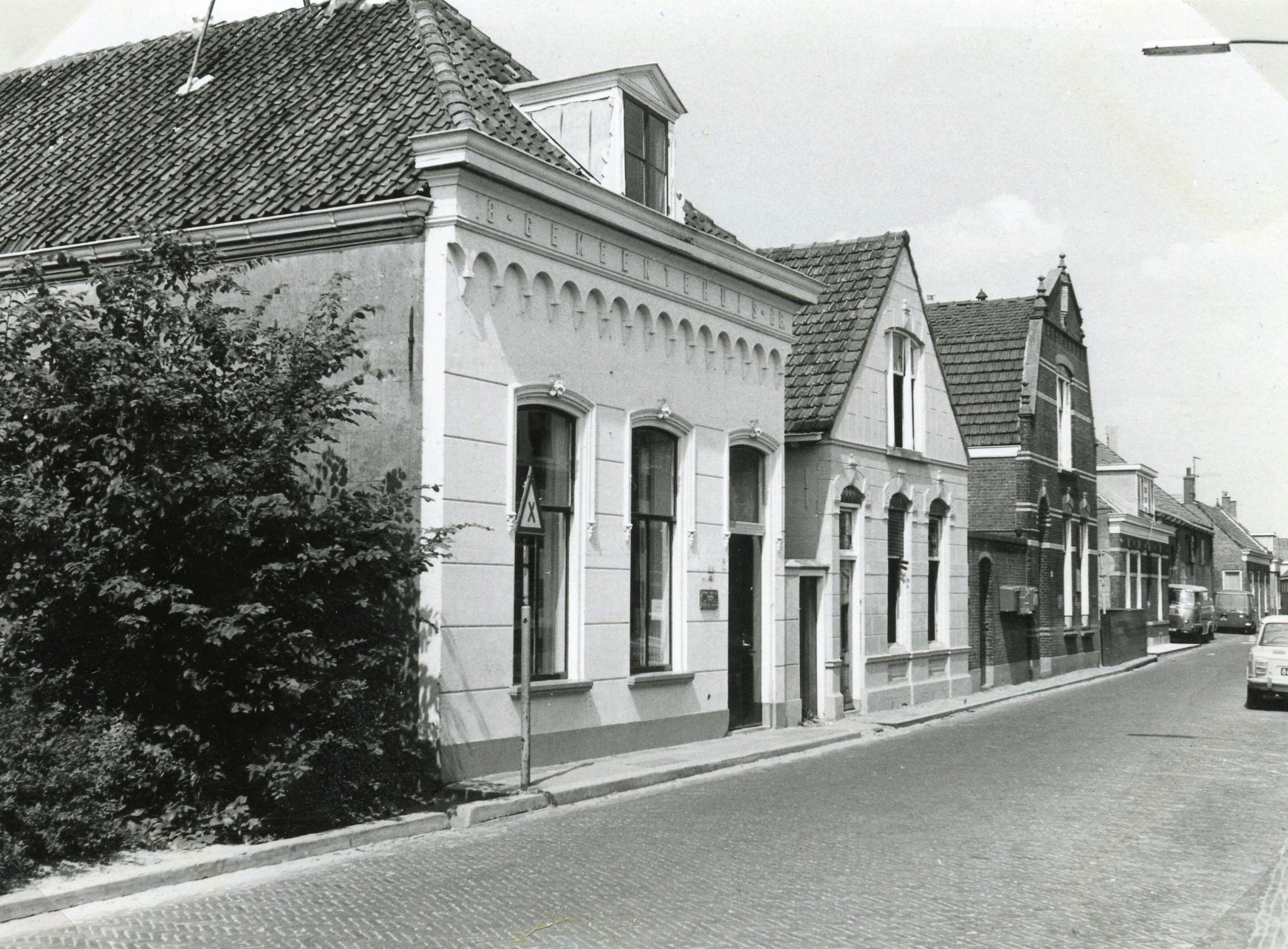
't Oude Raadhuys (in 1971)
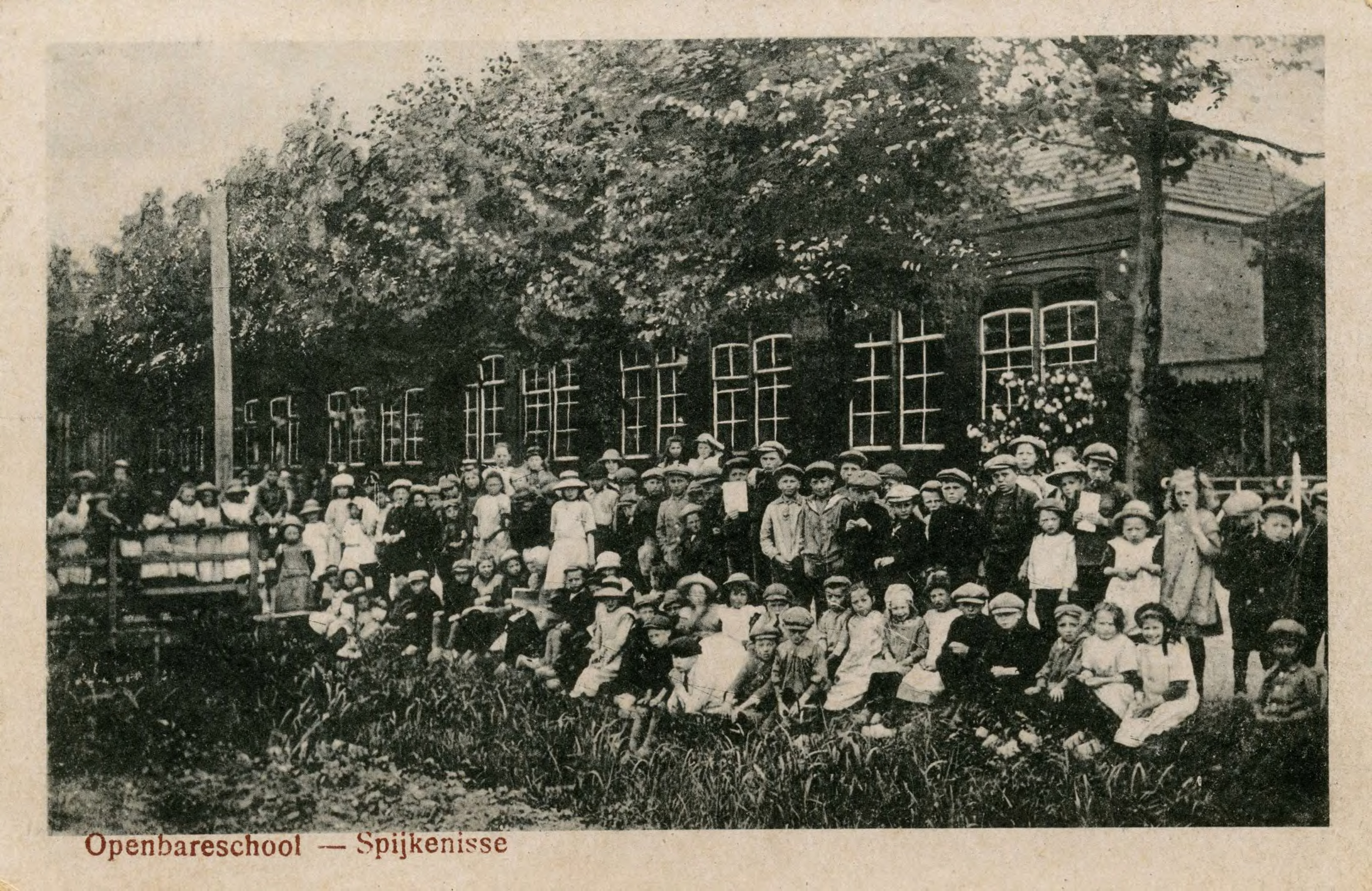
Openbare school Vredehofstraat (in 1926)
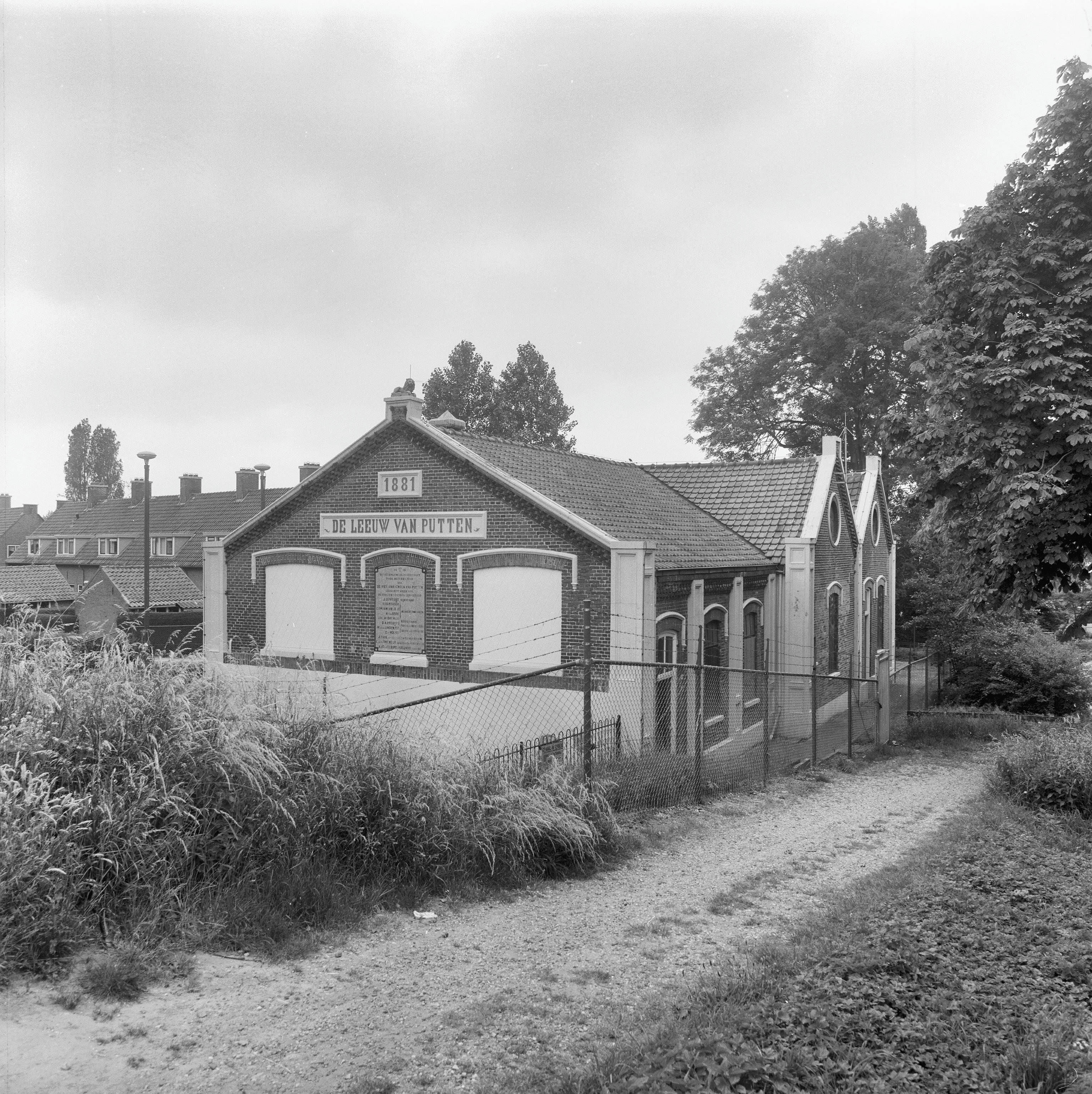
Leeuw van Putten (in 1988)

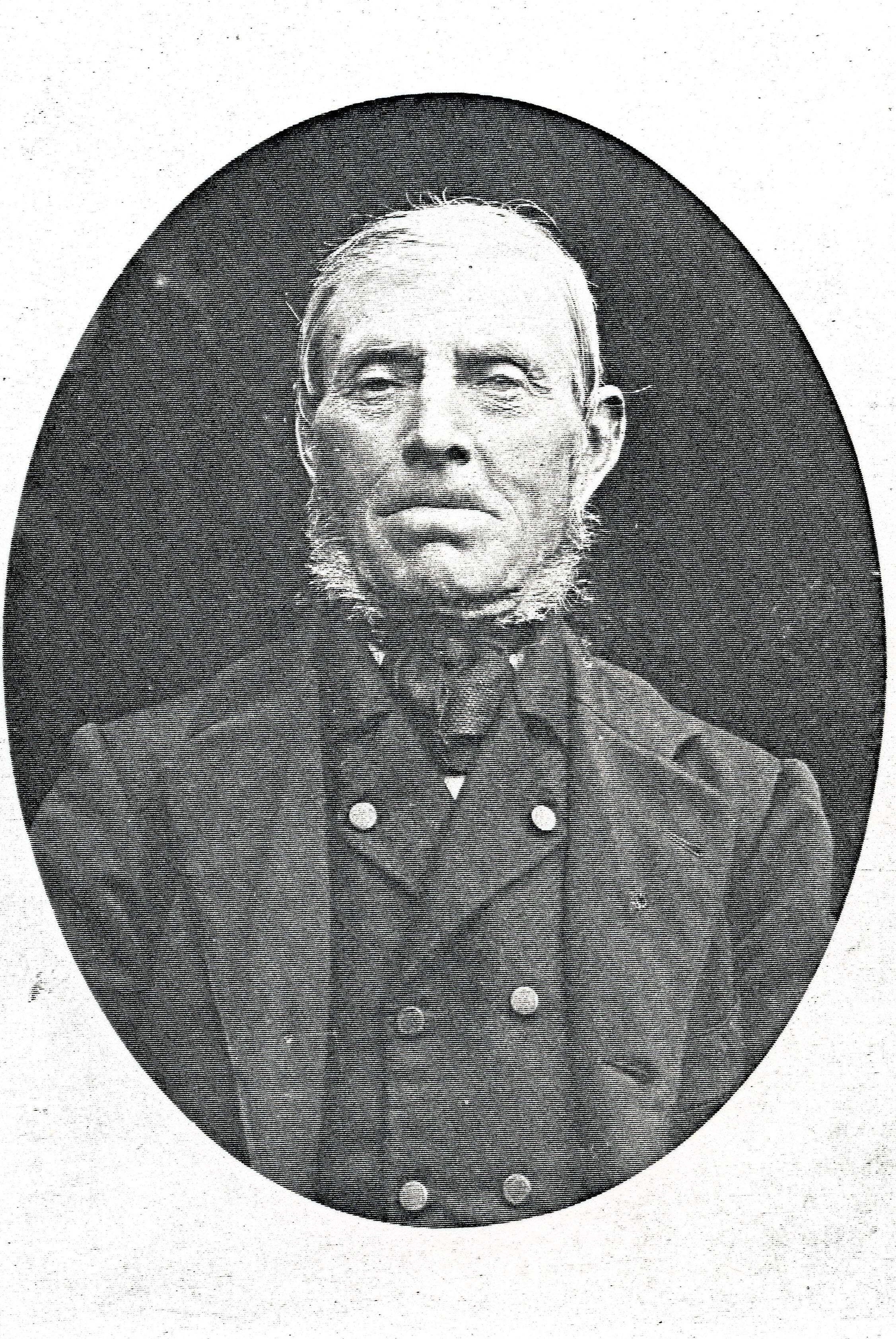
Krijn Dekker van het eerste veer

### Over wegen en pontveren
Begin 19e eeuw waren de polderwegen op Putten van zware klei en daardoor bijna onbruikbaar bij nat weer en in de winter. Er was dan ook geen noemenswaardig verkeer. En er waren geen reguliere verbindingen met Hoogvliet, alleen veerdiensten met Nieuw-Beijerland (waardoor men over land naar Dordrecht kon) en Rotterdam. Maar daarin kwam verandering. In 1856 kwam er, acht jaar na het indienen van het plan bij de Provinciale Staten, eindelijk een overzetveer naar Hoogvliet. Aan Krijn Dekker werd er een eeuwigdurende concessie voor verleend. Hij bouwde een veerhuis, legde infrastructuur aan beide zijden van de Oude Maas aan en kocht een pont, eerst een houten roeiboot, in 1888 een echte veerpont. Na ingebruikname konden personen, rijwielen, vee, paarden en wagens overgezet worden, ook voor vertier. Hierdoor nam het verkeer aanmerkelijk toe, de doorgaande polderwegen werden dan ook van een grindlaag voorzien, een hele verbetering ten opzichte van klei. Maar aan alle mooie dingen komt een eind: zoon Pleun Dekker, die de goed renderende veerdienst had overgenomen, zag in 1903 met leedwezen de voltooiing van een brug over de Oude Maas; de eeuwigdurende concessie was, zonder compensatie, in één klap niets meer waard.

### Sociale omstandigheden
Er was in de tweede helft van de 19e eeuw geen goede riolering (huizen hadden een beerput die éénmaal per week werd opgehaald of men loosde op de haven), er was helemaal geen waterleiding (men was tot halverwege 1945 aangewezen op regentonnen, de haven en de Vierambachtenboezem), veel woningen waren klein en vochtig, de bevolking was arm. Afval belandde op de mestvaalt bij de boerderij (en vervolgens als mest op het land), in de schillenkar of op de dorpse mispit (de gemeentelijke vuilstortplaats langs de Tramdijk bij de Molenwei). Door besmettelijke ziekten waren er jaren, waarin 1 op elke 20 inwoners overleed. De hele gezondheidszorg kwam neer op één "chirurgijn", van 1849-1906 was dat Hendrik Peppink (1821-1908). Hij was "genees-, heel- en verloskundige" en tevens gemeentelijk geneesheer, belast met de armenpraktijk, lijkschouwing en het verrichten van vaccinaties; hij deed in totaal ruim 5000 bevallingen, trok zo nodig tanden en kiezen en verrichtte chirurgische ingrepen. Er waren geen mogelijkheden om patiënten naar een ziekenhuis in Rotterdam te vervoeren. Niet alle patiënten konden de doktersrekeningen betalen, Peppink is daarom ook niet rijk geworden, pensioen heeft hij niet gekend: hij moest doorgaan tot zijn 87ste. Wel had bijna iedereen een groententuin.
Met Nieuwjaar gingen arme mensen wel langs de huizen om geld op te halen. Om dit te voorkomen, werd er van tevoren een intekening gehouden om geld aan alle min-vermogenden uit te kunnen delen; in 1876 werd hiervoor ƒ 300,= opgehaald.
De bevolking was arm, er vonden rond de eeuwwisseling regelmatig vechtpartijen plaats en het plaatselijk gezag was tanend. Vertier was er weinig. Jongeren uit de wijde omgeving verzamelden zich 's zaterdags op de Voorstraat en in cafés, dronken te veel en soms liep het uit op vechten om de meisjes, vooral tussen Spijkenissers en Hekelingers. Pas bij het aantreden van burgemeester Mees eind 1914 normaliseerde de situatie zich.
Een risicovol evenement was de jaarlijkse loting voor militaire dienst in Den Briel. Een grote club opgeroepen jongemannen trok daar dan te voet heen. De Spijkenisser lotelingen waren berucht, meer dan welke andere groep ook. Wanneer ze na de loting terug naar Spijkenisse liepen, was er geen meisje en geen losstaand voorwerp tussen Brielle en Spijkenisse veilig, geen enkel café onderweg werd overgeslagen. Het drinkgelag werd betaald door degenen die vrijgeloot hadden; want als dat een arme jongen was, nam hij voor ƒ 400 à ƒ 500 (in die tijd het bedrag van een flinke aanbetaling voor de koop van een arbeiderswoning) de plaats in als remplaçant van een boerenzoon.
Door de landbouwcrisis raakten vele landarbeiders in de knel en braken er in 1891/92 rellen uit; alle ruiten bij de notabelen werden ingegooid. Als oplossing koos de gemeente voor het te werk stellen van werklozen en -in samenwerking met de diaconie van de kerk- verhoogde steunuitkeringen.

## 20e eeuw
Eeuwenlang was Spijkenisse een agrarisch dorp met veel boeren en daarnaast, naarmate het dorp groeide, steeds meer ambachtslieden, aan het begin van de 20e eeuw: achttien hoepmakerijen, drie wagenmakers, zes huisschilders, zes slagers, zes schoenmakers, acht smeden, zeven kleermakers, tien bakkers, twaalf timmermannen en dertien metselaars. Dat zou deze eeuw drastisch veranderen. De eerste aanzet daartoe was de komst van de Spijkenisserbrug.

### Spijkenisserbrug: nieuwe kansen

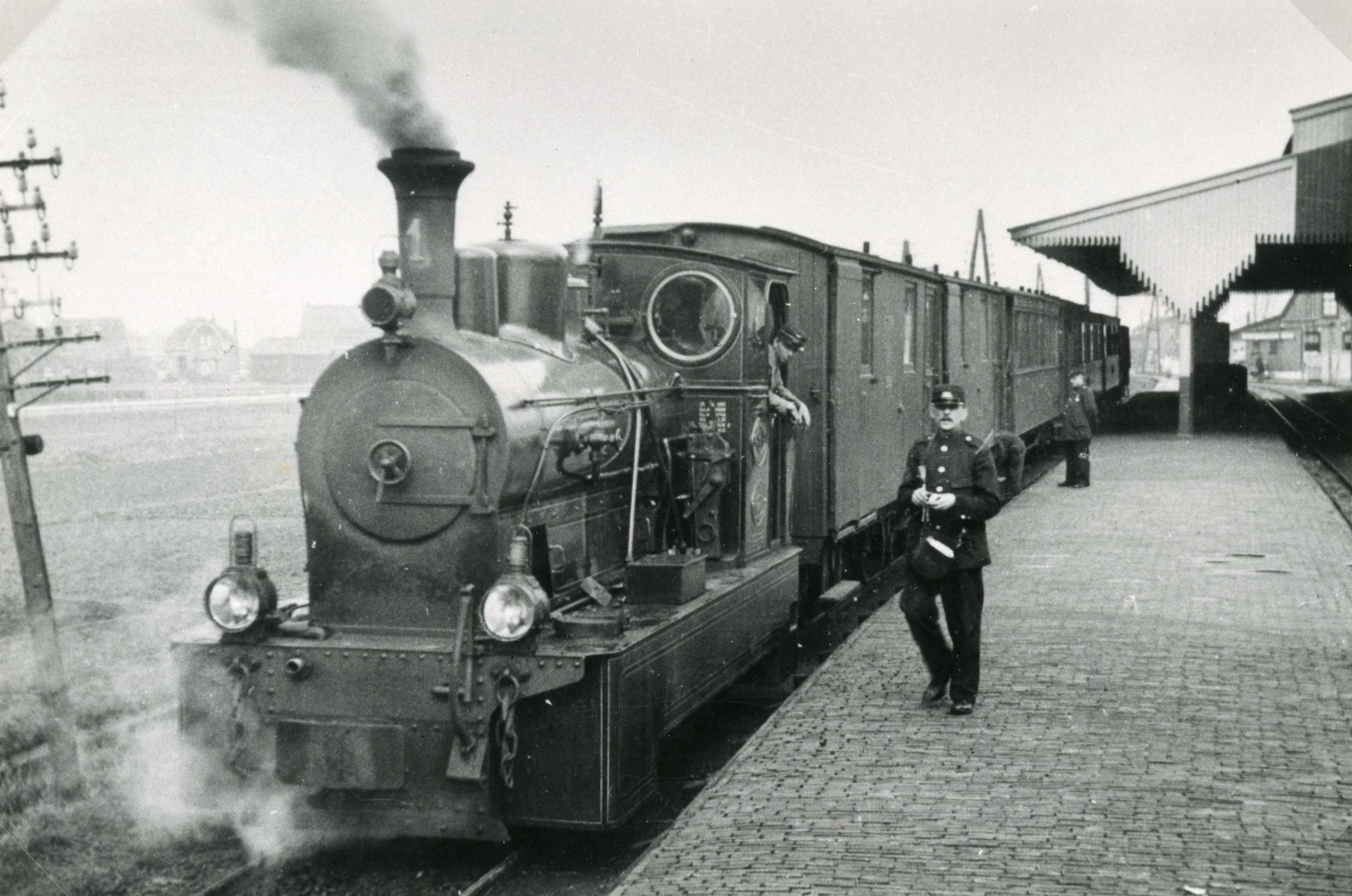
Tram op station Spijkenisse (1937)

In 1903 was er eindelijk een brug tussen Voorne-Putten en de rest van Zuid-Holland, en wel tussen Spijkenisse en Hoogvliet. Bovendien kwamen er zo'n twee jaar later tramlijnen naar Rotterdam en de rest van Voorne-Putten, tramstation Spijkenisse was het knooppunt daarvan. De komst van deze brug en tramlijnen is van niet te onderschatten betekenis geweest voor de ontwikkeling van Spijkenisse: het isolement werd in één klap opgeheven. Brug en tram vervingen niet alleen het transport dat voorheen via de veerpont verliep, maar het vervoer breidde zich ook uit: arbeiders konden nu ook gemakkelijker aan de overkant van de Oude Maas gaan werken, bijvoorbeeld op de Shell-raffinaderij in Pernis en in de Rotterdamse haven.
Ook waren er meer mogelijkheden voor kinderen om naar andere middelbare scholen te gaan, zoals de HBS in Brielle, lager agrarisch onderwijs (onder andere in Brielle) en de mulo in Rotterdam-Zuid. Ook enkele ondernemers zagen kansen: zij bouwden fabrieken en andere werkplaatsen, producten konden nu immers gemakkelijker naar de rest van het land worden vervoerd. Die fabrieken trokken arbeiders van buiten Spijkenisse, die zich daar ook wilden vestigen. En dus ging Spijkenisse woningen bouwen.
Een van de eerste fabrieken in Spijkenisse was De 'Eerste Nederlandsche Betonfabriek van Kassenbouw', ook wel Bodegoms Betonfabriek genoemd, opgericht in ± 1906, opgeheven in 1978. De fabriek leverde producten voor de landbouw, vervaardigd van gewapend beton. De aanvoer van grondstoffen (zoals zand, grind en cement) verliep via de haven, het vervoer van eindproducten ging via een spoorrails naar het tramstation, waar een hijskraan stond die de producten in goederenwagons kon takelen, voor verder vervoer. Het bedrijf bood veel werkgelegenheid. Een ander nieuw bedrijf uit het begin van de 20e eeuw was bouwbedrijf Hogenboom Spijkenisse, opgericht in 1917.

### Eerste Wereldoorlog en interbellum

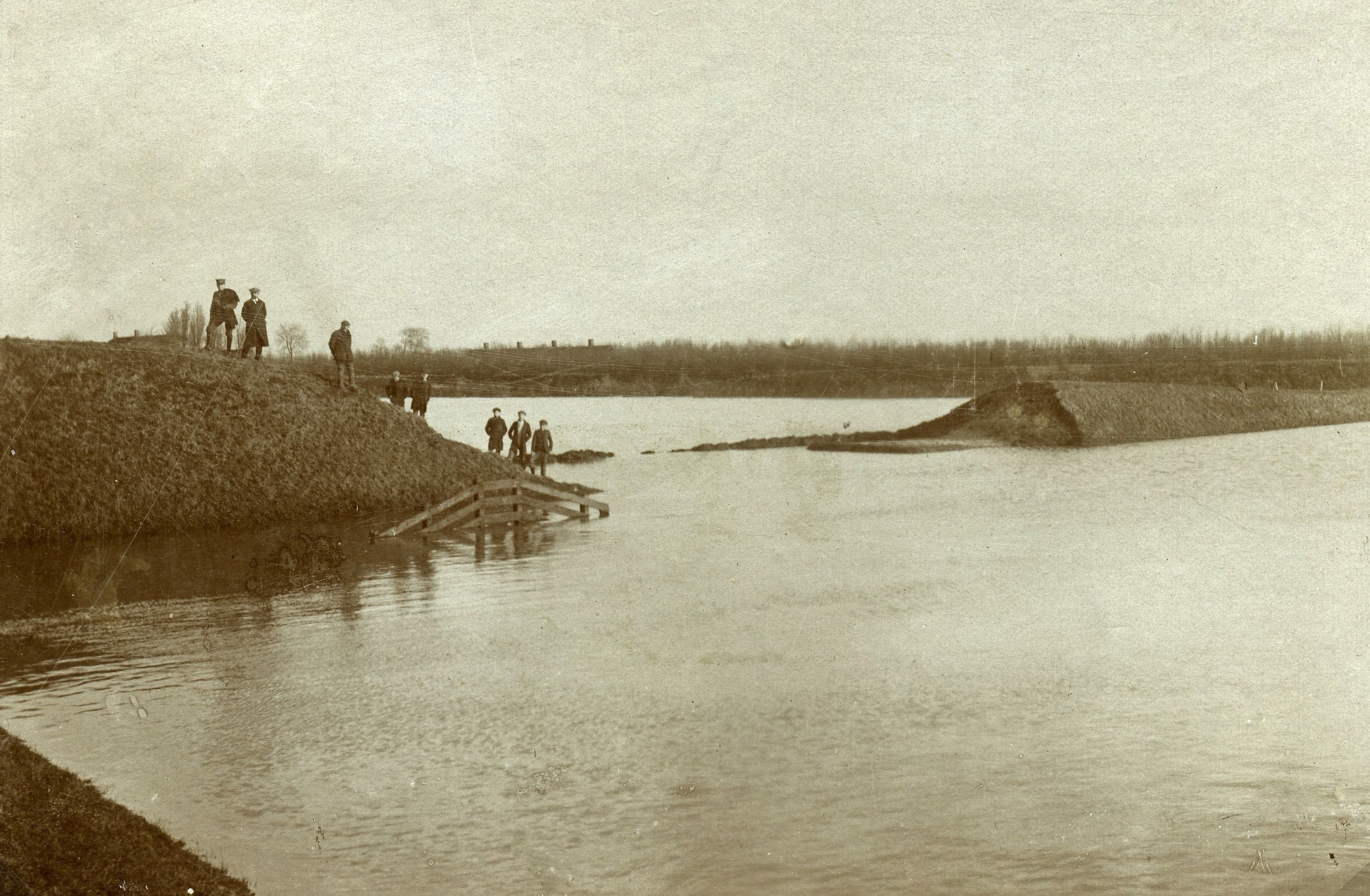
Watersnoodramp 1916 in polder Oostbroek

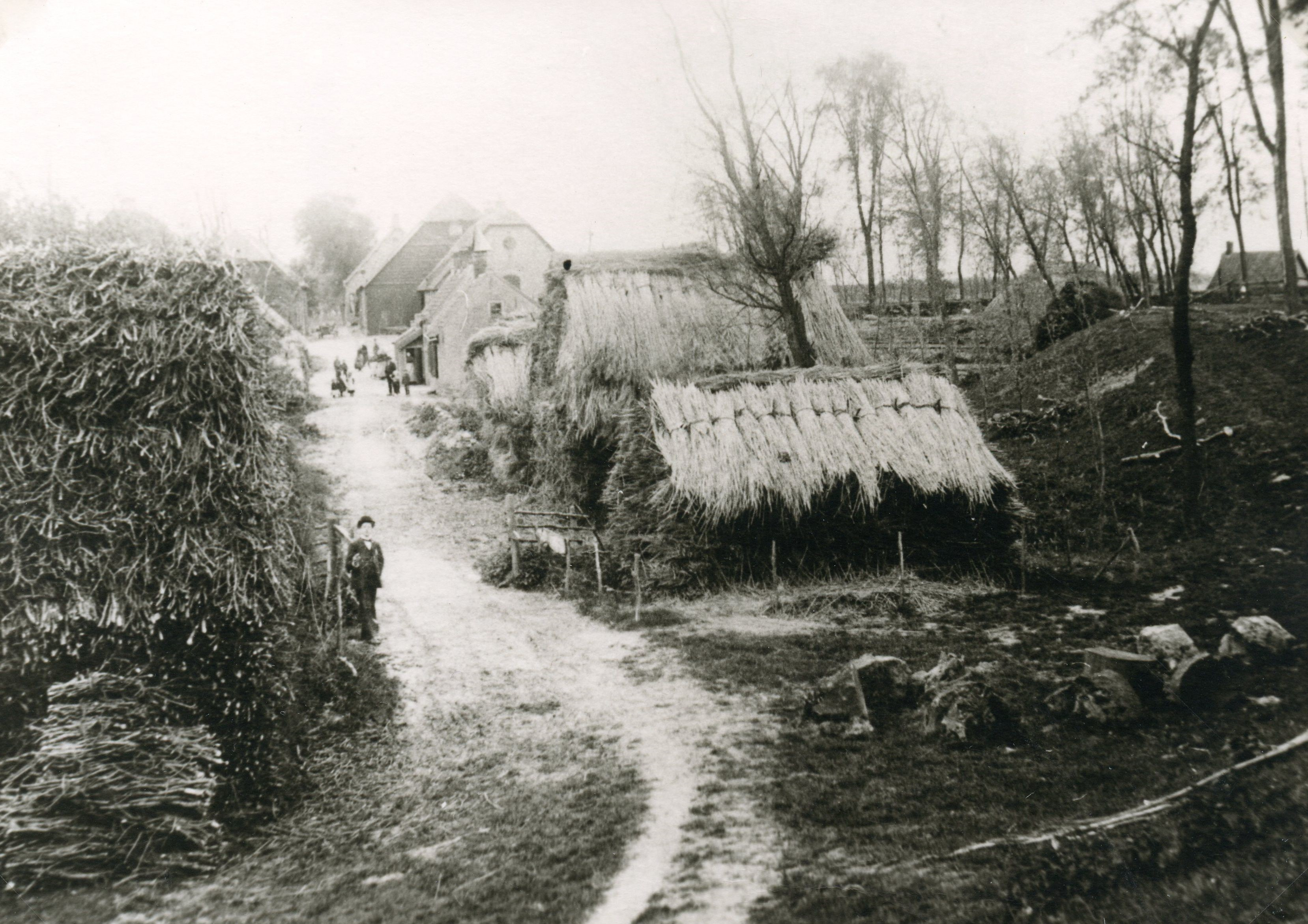
Griendwerken op de Welplaat ±1904

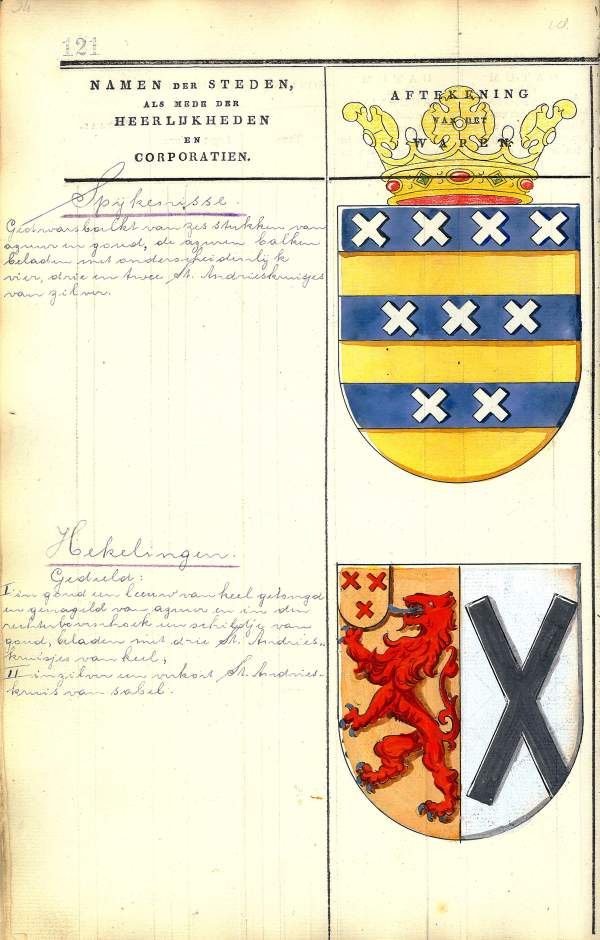
Registerblad gemeentewapens Spijkenisse en Hekelingen uit 1936

Tijdens de Eerste Wereldoorlog werd de Spijkenisserbrug afgesloten en bewaakt door landweersoldaten. Er moest huisvesting gevonden worden voor die soldaten en voor tientallen Belgische vluchtelingen. Er kwamen strenge maatregelen om in de eerste levensbehoeften te kunnen voorzien. Verder verliepen de eerste twee jaren ervan redelijk rustig. Maar in de nacht van 13 op 14 januari 1916 was er een zware noordwesterstorm die overstromingen veroorzaakte in de polders Oud- en Nieuw-Hongerland en Oostbroek. Bewoners werden gered, maar er verdronk veel vee, de boomgaarden werden verwoest en gebouwen zwaar beschadigd.
In de loop van de oorlog ontstond er steeds meer gebrek aan voedsel en brandstof. Daardoor leden mensen honger en kou, ook in Spijkenisse. Hierdoor heerste er soms onrust. Tijdens de jaarwisseling van 1917-1918 moest de politie ingrijpen, omdat er uit onvrede ruiten van woningen en etalages ingegooid werden. Aan het einde van de oorlog heerste de Spaanse griep: van de ongeveer 2300 inwoners werden er in de loop van november minstens 1400 ziek en elf inwoners bezweken aan de ziekte. Het maatschappelijke leven kwam even tot stilstand. Uit angst de griep op te lopen werden alle bijeenkomsten van verenigingen en muziekuitvoeringen afgelast.
In 1920 kwam er elektriciteit. Die werd niet alleen gebruikt voor het verlichten van huizen, maar ook voor een efficiëntere bedrijfsvoering, zoals het aandrijven van gereedschap in werkplaatsen en het koelen van vlees. Ook kwam er telefonie in Spijkenisse. Op 18 juli 1925 werd de muziektent bij de haven ingewijd. Het gebouwtje werd volop benut door de drie muziek- en zangverenigingen.
In de jaren '20 en '30 werden er woningen buiten de kern van Spijkenisse gebouwd: aan de Laning, Parallelweg en Kuiperslaan (buurt de Kuiperswei) kwamen rond 1922 de eerste woningwetwoningen in Spijkenisse; in de jaren '30 en '40 kwamen er woningen in de Kooiwei (rond de Tweede Kooistraat en Vermaatstraat).
In Spijkenisse werd veel vlas geteeld: tussen de tien en zeventig hectare in de jaren '20, afhankelijk van de vraag. Maar de vraag liep steeds verder terug door de opkomst van katoen en alternatieven voor lijnolie. Bovendien waren er steeds minder arbeiders te vinden die het zware en ongezonde werk in de vlasverwerking wilden doen. In de jaren '30 waren er hierdoor nog slechts enkele hectaren over.
De opkomst van nieuwe materialen zorgde ook voor de ondergang van de hoepmakerij in Spijkenisse. In vele werkplaatsen werden hoepels gemaakt van griendhout dat in de grienden van de Oude Maas (onder andere bij de Allemanshaven) en bij de Welplaat werd geoogst. De hoepels dienden voor het maken van (haring-)tonnen. Maar de afnemers stapten in de jaren twintig over op ijzeren banden. De grienden deden geen dienst meer en werden ingepolderd.
In de jaren dertig belandde ook Spijkenisse in de economische crisis, met hoge werkloosheid. In 1930 had Spijkenisse ongeveer 2.350 inwoners, waarvan 35 werkzoekenden. Een jaar later waren dat er 306 geworden en dat zou de eerstkomende jaren ongeveer zo blijven.
Burgemeester A. Lindeman van Bloemen Waanders (burgemeester van 1924-1942) hielp tijdens deze crisistijd de restauratie van de danig vervallen Dorpskerk en de toren te verwezenlijken (1932-33). Ook zorgde hij ervoor dat Spijkenisse en Hekelingen elk een gemeentewapen kregen. Bovendien werd er tussen 1930-1934 eindelijk (na ruim tien jaar plannen maken) een verharde weg aangelegd tussen Brielle en Rotterdam: de Groene Kruisweg, èn werd de Spijkenisserbrug gemoderniseerd.
Ondanks de slechte economische tijd werden er nieuwe bedrijven gestart, waarvan enkele landelijke bekendheid kregen: Marco Machinefabriek (1932), de zuivelfabrieken Roma (1933) en De Planeet (± 1938) die beide later overgingen naar CMC (1947-1960); VeGe motoren (1936) en Spijkstaal (1938).
Kortom: Spijkenisse was helemaal klaar voor een betere toekomst.
Fotogalerij nieuwe bedrijven met oprichtingsdatum:

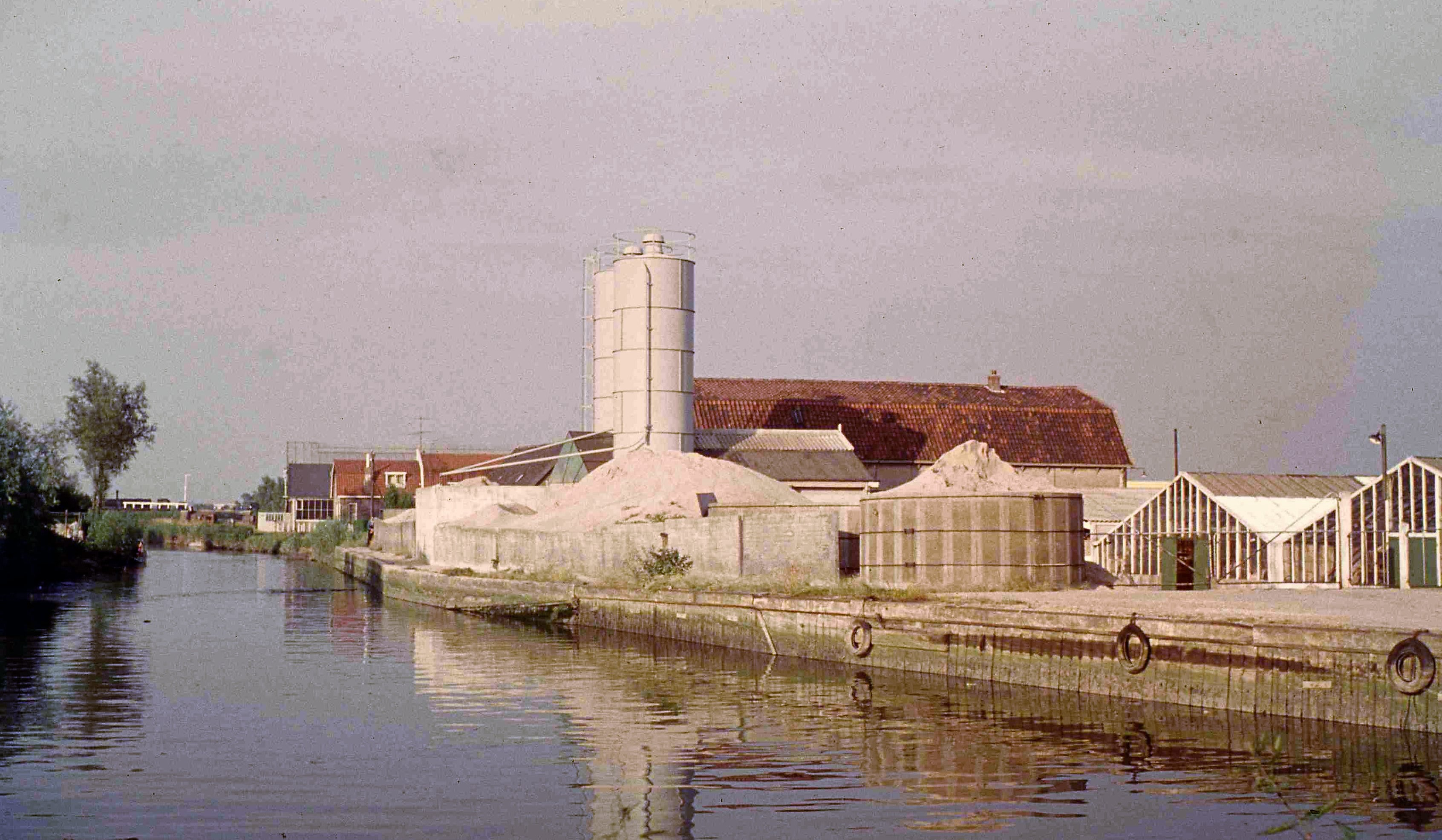
±1906: Bodegoms Betonfabriek
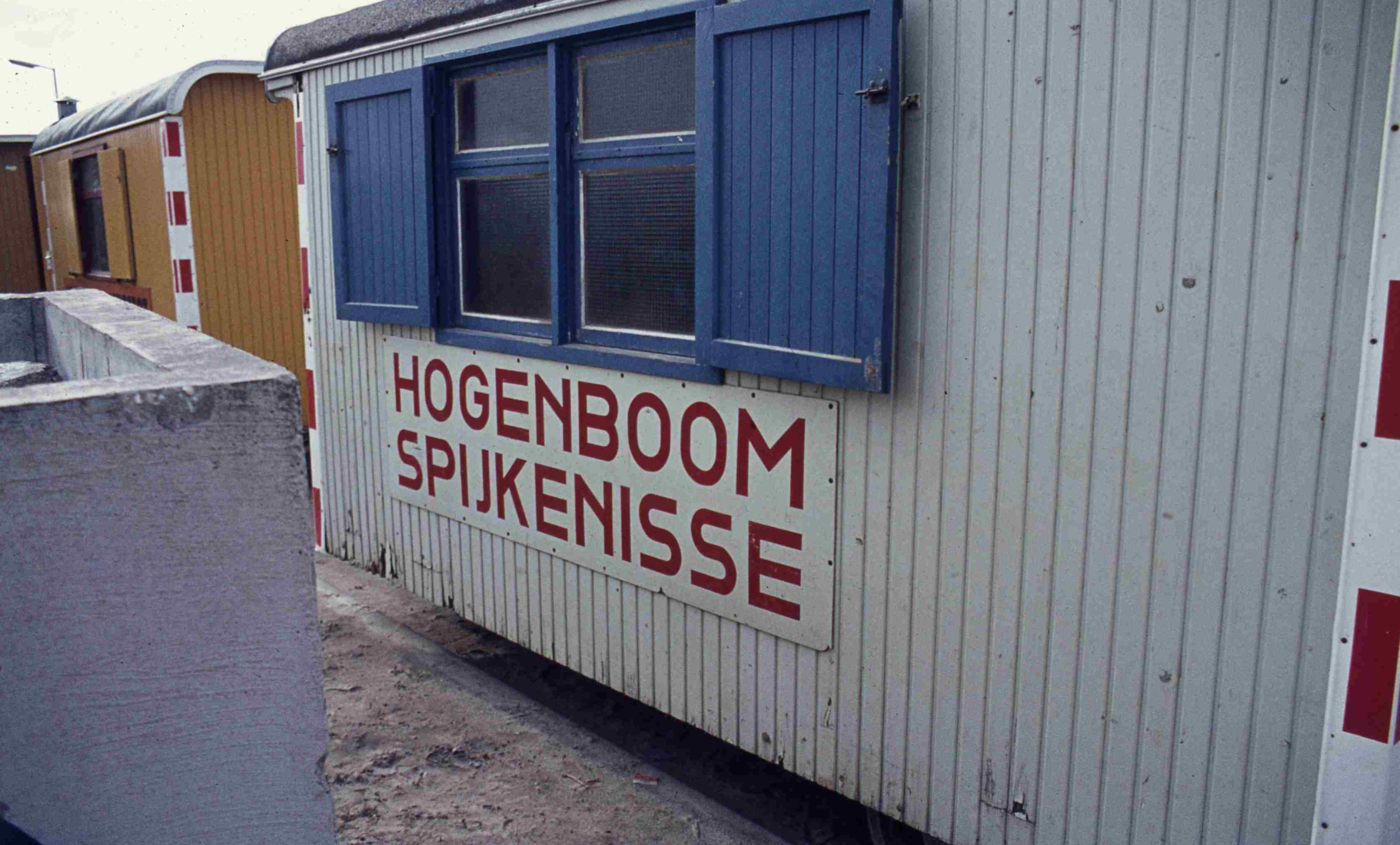
1917: Hogenboom Spijkenisse
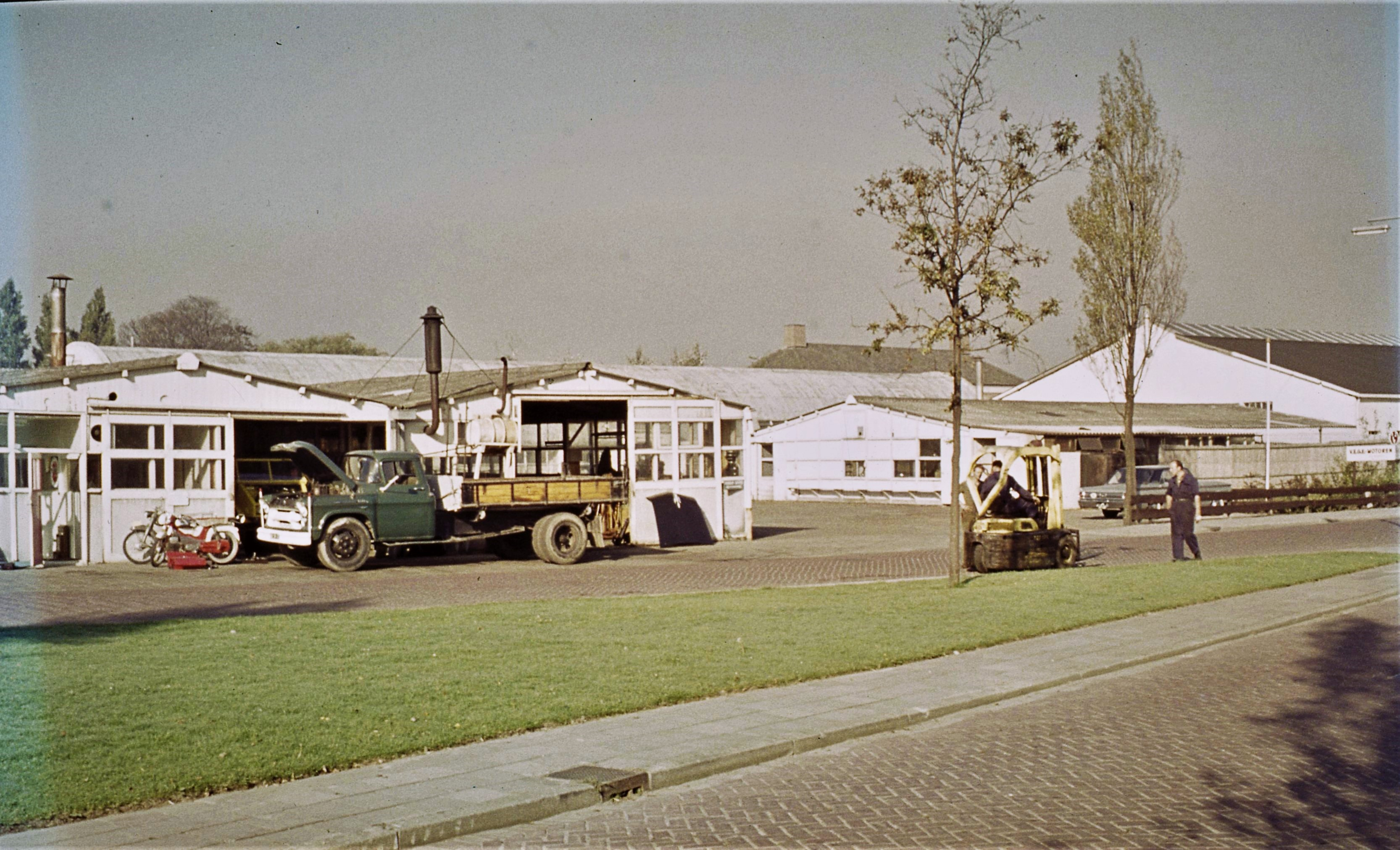
1936: VeGe Motoren
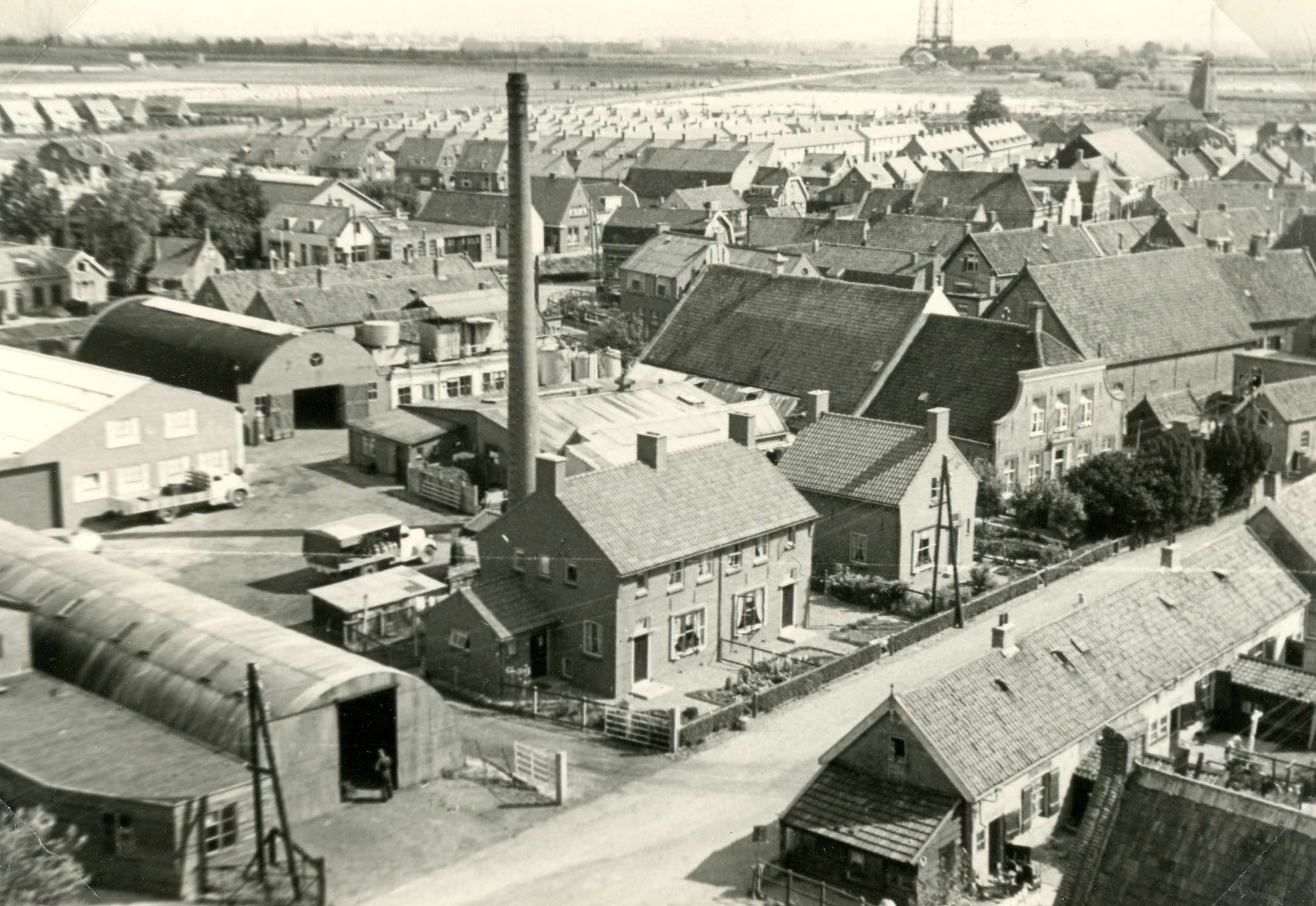
±1938: Melkfabriek De Planeet (gesloopt in 1960)
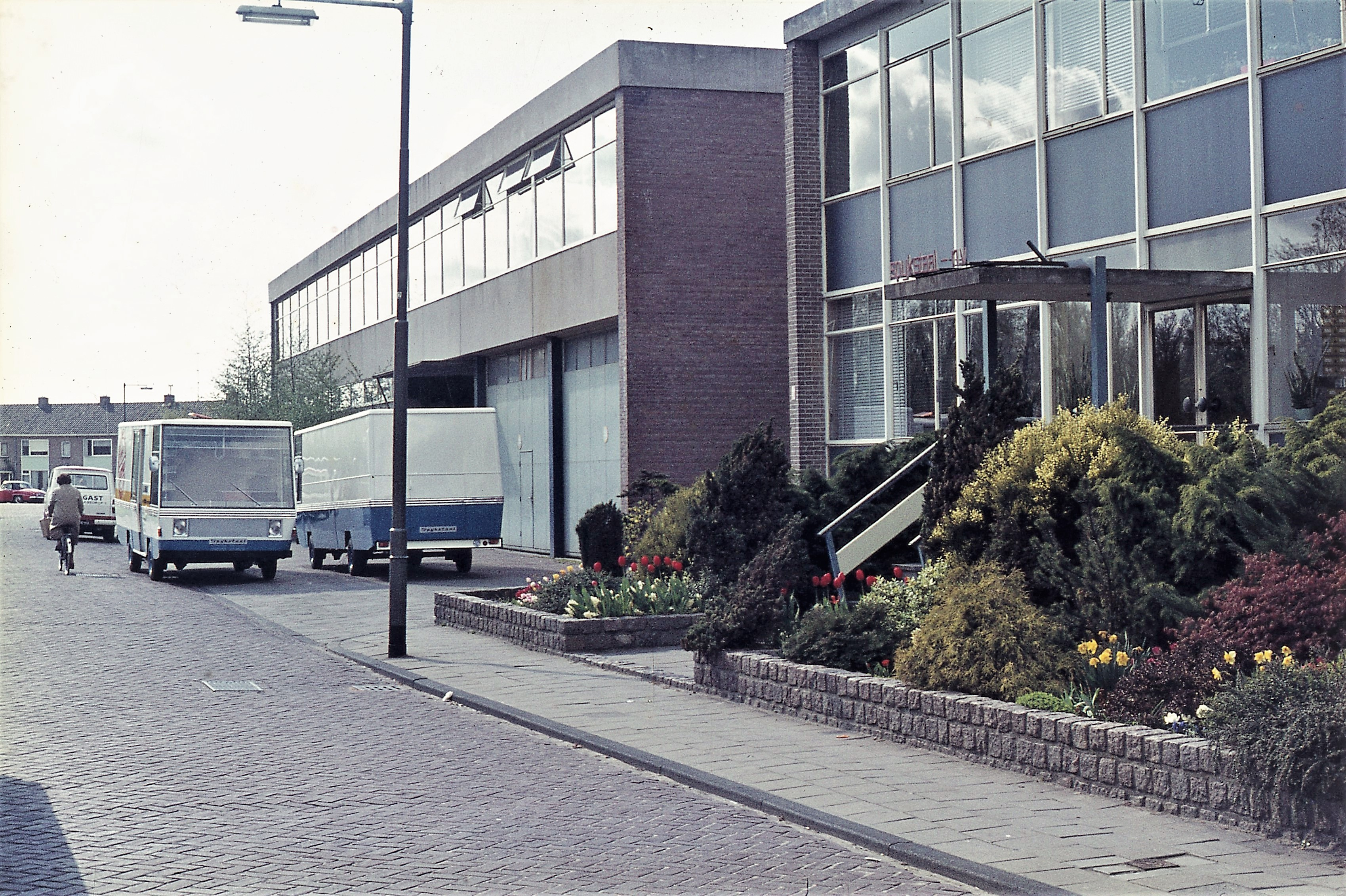
1938: Spijkstaal (gebouw gesloopt ±2001)

### Tweede Wereldoorlog

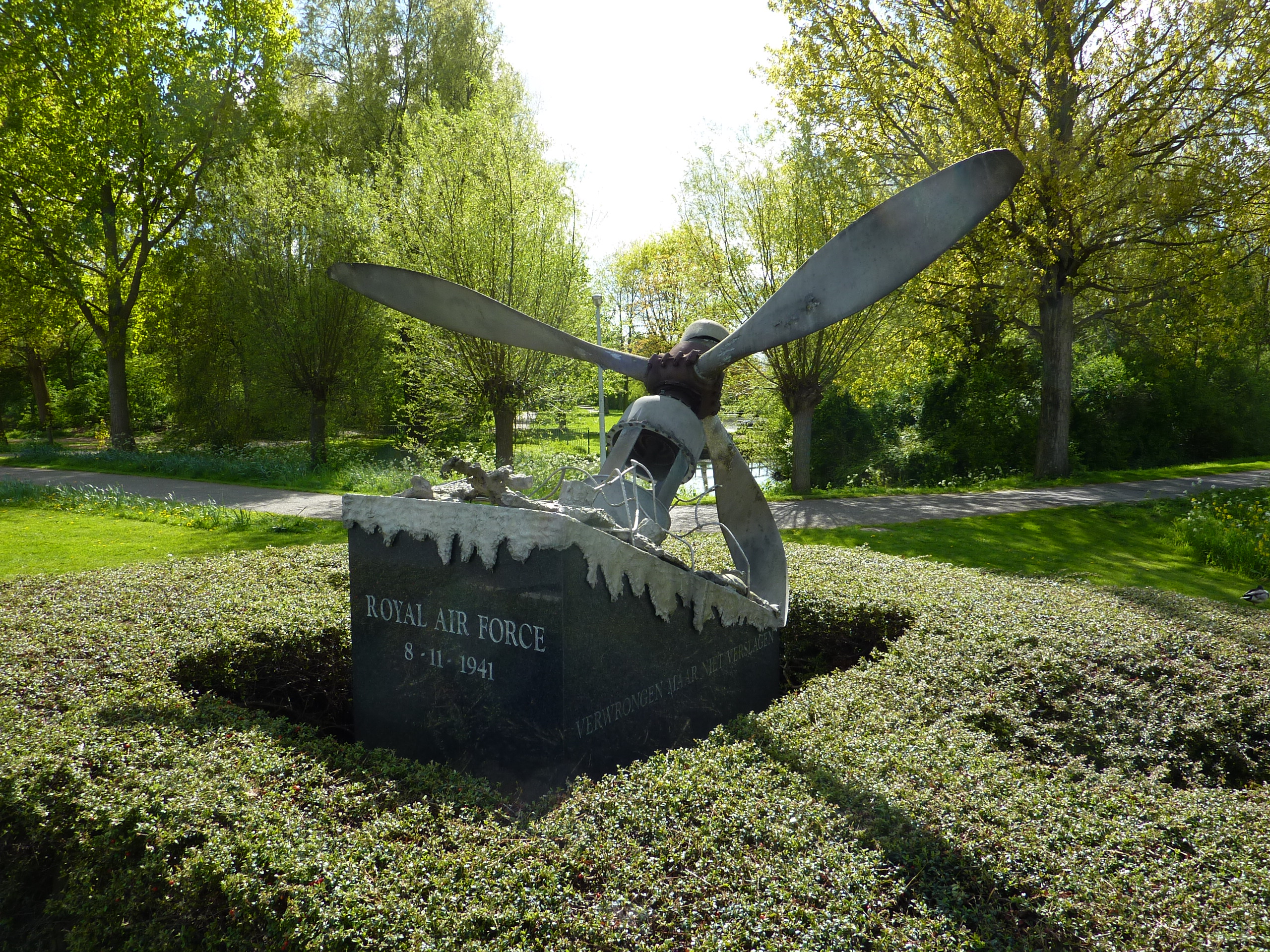
RAF-monument Hekelingseweg

Maar die betere toekomst moest vele jaren worden uitgesteld vanwege het uitbreken van de Tweede Wereldoorlog. In de eerste oorlogsdagen werd er bij Spijkenisse gevochten rond de Spijkenisserbrug en de Oude Maas. Na de capitulatie zetten de Duitsers allerlei verdedigingswerken op rond de brug en de Groene Kruisweg om de Geallieerden te belemmeren er te landen en snel op te trekken. Maar daardoor werden ze aantrekkelijke doelen voor Engelse bommenwerpers en deze bommen troffen ook burgerdoelen, zoals boerderijen en huizen in en rond Spijkenisse. Het Verzet zorgde voor distributiebonnen voor zo'n 250 onderduikers rond Spijkenisse en voor gedetailleerde plattegronden van de Duitse stellingen voor Londen. Eén keer ging het mis en schoten ze een NSB'er dood. Als vergelding werden tien Spijkenisser mannen van hun bed gelicht en als gijzelaars voor ruim een jaar naar kamp Vught gestuurd.
Vanaf februari 1944 werd een groot deel van het eiland onder water gezet, om het de Geallieerden nog moeilijker te maken. Bewoners en vee moesten geëvacueerd worden. De dorpskern van Spijkenisse bleef gespaard door een nooddijk. Na Dolle Dinsdag werd het Duitse regime nog strenger en werd de Spijkenisserbrug praktisch afgesloten, waardoor heel Voorne-Putten in isolement kwam. Vanaf de lanceerinrichting in Pernis vuurden Duitsers nu elke nacht V-1's af, waarvan een aantal op Spijkenisser grondgebied terecht kwam; de laatste werden pas tussen 1980 en 1984 onklaar gemaakt. Tijdens de Hongerwinter stierf geen enkele Spijkenisser de hongerdood, maar dat kostte wel veel improvisatievermogen en inspanningen. Tot overmaat van ramp brak er in het vroege voorjaar van 1945 een tyfusepidemie uit, waardoor Spijkenisse pas op 7 juli 1945 het bevrijdingsfeest kon vieren. Uit Spijkenisse kwamen in totaal ruim 20 mensen om door oorlogsgeweld, in concentratiekampen en in kampen voor dwangarbeiders. De tyfusepidemie eiste 19 levens.

### Naoorlogse jaren
Het leven kwam na de oorlog maar moeizaam op gang. Er was nog tot 1952 sprake van distributiebonnen, er heerste gebrek aan goederen en materialen op praktisch elk terrein. De tram kon pas weer rijden nadat (1) de herstelwerkzaamheden aan het spoor waren afgerond (er waren bijvoorbeeld meer dan 20.000 dwarsliggers uit het tramspoor opgestookt in de winter van 1945 door eilandbewoners; omdat er ook schaarste aan hout was, duurde het nog maanden voordat dit hersteld zou zijn) en (2) er structureel voldoende kolen (uit Limburg) konden worden aangevoerd, wat in augustus 1945 nog niet het geval was. Toen hij weer regulier kon rijden, vervoerde de R.T.M. in 1946 zes maal zoveel reizigers als in een vooroorlogs jaar. De reden: direct na de oorlog beschikte vrijwel niemand over een eigen vervoermiddel en men was daardoor aangewezen op de tram. In 1947 werd het oude tramstation vernieuwd en deden de eerste twee diesel-locomotieven hun intree; de dienstregeling werd uitgebreid tot 10 à 12 verbindingen per dag.
De wegen waren slecht, de straten binnen de bebouwde kom waren opgebroken vanwege de aanleg van de waterleiding, die begin 1946 was voltooid. De aanleg van riolering duurde tot na 1957. Op 24 september 1957 werd een rioolwaterzuiveringsinstallatie in gebruik genomen (aan de Hekelingsweg, tegenover de Zeeheldenbuurt). Tot die tijd mondden de riolen uit op de haven en het ernaast gelegen Spui, wat toenemende stankoverlast opleverde.
Het oprichten van nieuwe bedrijven ging door. In 1945 kocht Cees de Rijke zijn eerste vrachtwagen van het Amerikaanse leger en startte daarmee een transportbedrijf dat zou uitgroeien tot een internationaal bedrijf. Arie van Hamburg bouwde zijn werkplaats uit tot Van  Hamburg's Machinefabriek en later begon hij een scheepswerf. Getron (Genderens Transport Onderneming) werd opgericht in 1951. En zo volgden er in de loop der jaren nog vele nieuwe bedrijven in Spijkenisse.
Er werden scholen voor middelbaar onderwijs opgericht, als eerste twee ULO's in 1946 (een Christelijke en een openbare), en een handelsavondschool in 1947. Voor deze scholen waren aanvankelijk geen eigen gebouwen beschikbaar, er werd les gegeven in enkele lokalen van de openbare lagere school en in de consistoriekamers van de twee kerken. Rond 1950 kregen beide ULO's een eigen schoolgebouw. In 1954 kwam er een huishoudschool. Al deze scholen waren bedoeld voor leerlingen uit de hele regio.
Op 26 april 1951 bracht Koningin Juliana een streekbezoek aan Voorne-Putten, onder andere aan Spijkenisse. Burgemeester Bliek ontving haar. Naar aanleiding van dit koninklijk bezoek bracht Daan van Wijngaarden de krant 'Rondom de Botlek' uit. Snel daarna ontstond weekblad De Botlek, eerst alleen voor abonnees, enkele jaren later als gratis huis-aan-huisblad in Spijkenisse. Zo kreeg Spijkenisse zijn eigen krant. Per 1 oktober 2019 werd De Botlek opgeheven.
Tijdens de Watersnoodramp van 1953 bleef Spijkenisse grotendeels gespaard, mede dankzij de nieuwe keersluis in de haven uit 1952 (die was gebouwd op de plek waar later de Schenkelweg werd aangelegd). Niemand uit Spijkenisse verdronk. Wel werden enkele omringende polders getroffen, zoals de polders Oostbroek waar elf huizen tot aan de nok onder water stonden (de bewoners konden op tijd vluchten), Oud en Nieuw Hongerland en de Brabantse polder, met bij elkaar minstens veertien gaten in de dijken. Spijkenisse werd een centrum van waaruit de hulpverlening voor de wijde omgeving gecoördineerd werd, met het gemeentehuis aan het Noordeinde als centrale post. Een stroom van mensen streek in Spijkenisse neer om te strijden tegen het water.
De woningnood bleef lange tijd nijpend; in 1956 woonden er nog tientallen gezinnen in krotten en ongeveer 100 gezinnen woonden bij elkaar in.

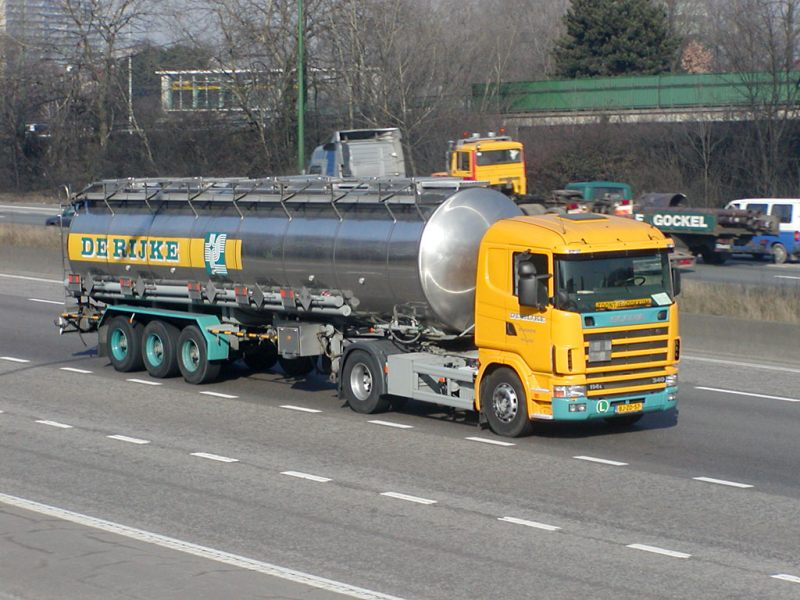
1945: oprichting transportbedrijf De Rijke
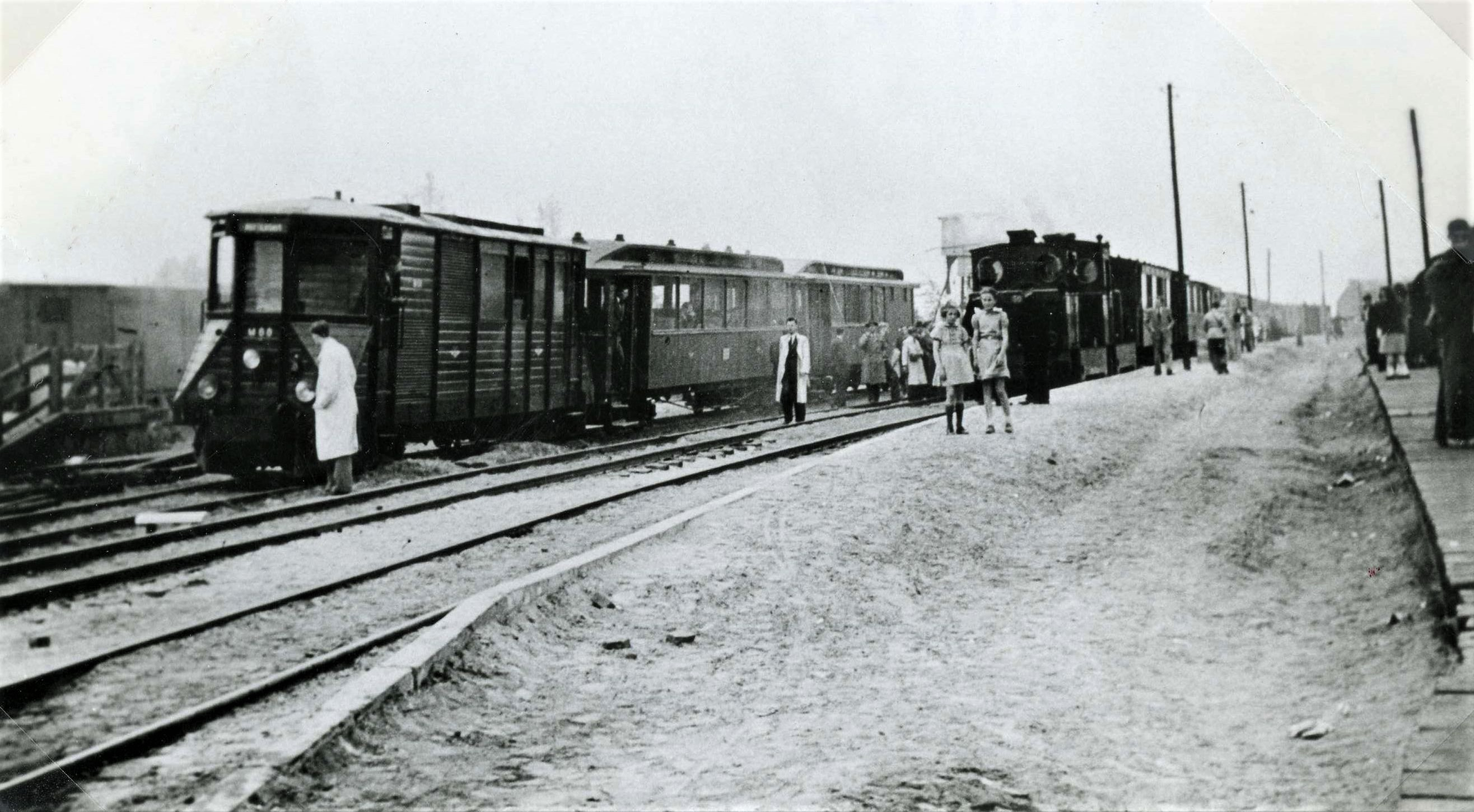
Tramstation Spijkenisse tijdens modernisering in 1947
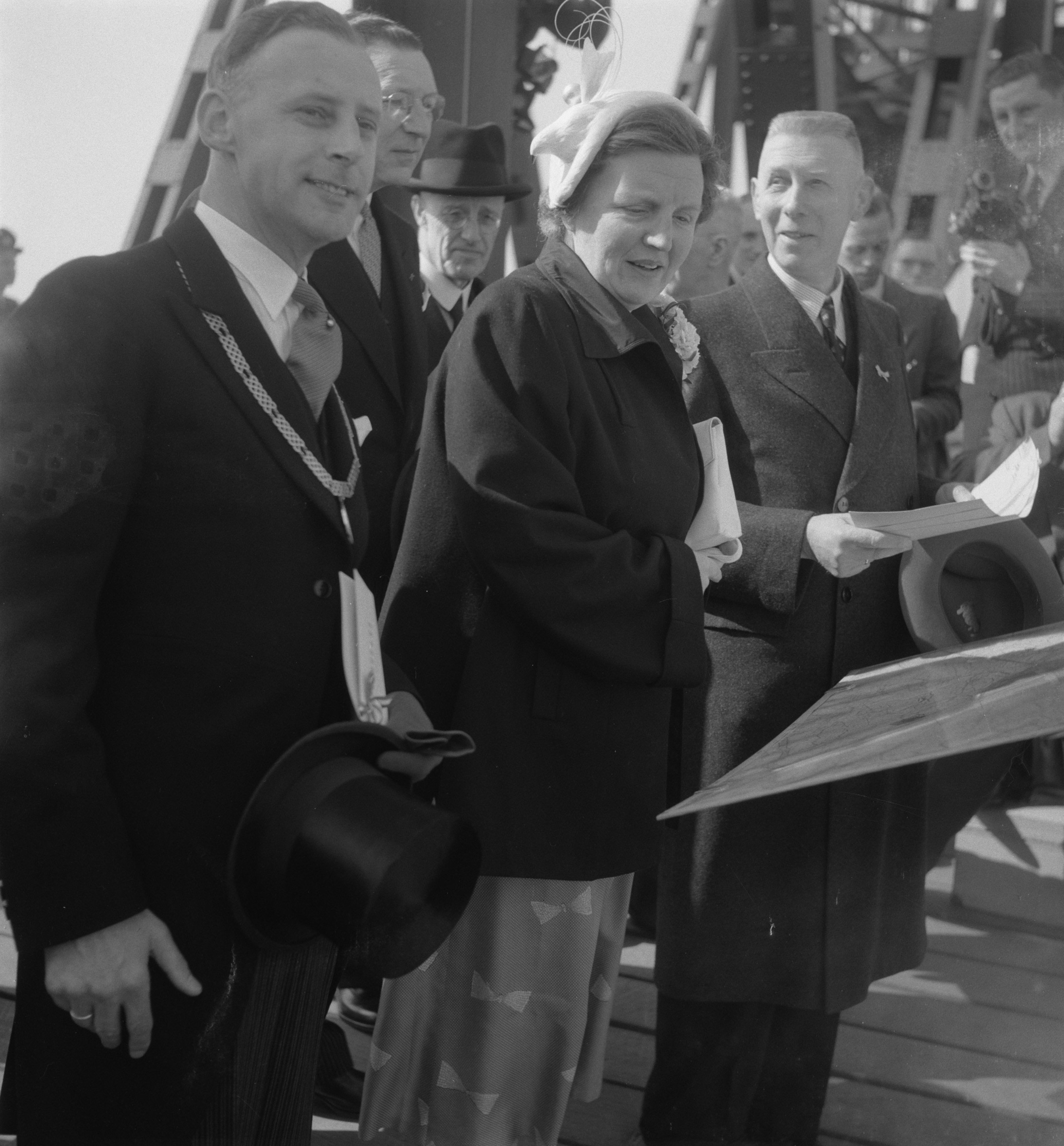
Koningin Juliana en burgemeester Bliek 1951
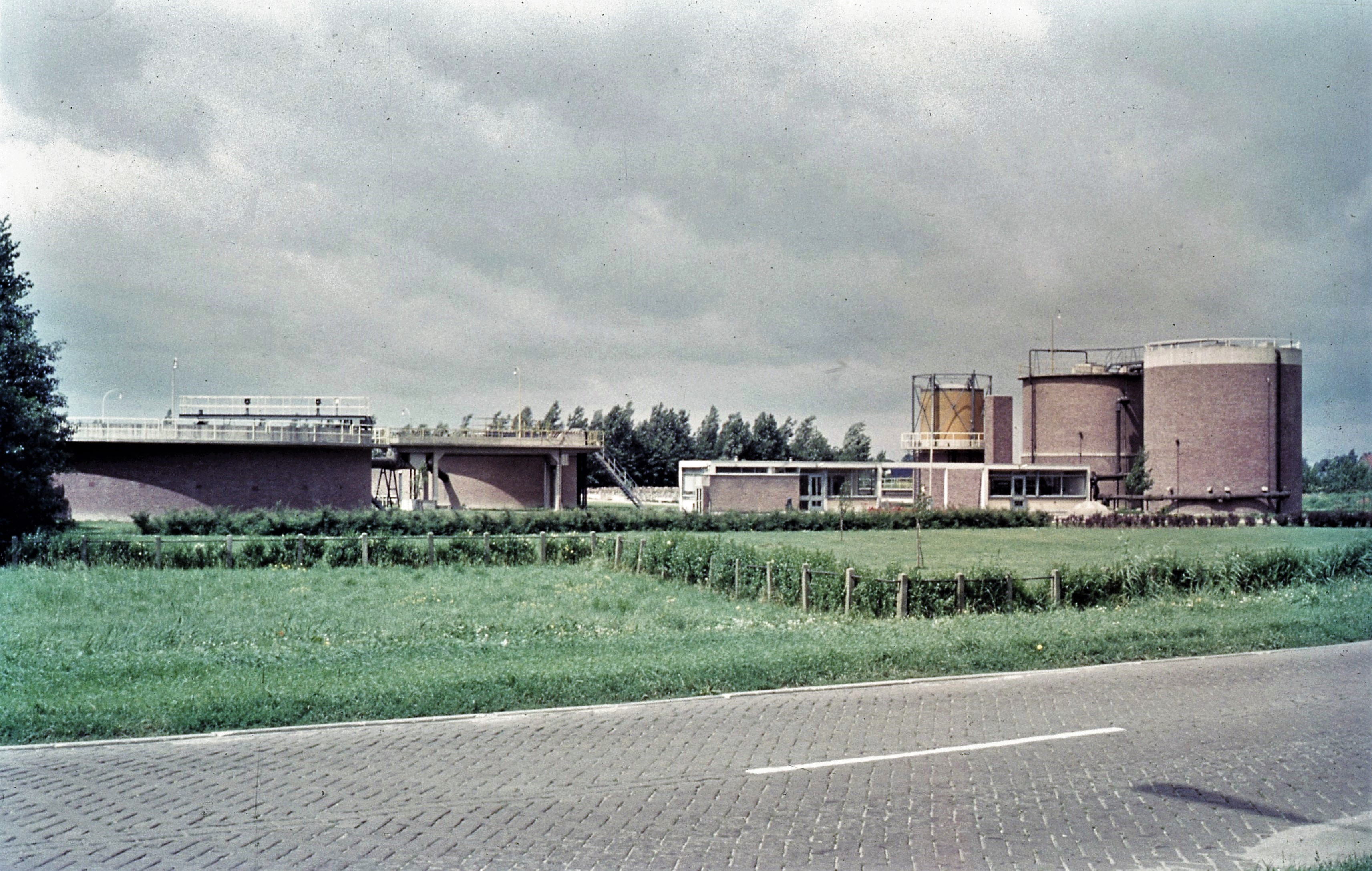
Rioolwaterzuiveringsinstallatie in gebruik in 1957
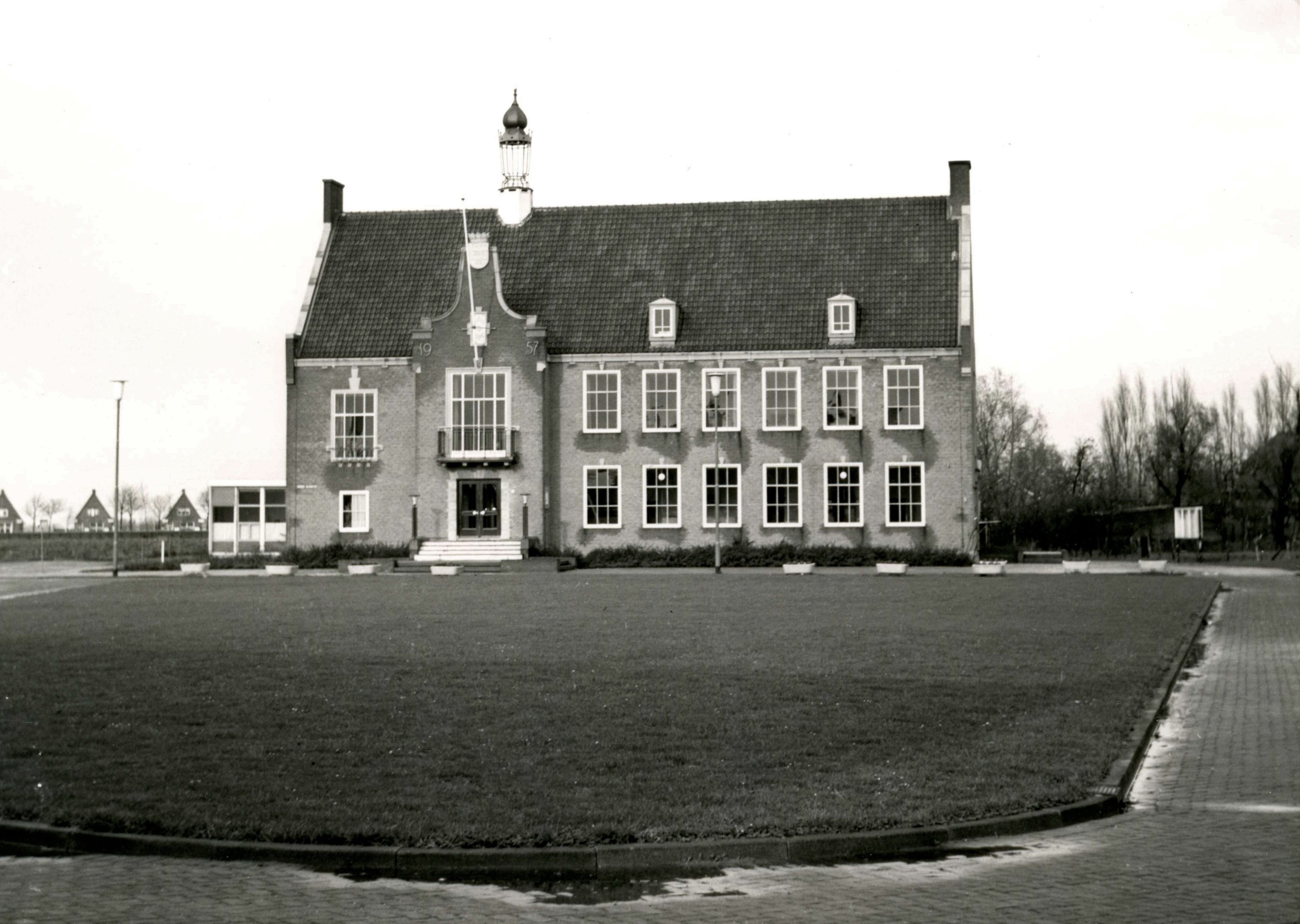
Gemeentehuis Julianaplein, opgeleverd in 1958

### Wereldkampioen bouwen
| Bouw nieuwe wijken |
| --- |
| Ligging en omvang: Wijken en buurten in Spijkenisse jaren '20 Laning & Parallelweg 1925-1935 Karel Doormanstraat (Kerkweg) jaren '30 Groene Kruisstraat-Breestraat 1952-1953 Molenwei 1956-1958 Vogelbuurt 1956-1958 Zeeheldenbuurt 1956-1965 Oranjebuurt 1958-1960 Schiekamp 1958-1965 Hoogwerf 1962-1965 Groenewoud 1965-1970 Sterrenkwartier 1972-1978 Waterland 1979-1982 De Hoek 1979-1982 Gildenwijk (Groenewoud-Noord) 1980-1982 De Akkers 1981-1982 Vriesland 1983-1985 Vogelenzang 1987-1997 Schenkel 1989-2000 Maaswijk 1998-2000 Vierambachten 2003-2006 De Staalmeesters 2005-2021 De Elementen |

Eeuwenlang was de bebouwing in Spijkenisse geconcentreerd aan de Voorstraat, het Noordeinde, de Nieuwstraat en rond de Dorpskerk. In de loop van de twintigste eeuw zou dat drastisch veranderen, Spijkenisse zou uitgroeien tot de grootste plaats op Voorne-Putten en zo wereldkampioen bouwen worden.

#### Woningnood, plannen en knelpunten
Na de oorlog was er een woningtekort in Spijkenisse èn in het nabijgelegen Rotterdam. Vanaf halfverwege de 20e eeuw kwam Spijkenisse in een groeiversnelling terecht om deze woningnood te helpen oplossen. Het dorp zou in de tweede helft van de 20e eeuw uitgroeien tot de grootste plaats op Voorne-Putten.
In 1958 werd Spijkenisse officieel groeigemeente  en in 1977 aanvaardde de gemeente Spijkenisse de status als groeikern met een verhoogde taakstelling. Na de periode van forse groei, rond 1990, had Spijkenisse 26.400 woningen die onderdak boden aan 68.000 inwoners, bijna twintig nieuwe wijken, een metro-verbinding met Rotterdam en drie metrostations, een nieuw stadscentrum, een ziekenhuis en talloze andere voorzieningen.

#### Uitvoering

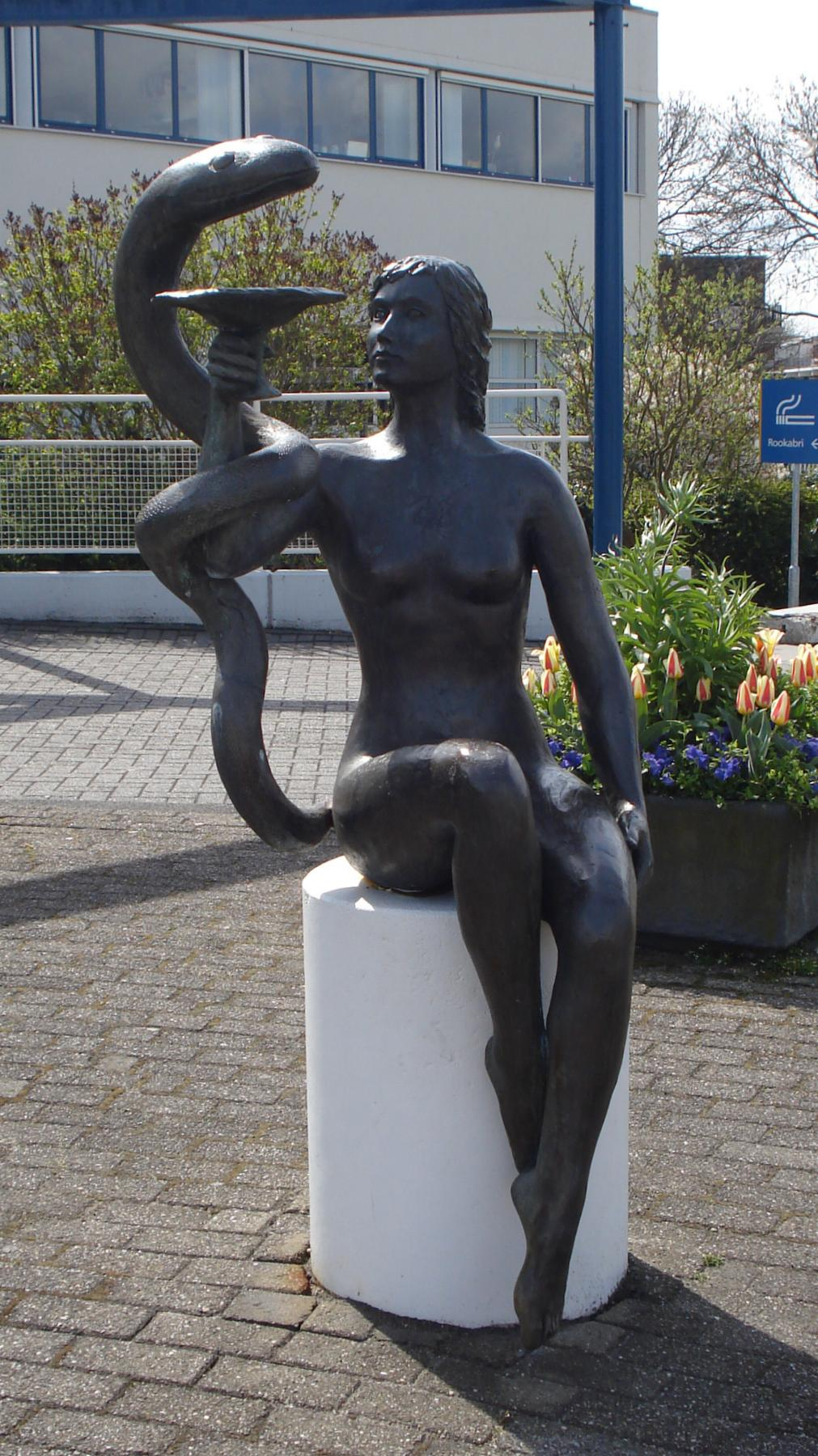
Hygieia bij het Ruwaard van Puttenziekenhuis (beide uit 1990)

Er werden plannen gemaakt, procedures gestart, er werd gesloopt en gebouwd. Het dorpscentrum ging grondig op de schop, na afloop onherkenbaar. Er kwamen zo'n vijftien nieuwe woonwijken, van het noorden bij het Hartelkanaal, in het zuiden tot aan Hekelingen, in het oosten tot aan de Oude Maas, en in het Westen tot aan de (verschoven) grens met Geervliet.
Naast het bouwen van woningen en een uitgebreider winkelaanbod, waren er tal van andere voorzieningen nodig, zoals middelbare scholen, uitgebreider openbaar vervoer, sportfaciliteiten, een theater annex cultureel centrum, een grotere bibliotheek, een weekmarkt, bedrijventerreinen en een ziekenhuis. Er kwamen betere verbindingen met Rotterdam, zoals nieuwe bruggen over de Oude Maas en een metrolijn. Spijkenisse kreeg ook te maken met grote-stadsproblemen zoals meer criminaliteit, hardere omgangsvormen en overlast door horeca in woonstraten. De oorspronkelijke Spijkenisser bevolking zag het aan en probeerde er het beste van te maken. Zij zochten elkaar op in nieuwe verenigingen.
Fotogalerij Groei Spijkenisse 1958-1992

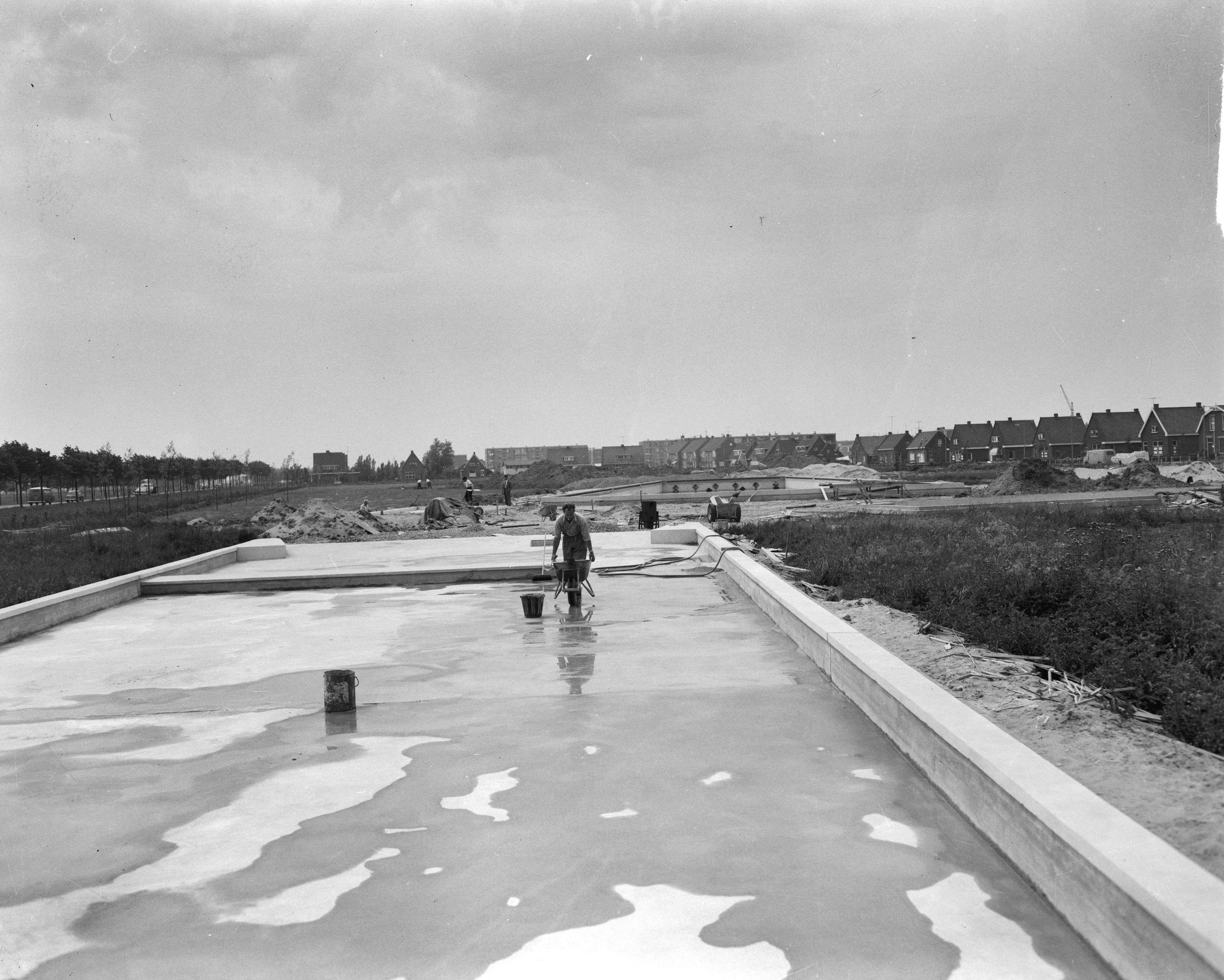
Bouw openluchtzwembad 1961
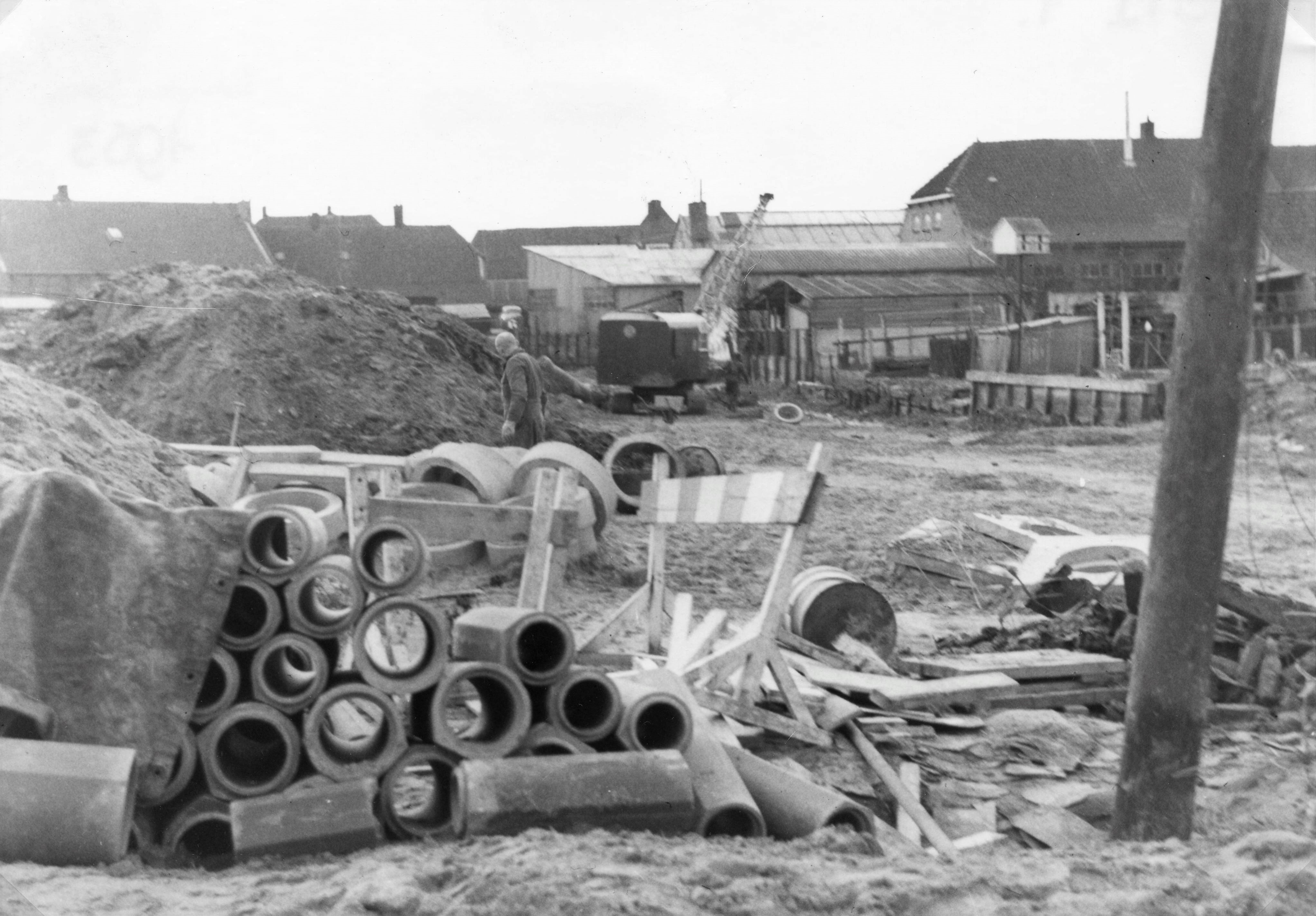
Dempen Spui - aanleg Rademacherplein in 1963
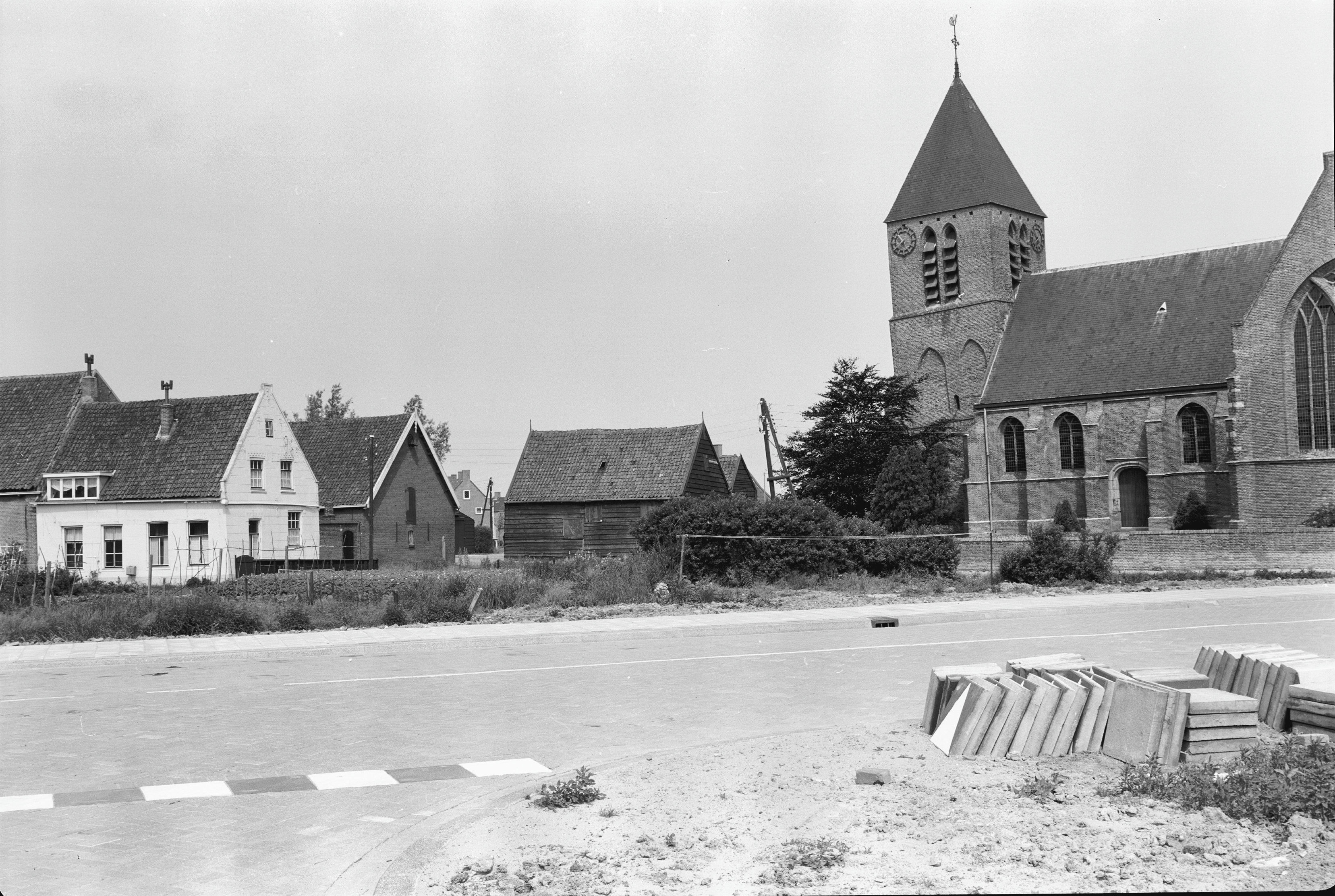
Eerste Heulbrugstraat, nieuwe verbindingsweg in 1964
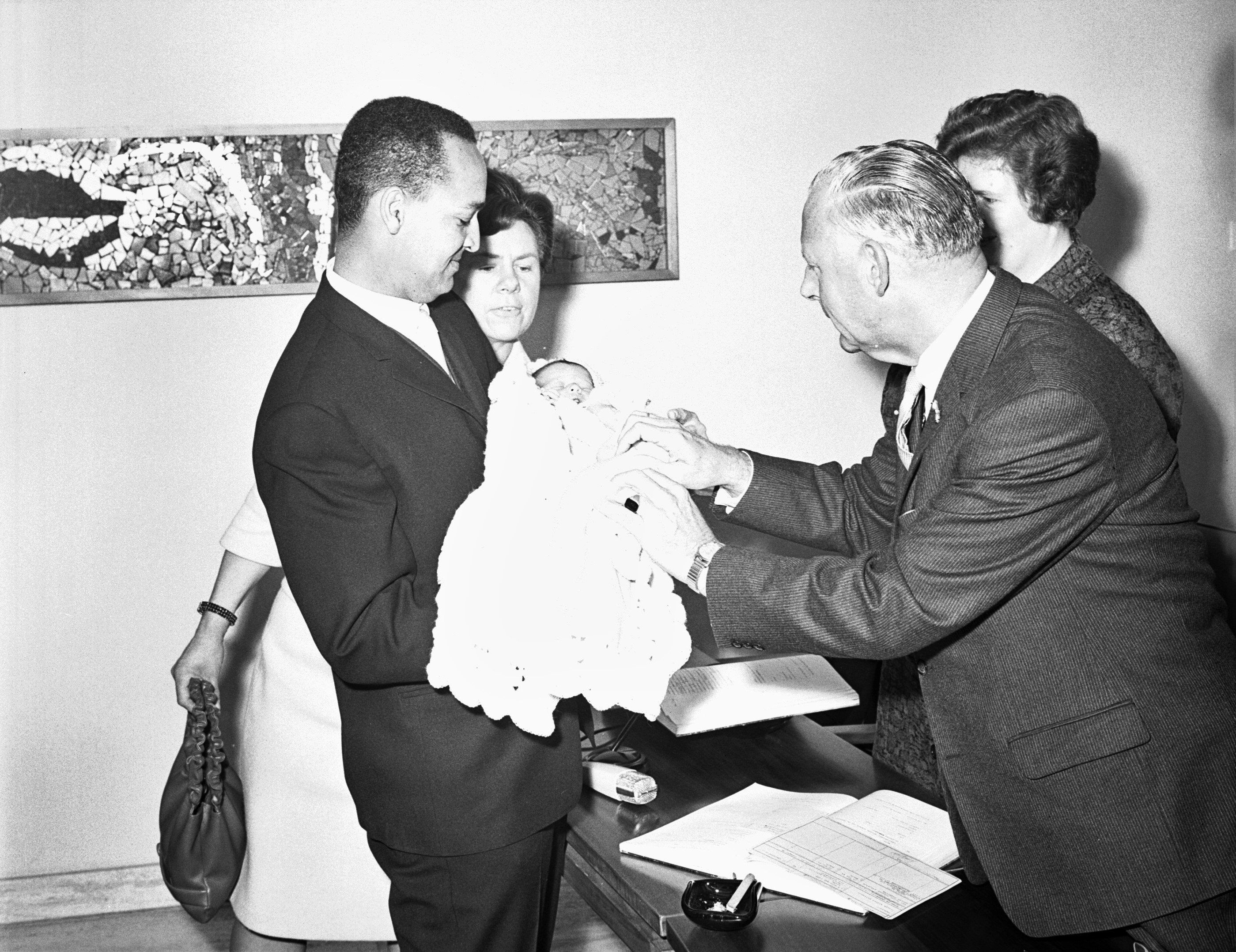
15.000ste inwoner Spijkenisse 1965
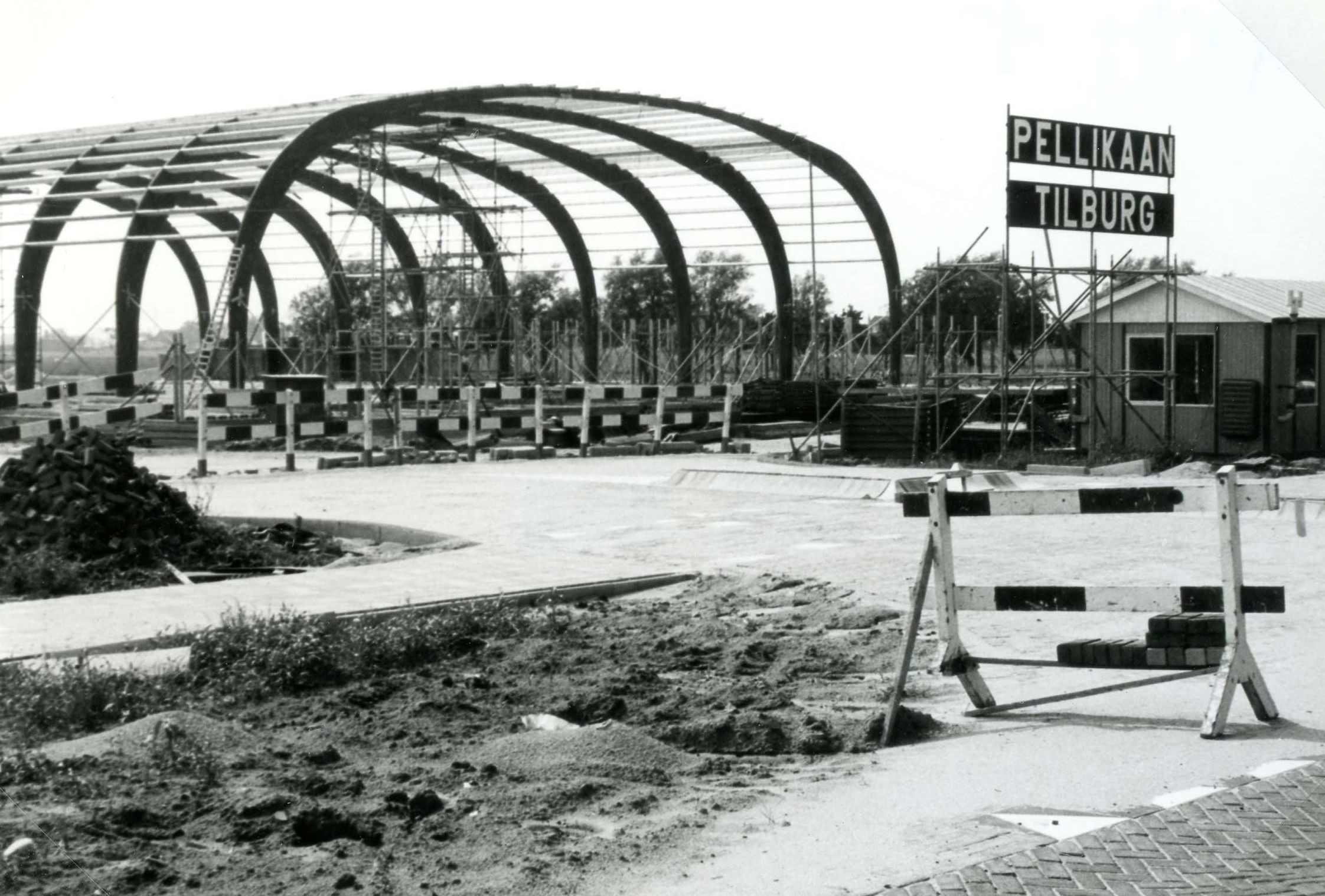
Sporthal Den Oert in aanbouw 1969
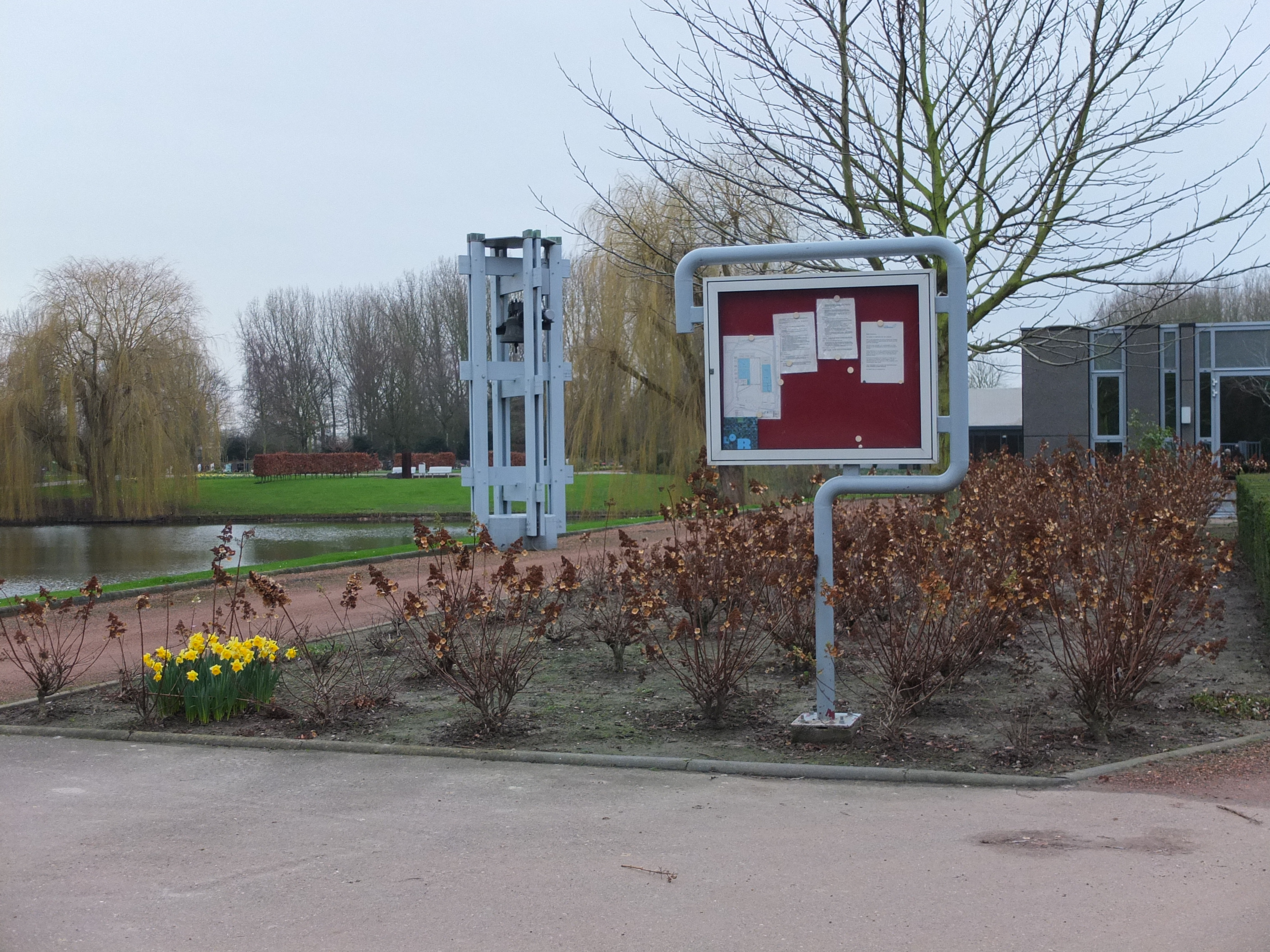
Nieuwe begraafplaats De Ommering ingebruikname: 1972
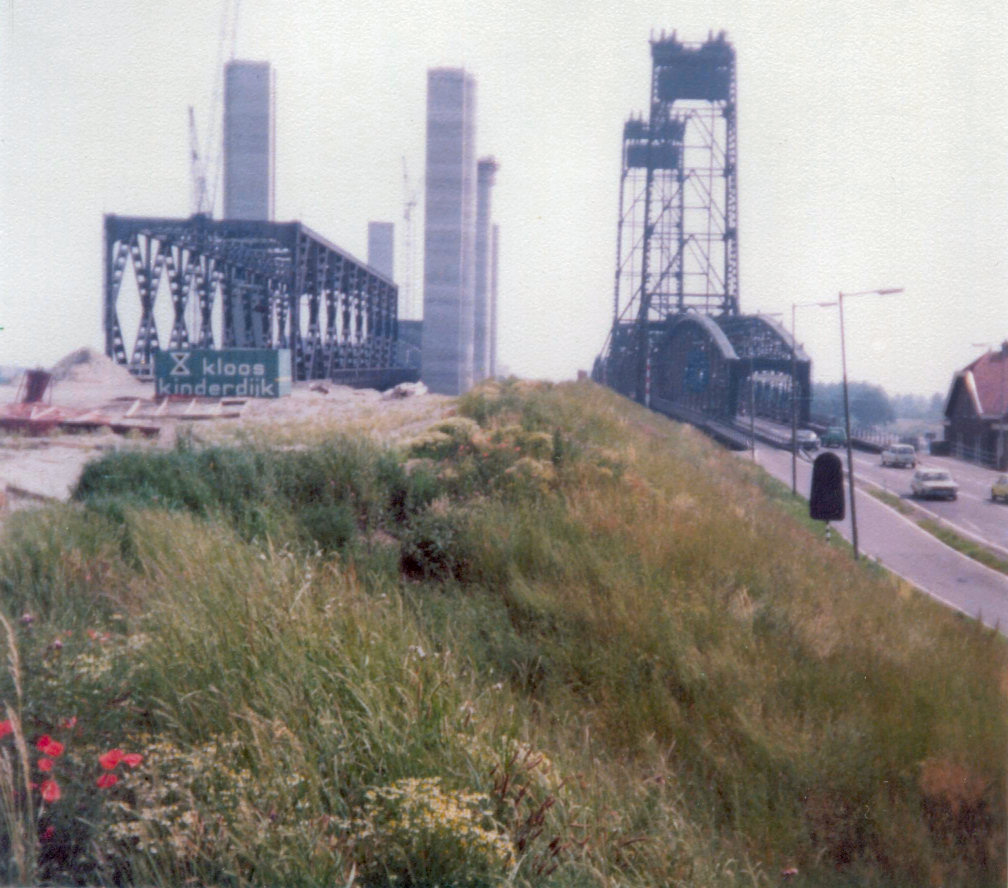
Bouw nieuwe Spijkenisserbrug 1977
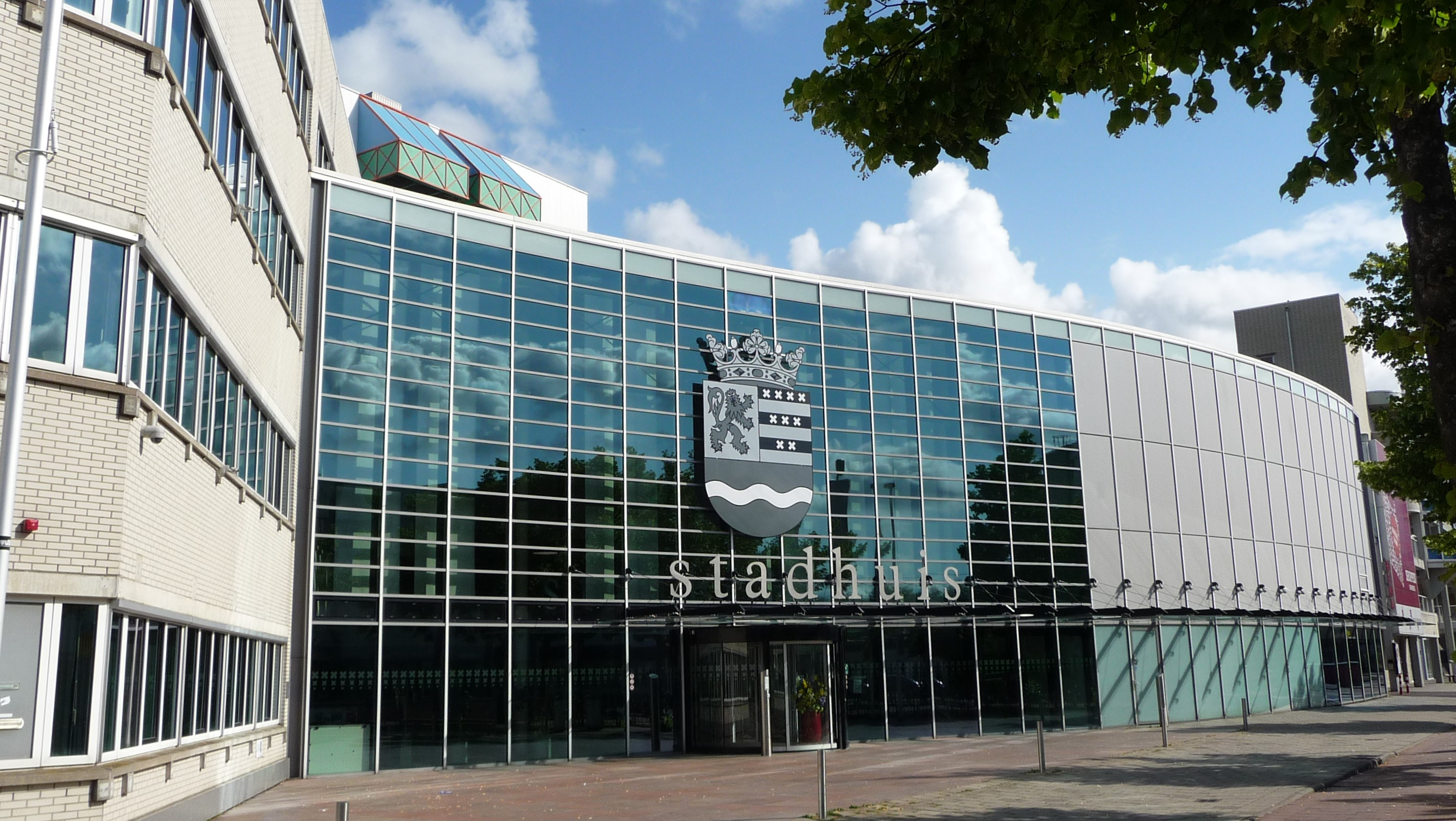
Stadhuis Raadhuislaan opgeleverd in 1984
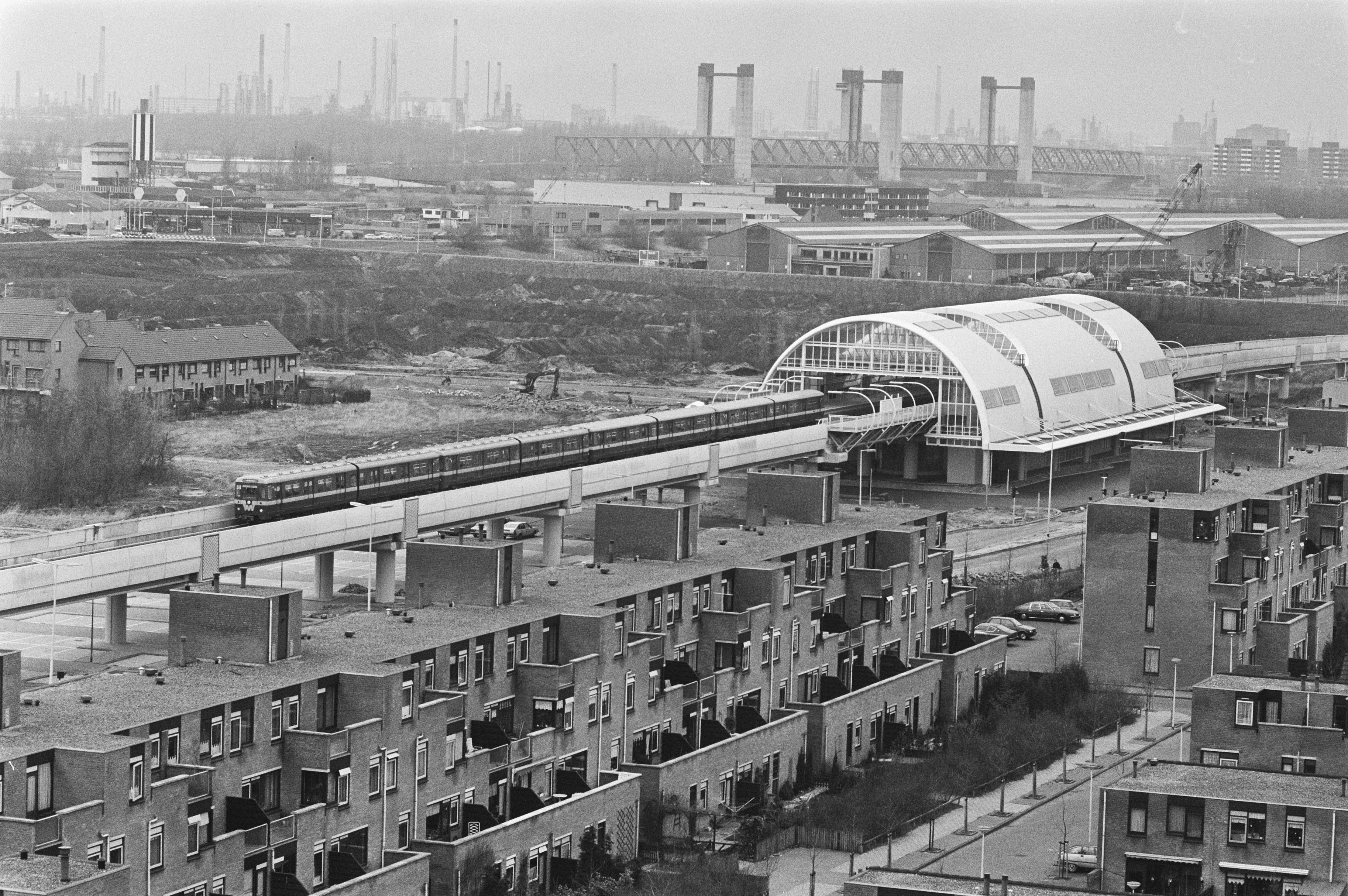
Proefrit op nieuwe metrotraject, Station Spijkenisse Centrum 1985
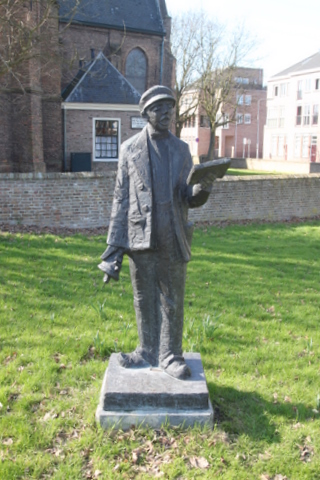
De dorpsomroeper, door St Oud en Nieuw Spijkenisse 1988
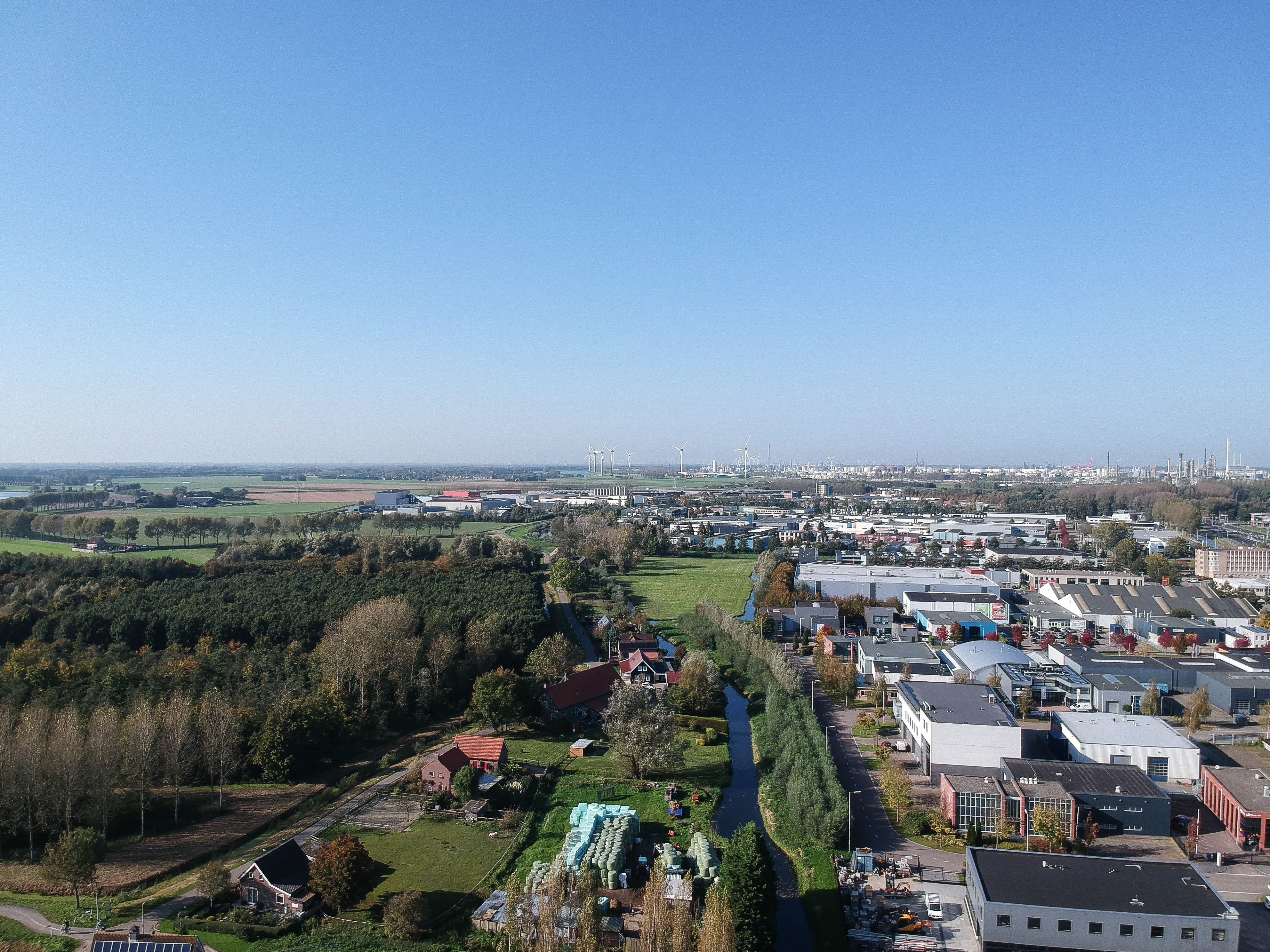
Rechts bedrijventerrein Molenwatering - aanleg 1991

#### Overige ontwikkelingen

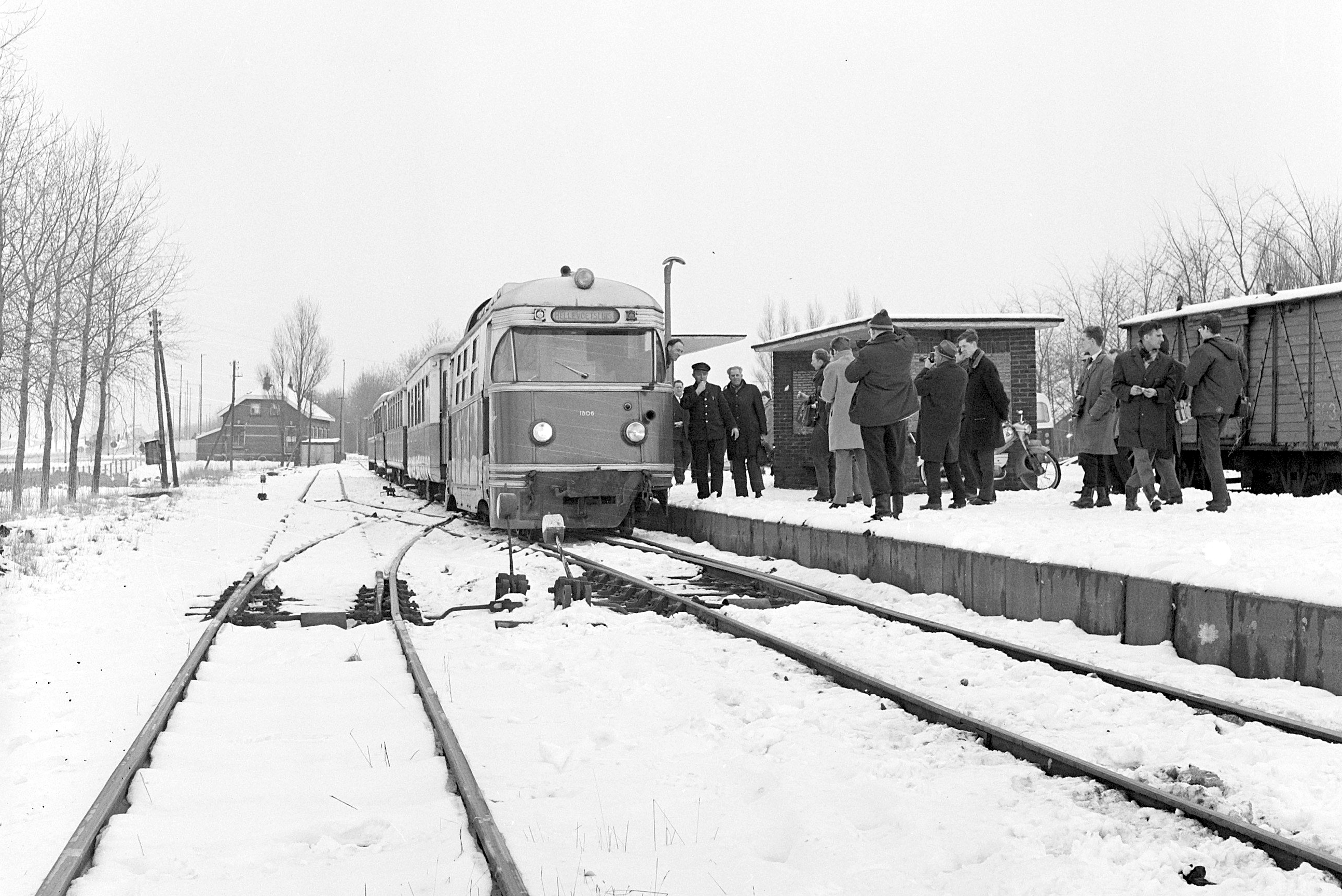
Laatste rit tram Spijkenisse-Hellevoetsluis 14-2-1966

- De tramdienst is gestaakt op 14-2-1966. Voortaan reden er streekbussen. De tramrails zijn gesloopt in 1967, de tramdijk werd fietspad tussen Spijkenisse, Zuidland en Hellevoetsluis.
- Per 1 mei 1966 werden Spijkenisse en Hekelingen samengevoegd tot één gemeente, op initiatief van de Hekelingse gemeenteraad.
- Tussen 1968-1969 werd Spijkenisse op het aardgasnet aangesloten.[73]
- Per 1-1-1984 is de grens tussen Oud-Beijerland en Spijkenisse herzien, waardoor de polder Beerenplaat nu bij Spijkenisse hoort. Het drinkwaterbedrijf dat er is gevestigd is van de gemeente Rotterdam, maar levert drinkwater aan de hele regio.

## 21e eeuw
Het voormalige dorp Spijkenisse was de laatste veertig jaar spectaculair gegroeid naar zo'n 70.000 inwoners. De laatste boeren waren vertrokken.
In vergelijking met de rest van Nederland bleef de bevolking echter relatief arm: Spijkenisse stond in 2010 op nr. 4 van armste gemeenten van Nederland: slechts 10% van de inwoners behoorde tot de bovenste 25% van de Nederlanders gemeten in vermogen (in plaats van zo'n 25%, het landelijk gemiddelde).
Die halve eeuw was er voorrang gegeven aan het bouwen van huizen en de allernoodzakelijkste voorzieningen. Cultuur in de meest brede zin was daarbij enigszins achtergebleven. Daaraan werd dan ook de eerste twee decennia van de 21e eeuw hard gewerkt. Een andere prioriteit was het bouwen voor het hogere segment. Ook vanuit de bevolking kwamen er initiatieven. In 2001 werd de Museumwoning 'Back to the Sixties' geopend en in 2011 Museum en groentewinkel Mak.
Op 1 januari 2015 werd Spijkenisse onderdeel van de nieuwe gemeente Nissewaard en werd daarin de hoofdplaats. Het stadhuis doet sindsdien dienst voor de nieuwe gemeente.
Voorbeelden van architectuur uit de 21e eeuw

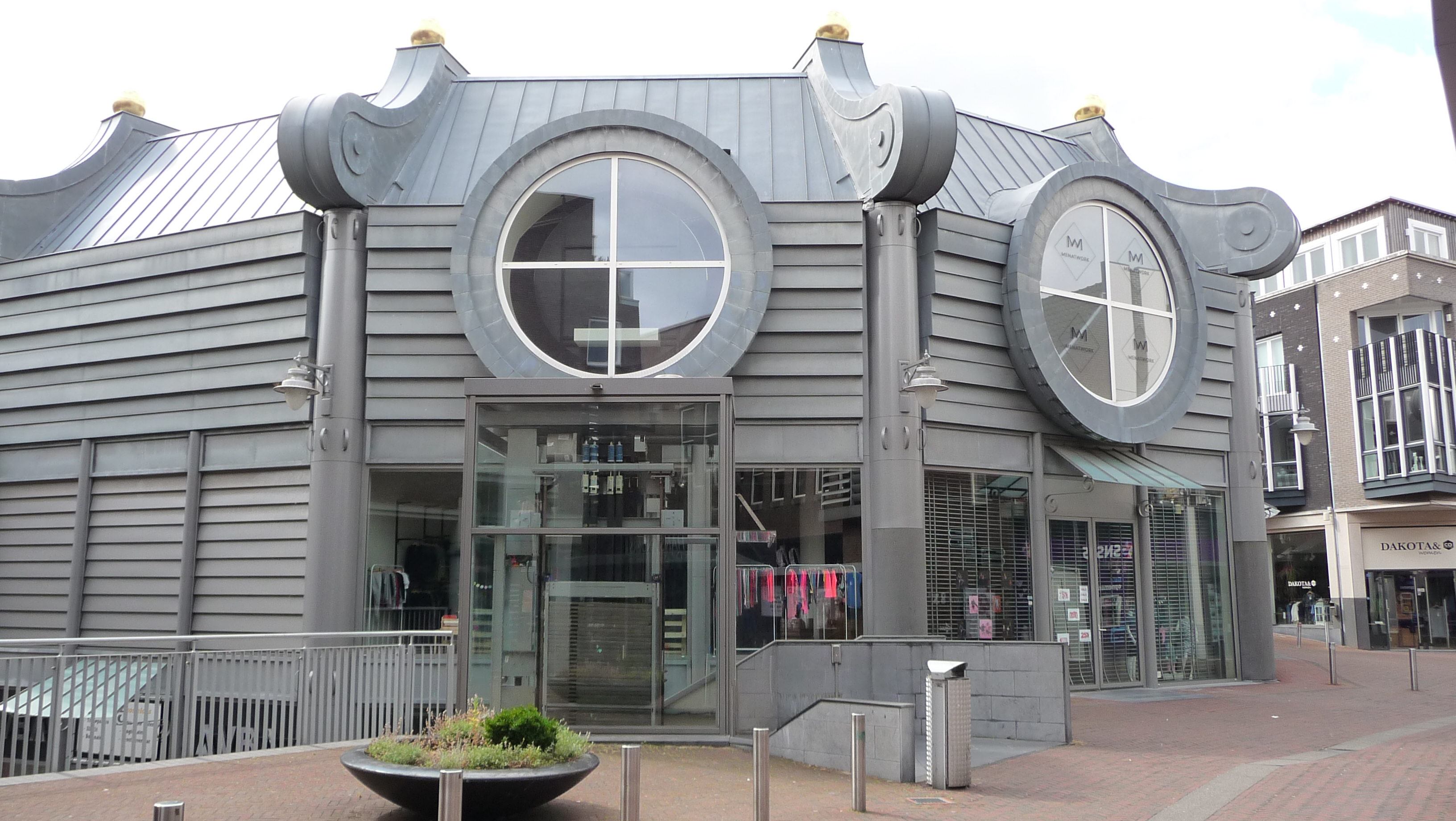
Winkelpand aan de Nieuwstraat uit 2005
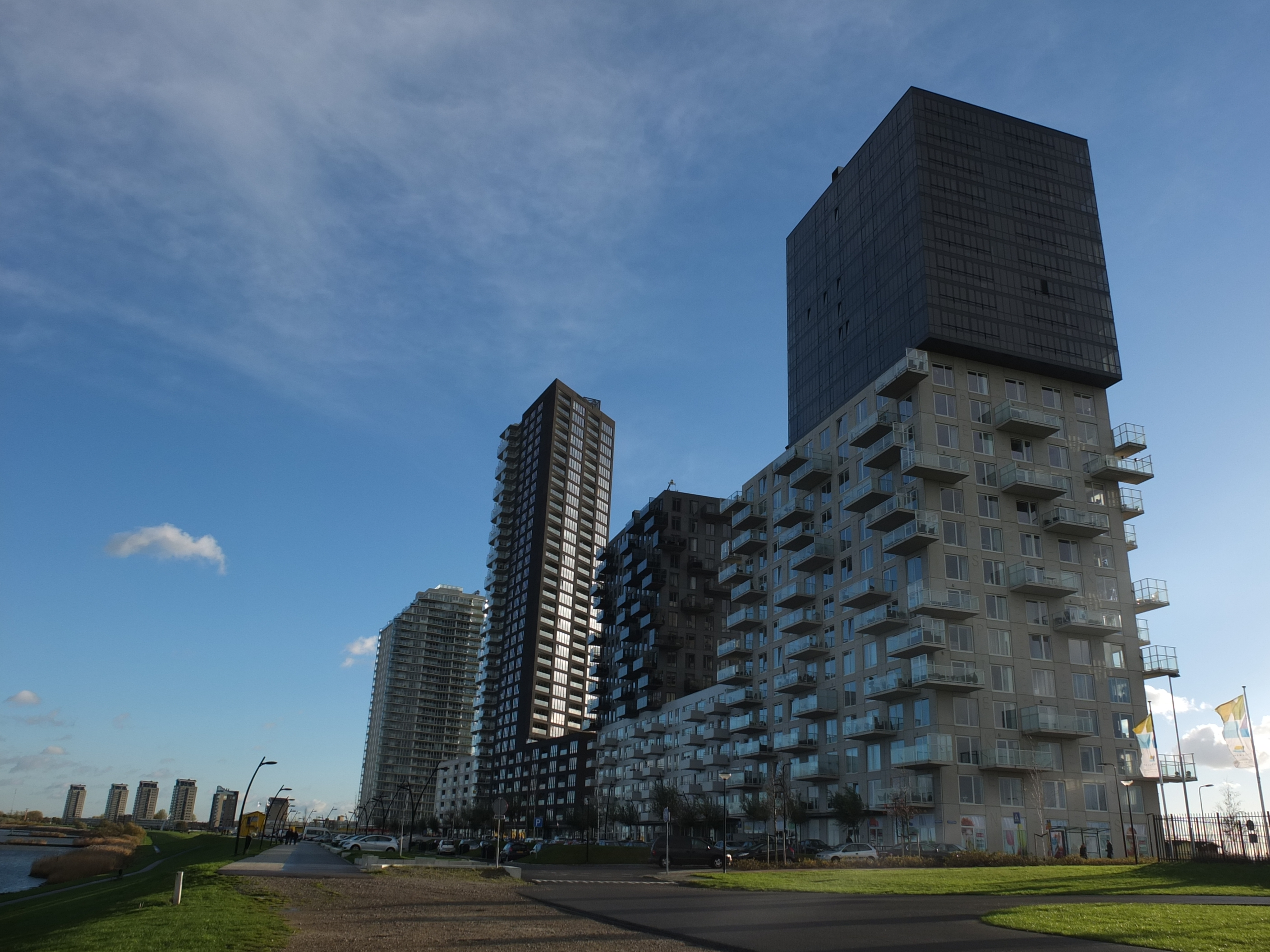
De Rokade (links) en De Vier Werelden (rechts) uit 2010
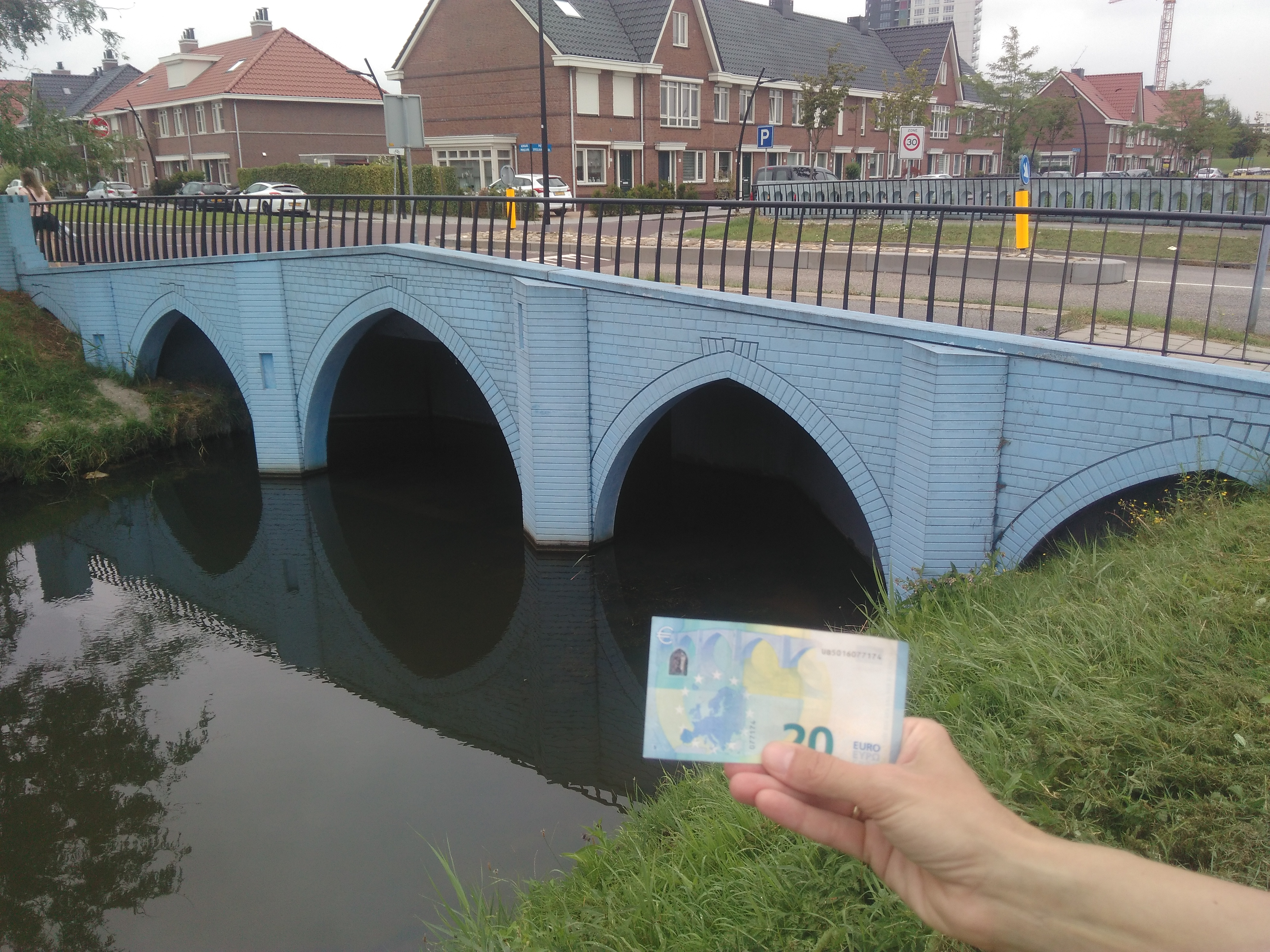
Eurobruggen uit 2011
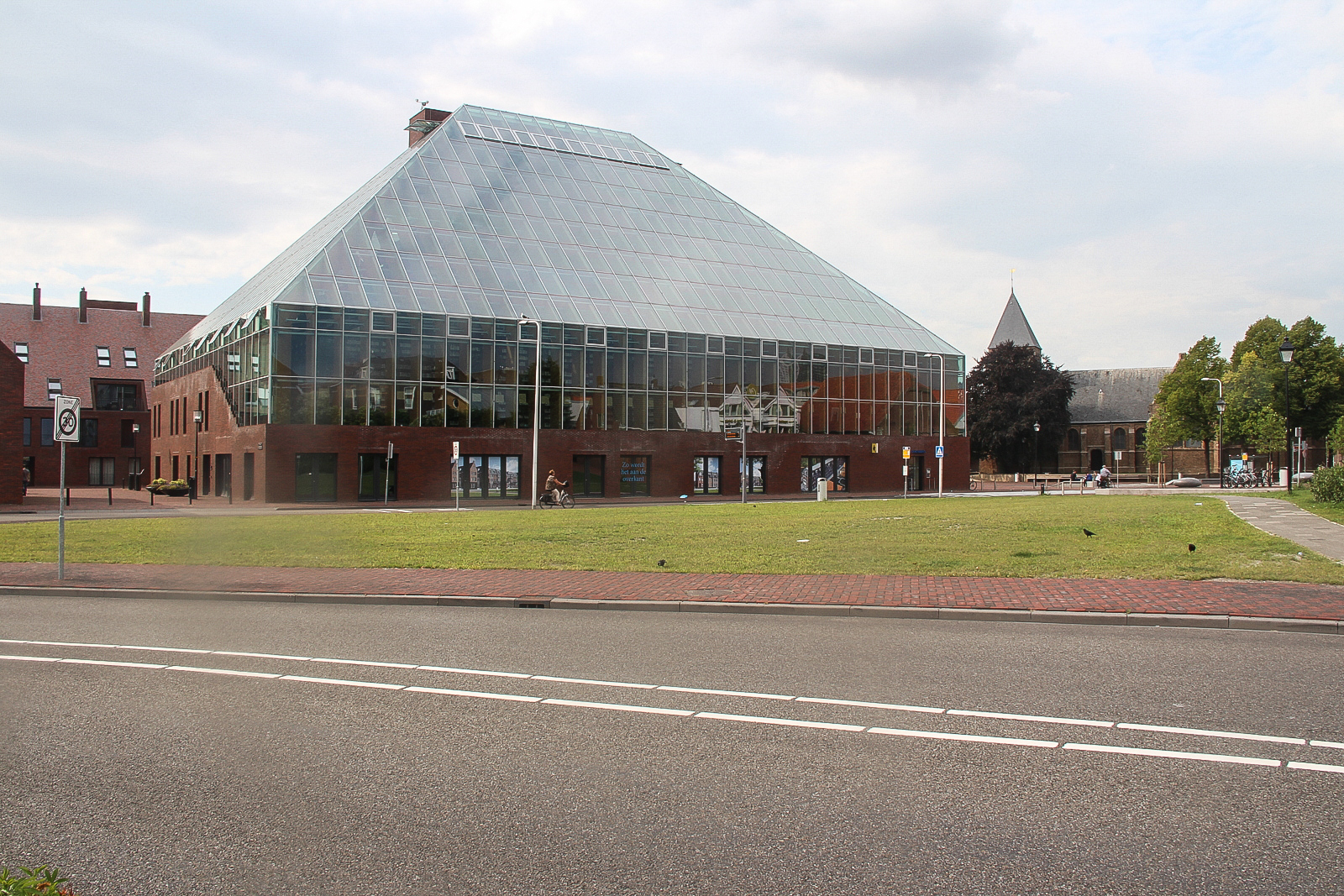
De Boekenberg (bibliotheek) uit 2012
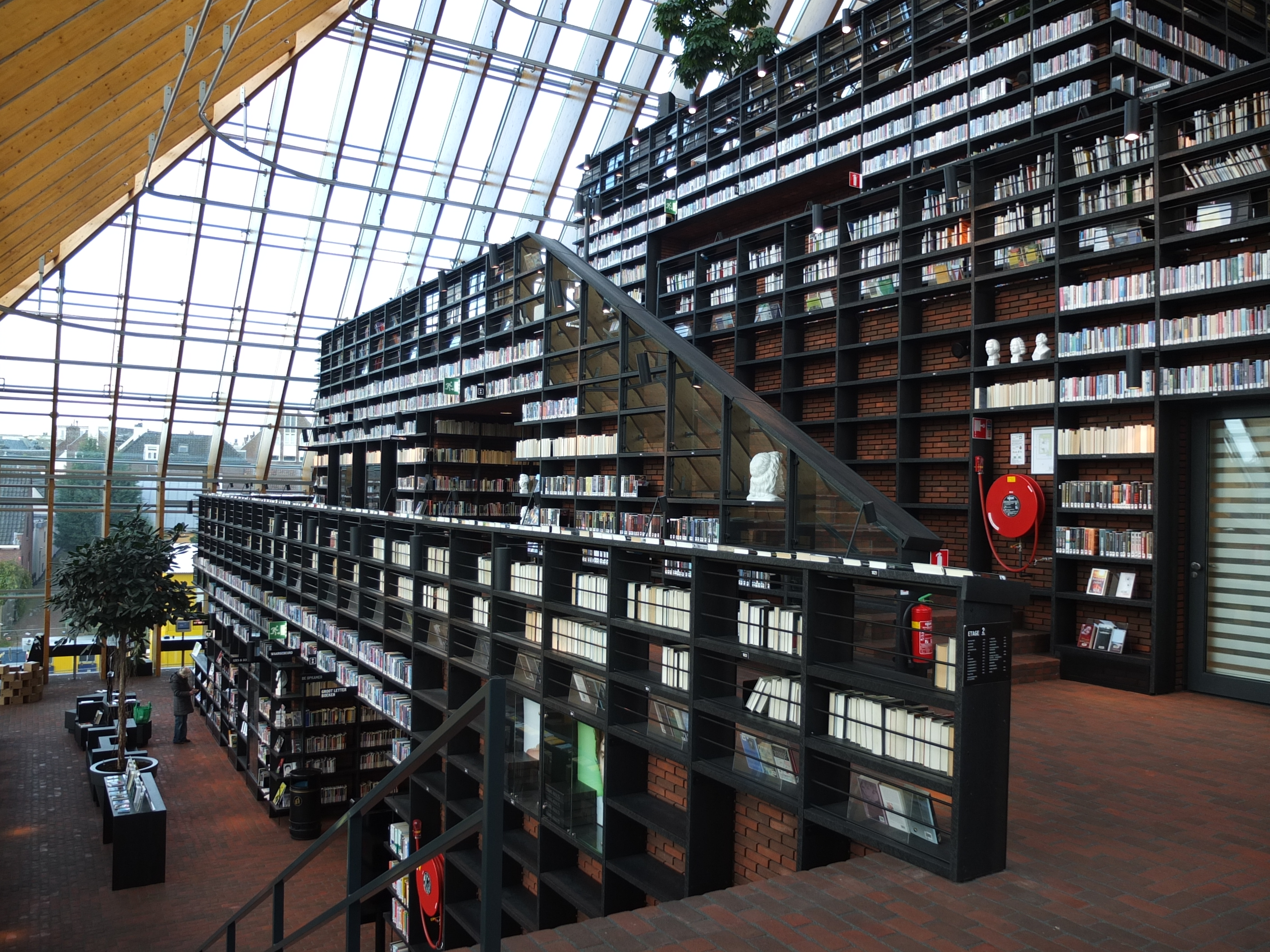
Boekenberg - interieur
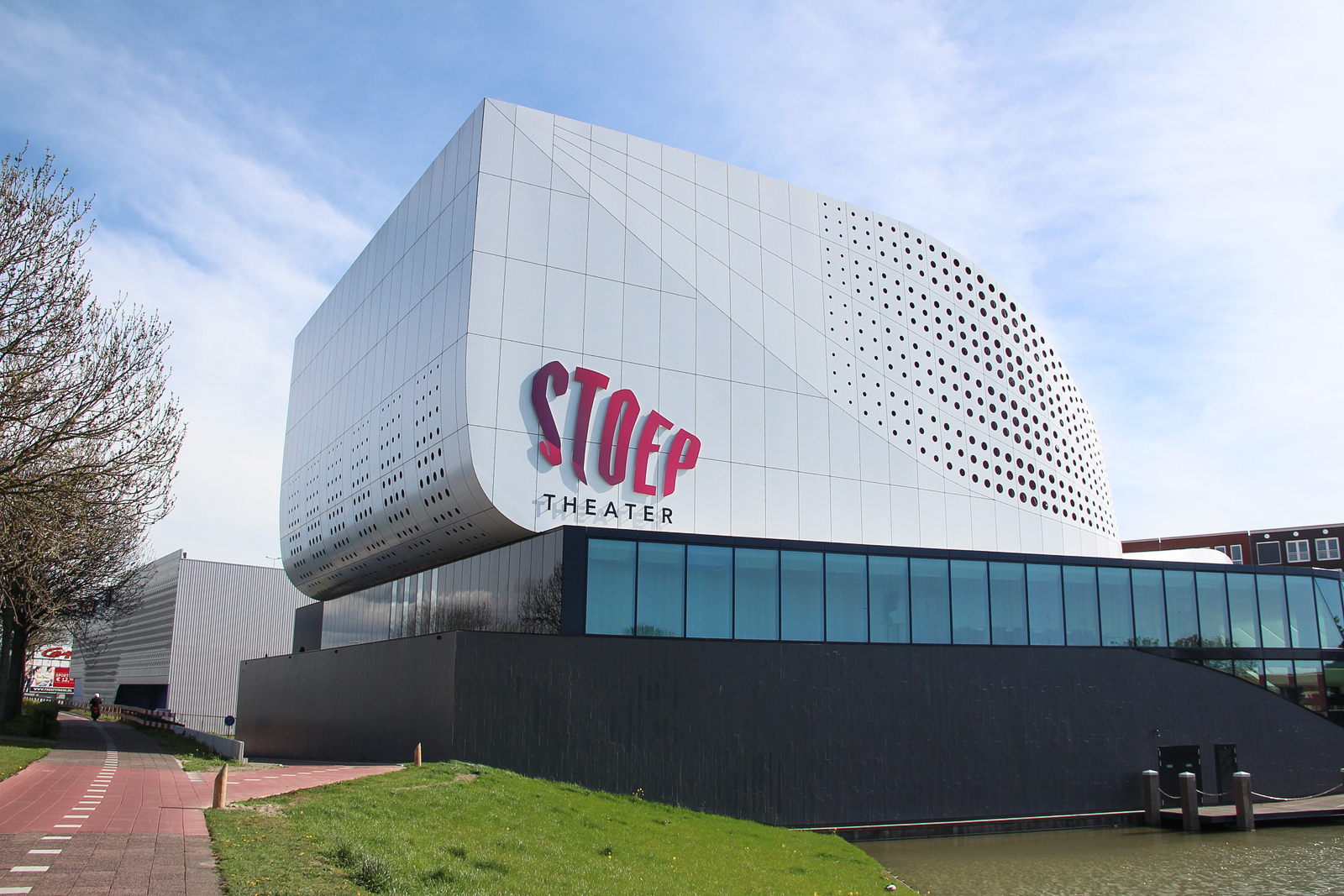
Theater De Stoep uit 2014

Initiatieven vanuit de bevolking

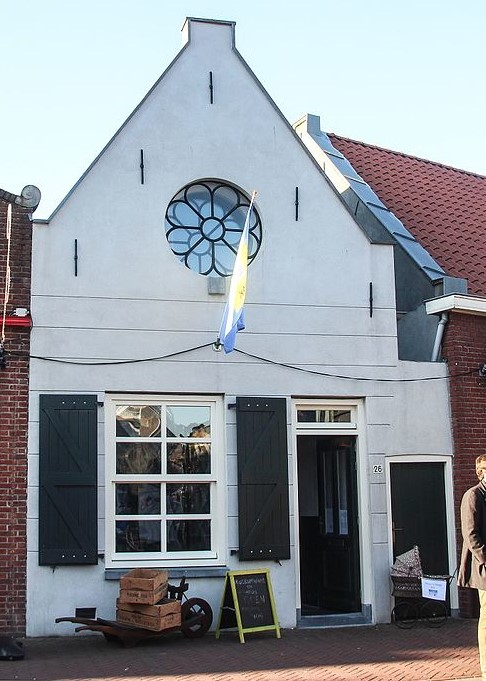
Museumwinkel Mak open in 2011
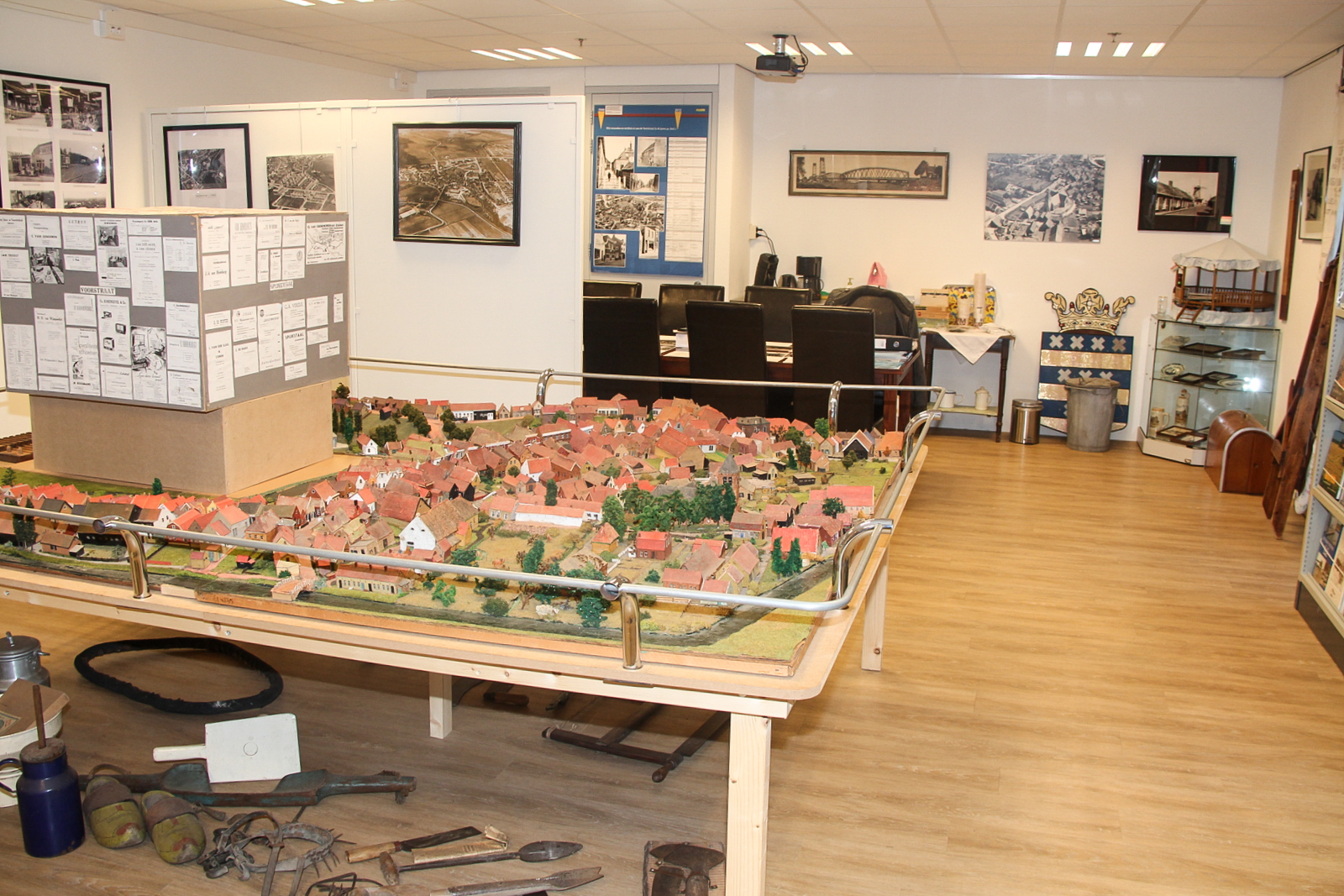
Oudheidkamer (sinds 2013)
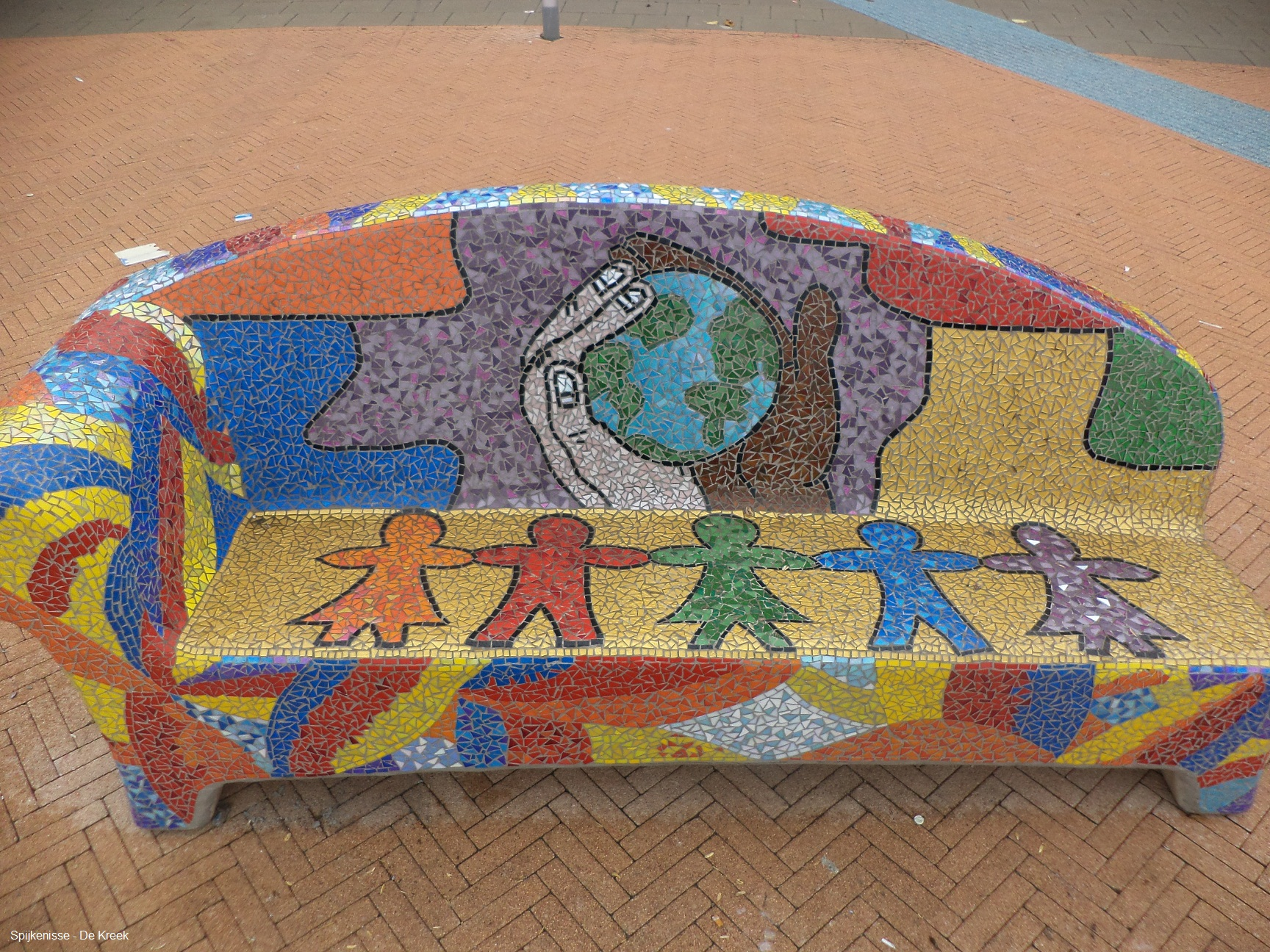
Social sofa's 2012-2016